# Baroque brésilien

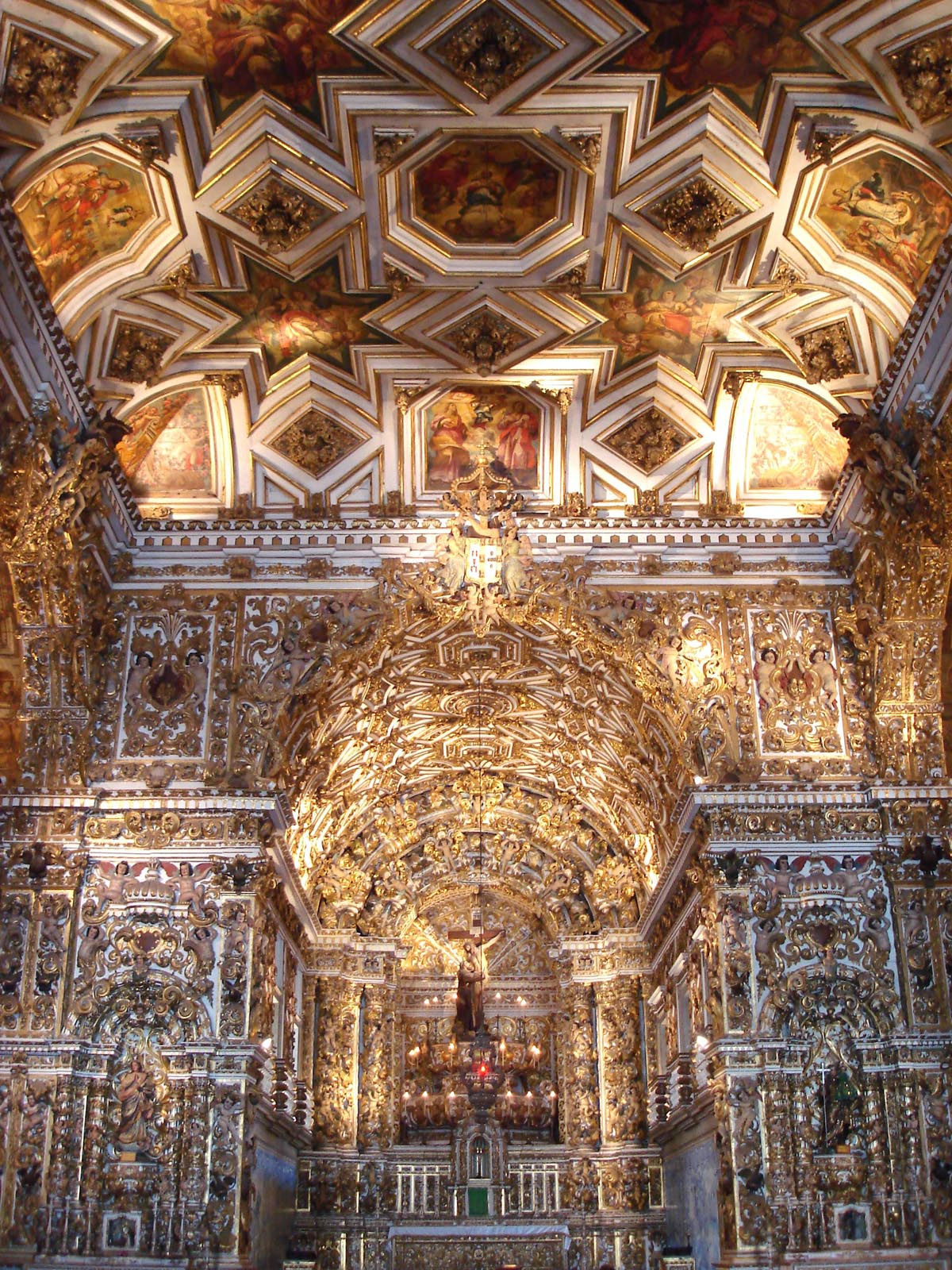
Intérieur de l'église et couvent de Saint-François de Salvador, l'une des plus importantes expressions du baroque brésilien.

Le baroque brésilien a été le style artistique dominant pendant la plus grande partie de la période coloniale, trouvant un terrain propice à une riche floraison. Le mouvement baroque a fait son apparition au Brésil au début du XVIIe siècle, introduit par des missionnaires catholiques, en particulier des jésuites, qui s'y sont rendus pour catéchiser et acculturer les peuples indigènes du Brésil et aider les Portugais dans le processus de colonisation. Tout au long de la période coloniale, il y a eu une association étroite entre l'Église et l'État, mais comme dans la colonie il n'y avait pas de cour pour servir de mécène, que les élites ne se sont pas préoccupées de construire des palais ou de sponsoriser les arts profanes avant la fin de la période et que la religion a exercé une énorme influence sur la vie quotidienne de chacun, cet ensemble de facteurs fait que la grande majorité de l'héritage baroque brésilien se trouve dans l'art sacré : statuaire, peinture et boiserie pour la décoration des églises et des couvents ou pour le culte privé.
Les caractéristiques les plus typiques du baroque, généralement décrites comme un style dynamique, narratif, ornemental, dramatique, cultivant les contrastes et une plasticité séduisante, véhiculent un contenu programmatique articulé avec des raffinements rhétoriques et un grand pragmatisme. L'art baroque est un art d'essence fonctionnelle, qui se prête très bien aux fins auxquelles il est mis au service : outre sa fonction purement décorative, il facilite l'absorption de la doctrine catholique et des coutumes traditionnelles par les néophytes, étant un outil pédagogique et catéchétique efficace. Bientôt les indigènes, plus habilement pacifiés, puis les Noirs importés comme esclaves, massivement exposés à la culture portugaise, de simples spectateurs de leurs expressions artistiques, sont devenus des agents producteurs, étant responsables, principalement les Noirs, d'une grande partie de la collection baroque produite dans le pays. Avec les artisans populaires, dans une société en voie d'intégration et de stabilisation, ils ont commencé à donner au baroque européen des caractéristiques nouvelles et originales, et cette acclimatation est donc considérée comme l'un des premiers témoignages de la formation d'une culture authentiquement brésilienne.
En littérature, le poème épique Prosopopeia (pt) (1601), de Bento Teixeira (pt), est considéré comme le premier jalon, atteignant son apogée avec le poète Gregório de Matos et l'orateur sacré Padre António Vieira. Dans le domaine des arts plastiques, ses plus grands représentants sont Aleijadinho et Mestre Ataíde. Dans le domaine de l'architecture, cette école s'est surtout implantée dans le Nord-Est et dans le Minas Gerais, mais elle a laissé de grands et nombreux exemples dans presque tout le reste du pays, du Rio Grande do Sul au Pará. En ce qui concerne la musique, nous savons par des rapports littéraires qu'elle était aussi prodigue mais, contrairement aux autres arts, presque rien n'a été sauvé. Avec le développement du néoclassicisme et de l'académisme dès les premières décennies du XIXe siècle, la tradition baroque est rapidement tombée en désuétude dans la culture d'élite. Mais elle a survécu dans la culture populaire, surtout dans les régions de l'intérieur, dans le travail des santeiros (artisans d'art sacré) et dans certaines festivités.
Depuis que les intellectuels modernistes ont entamé, au début du XXe siècle, un processus de sauvetage du baroque national brésilien, un grand nombre de bâtiments et de collections d'art ont déjà été protégés par le gouvernement, dans ses différentes instances, par le biais de tombamento (pt), de muséalisation ou d'autres processus, ce qui témoigne de la reconnaissance officielle de l'importance du baroque pour l'histoire de la culture brésilienne. Des centres baroques historiques comme les villes d'Ouro Preto, Olinda et Salvador et des groupes artistiques comme le Sanctuaire de Bom Jesus de Matosinhos ont reçu le statut de patrimoine mondial de l'UNESCO. Ce précieux patrimoine est l'un des grands attraits du tourisme culturel dans le pays, en même temps qu'il devient une icône identitaire du Brésil, tant pour les natifs du pays que pour les étrangers. Malgré son importance, une grande partie de l'héritage matériel du baroque brésilien est en mauvais état de conservation et nécessite une restauration et d'autres mesures de conservation, ce qui entraîne souvent la perte ou la dégradation de spécimens précieux dans toutes les modalités artistiques. Il semble cependant y avoir une prise de conscience croissante de la population en général sur la nécessité de protéger un patrimoine qui appartient à tous et qui est économiquement intéressant, s'il est bien géré et conservé. Les musées nationaux s'efforcent chaque jour d'améliorer leurs techniques et procédures, la bibliographie s'accroît, le gouvernement brésilien a beaucoup investi dans ce domaine et les œuvres du baroque brésilien sont bien considérées sur le marché de l'art.

## Caractéristiques et contexte

### Modèle européen et adaptation brésilienne

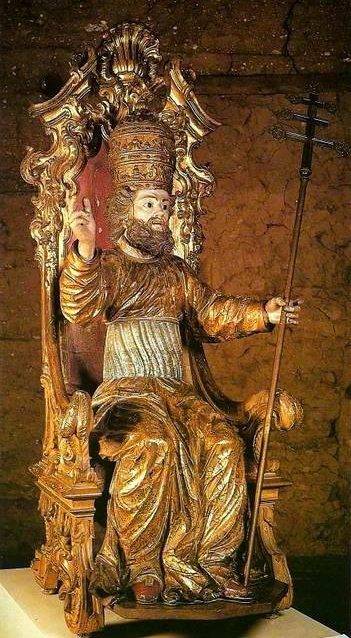
São Pedro papa, de l'école portugaise (XVIIIe siècle,).

Le baroque est né en Italie, au tournant du XVIIe siècle, au milieu de l'une des plus grandes crises spirituelles que l'Europe ait connues : la Réforme protestante, qui a scindé l'ancienne unité religieuse du continent et a provoqué un réarrangement politique international dans lequel l'Église catholique, autrefois toute-puissante, a perdu force et espace. C'est un style créé en réaction au classicisme de la Renaissance, dont les bases étaient la symétrie, la proportion, l'économie, la rationalité et l'équilibre formel. Ainsi, l'esthétique baroque a prévalu par l'asymétrie, l'excès, l'expressif et l'irrégulier, à tel point que le terme même de « baroque » vient du portugais « barroco » qui désignait une perle de format bizarre et irrégulier. Outre une tendance esthétique, ces traits constituaient un véritable mode de vie et donnaient le ton à toute la culture de l'époque, une culture qui mettait l'accent sur le contraste, le conflit, la dynamique, le dramatique, le grandiloquent, la dissolution des limites, ainsi qu'un goût accentué par l'opulence des formes et des matériaux, devenant un véhicule parfait pour l'Église catholique de la Contre-Réforme et les monarchies absolutistes montantes pour exprimer ostensiblement leurs idéaux de gloire et de faste. Les structures monumentales érigées pendant le baroque, comme les palais et les grands théâtres et églises, ont cherché à créer un impact de nature spectaculaire et exubérante, proposant une intégration entre les différents langages artistiques et tenant l'observateur dans une atmosphère cathartique, apothétique, impliquante et passionnée. Cette esthétique était largement acceptée dans la péninsule Ibérique, en particulier au Portugal, dont la culture, outre qu'elle était essentiellement catholique et monarchique, dans laquelle l'Église et l'État étaient officiellement unis et où les frontières entre le public et le privé étaient floues, était imprégnée de millénarisme et de mysticisme, favorisant une religiosité omniprésente et superstitieuse, caractérisée par une intensité émotionnelle. Et du Portugal, le mouvement s'est déplacé vers sa colonie en Amérique, où le contexte culturel des peuples indigènes du Brésil, marqué par le ritualisme et la festivité, a fourni une toile de fond réceptive,,,.

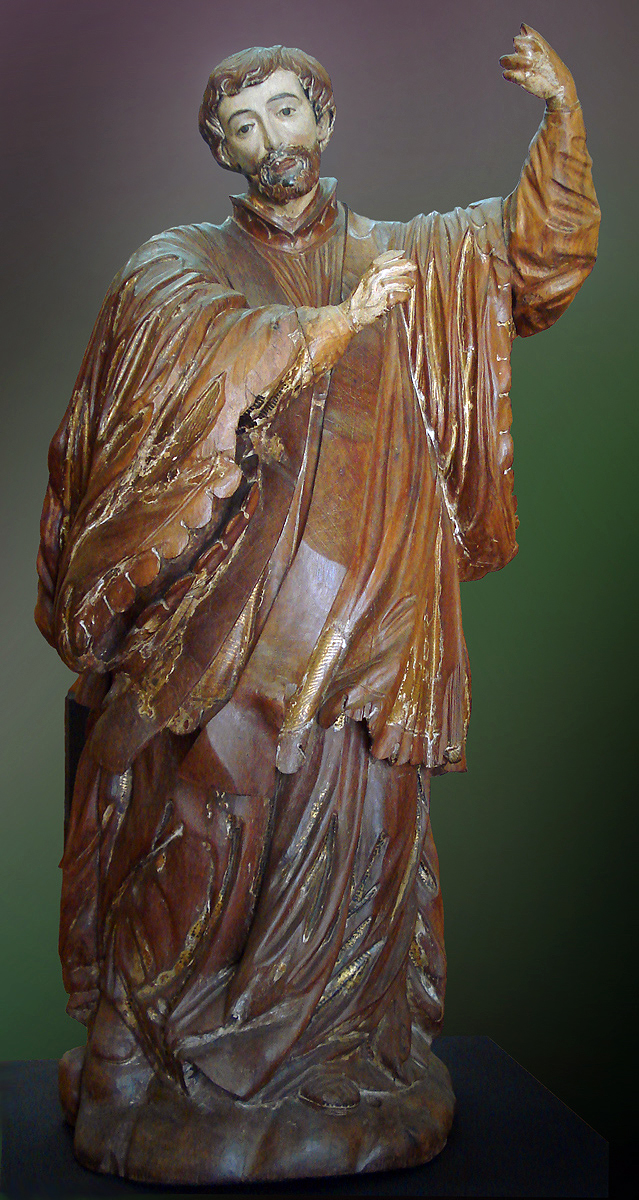
São Francisco Xavier, art des missions jésuites du patrimoine espagnol et italien (XVIIIe siècle,).

Le baroque est apparu au Brésil alors qu'une centaine d'années s'étaient écoulées depuis la présence colonisatrice portugaise sur le territoire. La population se multipliait déjà dans les premiers villages et une certaine culture indigène prenait déjà racine, tandis que les colonisateurs avaient encore du mal à mettre en place une infrastructure essentielle — faisant face à une nature encore sauvage et des peuples indigènes pas toujours amicaux — dans la mesure où leur condition de colonie fortement exploitée par la métropole le permettrait. Dans cette société en fondation, l'esclavage a été établi comme la base de la force productive,,,.
Le baroque est donc né sur un terrain de lutte et de conquête, mais tout aussi spectaculaire que le paysage de ces nouvelles terres — un sentiment qui fut déclaré par les colonisateurs dès le début,. Il s'est épanoui au cours des longs siècles de construction d'un nouveau et immense pays, et étant un courant esthétique dont l'essence et la vie sont en contraste, le drame, l'excès et l'émerveillement, peut-être même pour cette raison pourrait-il refléter l'ampleur continentale de l'entreprise colonisatrice laissant un ensemble de chefs-d'œuvre tout aussi grandioses. Cependant, plus qu'un courant esthétique, le baroque est un mouvement culturel qui pénètre toutes les sphères et couches sociales et dessine tout un style de vie. Le baroque se confond donc avec une grande partie de l'identité et du passé nationaux et les façonne,,. Selon Benedito Lima de Toledo, « un fait fondamental demeure : depuis plus de trois siècles, le baroque traduit les aspirations et les contradictions de la société brésilienne, désireuse de trouver ses propres voies. C'est l'art qui exprime les aspirations de la nation dans sa longue quête d'affirmation de soi », et ce n'est pas un hasard si l'écrivain brésilien Affonso Romano de Sant'Anna l'a appelé « l'âme du Brésil ». Une partie importante de ce patrimoine artistique appartient aujourd'hui au patrimoine mondial de l'UNESCO, et une grande collection a été répertoriée au niveau national par l'Institut national du patrimoine artistique et historique (IPHAN) et les instances étatiques et municipales.
Le baroque au Brésil a été formé par un réseau complexe d'influences européennes et d'adaptations locales, bien que généralement coloré par l'interprétation portugaise du style. Il faut rappeler que le contexte dans lequel le baroque s'est développé dans la colonie était complètement différent de celui qui l'a fait naître en Europe. Au Brésil, tout était encore « à faire » ; c'est pourquoi le baroque brésilien, malgré tout l'or des églises nationales, a déjà été accusé de pauvreté et de naïveté par rapport au baroque européen — d'un caractère savant, courtois, sophistiqué, beaucoup plus riche et surtout d'auteurs blancs —, car une grande partie de la production locale a en fait une technique rudimentaire, créée par des artisans peu éduqués, notamment des esclaves, des mulâtres et même des indigènes. Mais cette caractéristique métisse, naïve et inculte est l'un des éléments qui lui confère son originalité et sa typicité,,,,, comme l'a observé Lucio Costa :

« Il faut reconnaître d'emblée que ce ne sont pas toujours les œuvres académiquement parfaites [...] qui ont la plus grande valeur plastique. Les œuvres du goût populaire, défigurant à leur manière les rapports modulaires des modèles érudits, créent souvent des rapports plastiques nouveaux et imprévus, pleins de spontanéité et d'esprit d'invention, qui finissent par les placer sur un plan artistique supérieur aux œuvres très bien comportées, dans les règles du style et du bon goût, mais vides de sève créative et de sens réel. »

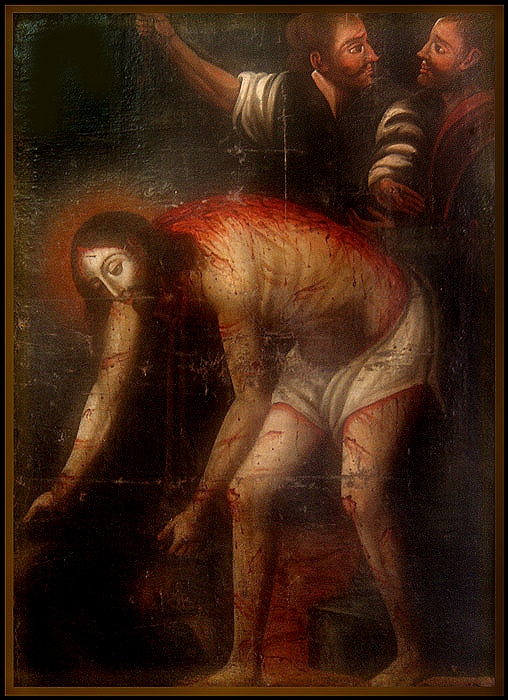
Cristo açoitado, réalisé par un indigène anonyme (XVIIe siècle,, où l'on perçoit de nombreuses influences stylistiques exotiques.

De plus, la communication entre les premiers centres d'établissement sur la côte n'était pas facile, il était souvent plus pratique de s'en remettre directement à Lisbonne. Il est naturel que jusqu'au XVIIe siècle, les essais artistiques brésiliens se soient souvent déroulés dans des conditions précaires, où l'improvisation et l'amateurisme prévalaient, et bien à l'insu de ce qui se passait ailleurs dans la colonie, donnant lieu à des interprétations idiosyncrasiques du style,,. Le contact fréquent avec la métropole, en revanche, a permis à l'art colonial d'avoir accès à une source ininterrompue de nouvelles informations, sans que cela n'empêche les variations et les interprétations locales. Et il y avait, certes, de nombreux maîtres érudits en activité, qui devenaient directeurs d'école, portugais au début, et plus tard, de nombreux Brésiliens aussi. C'est à eux que nous devons les exemples les plus riches et les plus sophistiqués de la production baroque. Les religieux actifs au Brésil, provenant de divers pays, dont beaucoup sont des littéraires, des architectes, des peintres et des sculpteurs, généralement très bien préparés et talentueux, ont contribué de manière décisive à cette complexité en apportant leur formation variée, qu'ils ont reçue dans des pays comme l'Espagne, l'Italie et la France, outre le Portugal lui-même, et ont servi de diffuseurs. Le contact avec l'Orient, par l'intermédiaire des compagnies maritimes, a également laissé des traces, visibles dans certaines peintures d'orientation, dans les laques, les porcelaines et les statues en ivoire. Au début du XVIIIe siècle, grâce à une meilleure communication interne et à de meilleures conditions de travail, plusieurs traités théoriques et manuels pratiques européens sur l'art ont commencé à circuler dans les ateliers du pays, et les artistes locaux ont recherché avec impatience des reproductions en gravure d'œuvres européennes, anciennes et contemporaines, ce qui leur a permis de disposer d'une iconographie très hétérogène utilisée comme modèle formel et adaptée à grande échelle dans les créations nationales. À partir de 1760, on observe la pénétration de l'influence française, ce qui donne naissance à une autre dérivation, plus élégante, variée et légère : le Rococo, qui s'épanouit de façon plus expressive dans les églises du Minas Gerais. Dans ce creuset d'influences diverses se trouvent même des éléments de styles déjà obsolètes comme le gothique et la Renaissance. C'est du résultat de tous ces croisements qu'est né le baroque original, éclectique et parfois contradictoire, que l'on voit alors éparpillé sur pratiquement toute la côte du pays et dans une grande partie de son intérieur. La région amazonienne (pt) a été la moins touchée, car elle a été la dernière à être peuplée. Le sud du Brésil, conquis essentiellement à partir du milieu du XVIIIe siècle, est également relativement pauvre en patrimoine baroque,,,,.

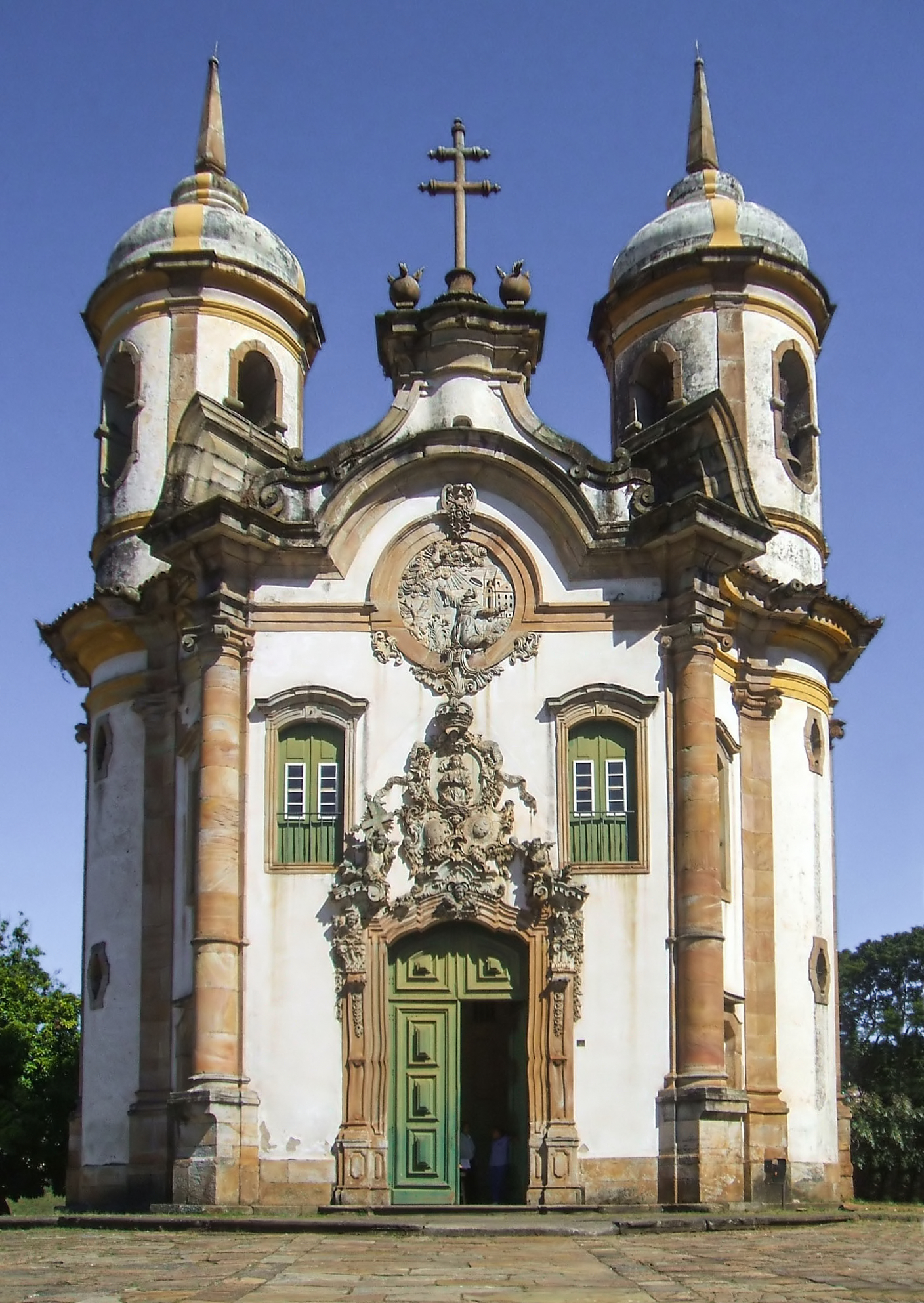
Église Saint-François-d'Assise d'Ouro Preto. La façade (deuxième moité du XVIIIe siècle) est l'œuvre d'Aleijadinho.

À la fin du XVIIIe siècle, le baroque était déjà parfaitement acclimaté au contexte brésilien. C'est l'apparition de deux personnages célèbres dans le Minas Gerais — l'un des principaux pôles culturels et économiques du Brésil à cette époque — qui a conduit à son apogée et a également éclairé sa fin en tant que courant esthétique dominant : Aleijadinho en architecture et en sculpture, et Mestre Ataíde en peinture. Ils incarnent un art qui a réussi à mûrir et à s'adapter à l'environnement d'un pays tropical et dépendant de la métropole, en se connectant aux ressources et aux valeurs régionales et en constituant l'un des premiers grands moments d'originalité autochtone, l'authentique « brésilianité »,,,. Cependant, ce que l'on appelle le « baroque du Minas Gerais » n'est plus exactement baroque mais rococo, ce qui reflète les polémiques qui existent encore concernant l'identification du rococo comme un style indépendant. La tendance récente est de donner l'autonomie au rococo. Mais jusqu'au milieu du XIXe siècle, les influences se chevaucheront encore beaucoup et les archaïsmes persisteront, rendant souvent impossible de caractériser l'analyse d'exclusion des cas individuels,,,,,,.
Quoi qu'il en soit, le grand cycle artistique dont ces deux artistes sont issus s'est rapidement interrompu avec l'imposition officielle de la nouveauté néo-classique, à partir de l'arrivée de la cour portugaise au Brésil en 1808 et de l'activité de la Mission artistique française,. Dès lors, perdant la faveur officielle et les élites, le baroque se dissout progressivement. Mais c'est la preuve de la vigueur avec laquelle elle a fructifié dans le pays le fait que ses échos se feront entendre, dans les centres provinciaux surtout, pratiqués par les artisans populaires, jusqu'à la contemporanéité. En fait, plusieurs écrivains ont affirmé que le baroque n'est jamais mort et qu'il est toujours bien vivant dans la culture nationale, étant constamment réinventé et réinventé,,,,,,.

### Rôle de l'Église catholique

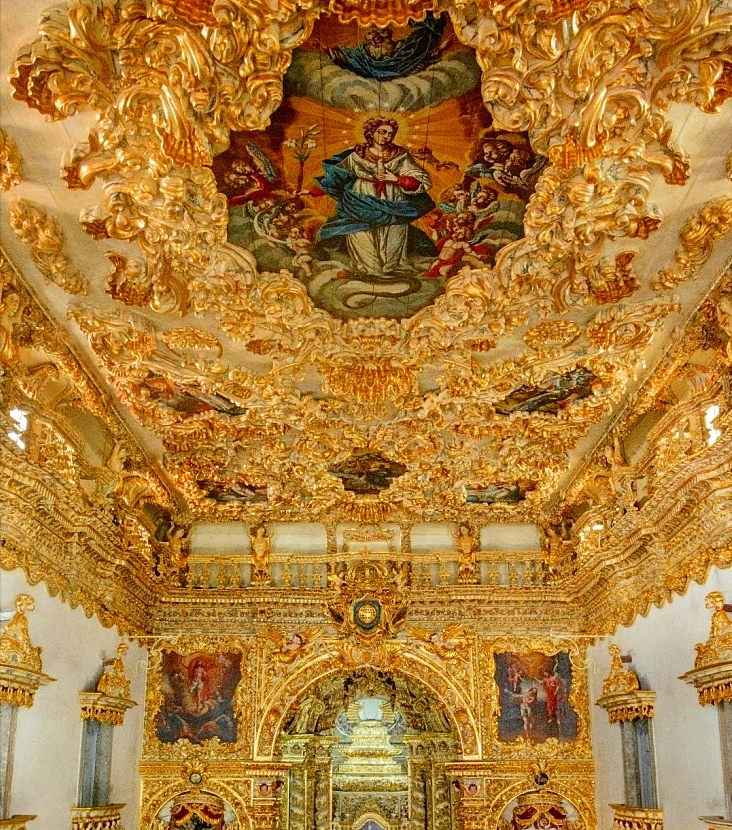
L'église de Notre-Dame-de-la-Conception-des-Militaires, à Recife, a été définie par l'historien de l'art français Germain Bazin comme la chapelle sixtine du baroque-rococo.

En Europe, l'Église catholique était, aux côtés des tribunaux, le plus grand mécène de l'art à cette époque. Dans l'immense colonie du Brésil, il n'y avait pas de tribunal, l'administration locale était confuse et lente, et un vaste espace social restait donc vacant pour l'action de l'Église et de ses entrepreneurs missionnaires, parmi lesquels les Jésuites, qui administraient au-delà des offices divins une série de services publics tels que les registres des naissances et des décès. Ils ont été à l'avant-garde de la conquête de l'intérieur du territoire en tant que pacificateurs des peuples indigènes et fondateurs de nouveaux établissements humains, ont organisé une grande partie de l'espace urbain sur la côte et ont dominé l'enseignement et l'assistance sociale en entretenant des collèges et des orphelinats, des hôpitaux et des asiles. En construisant de grands temples décorés avec luxe, en commandant des pièces musicales pour le culte et en revigorant l'environnement culturel dans son ensemble, et bien sûr en dictant les règles du thème et du mode de représentation des personnages du christianisme, l'Église a centralisé l'art colonial brésilien, avec une rare expression profane remarquable. Au Brésil, donc, presque tout l'art baroque est un art religieux. La profusion d'églises et la rareté des palais le prouvent. Le temple catholique n'était pas seulement un lieu de culte, mais aussi le lieu le plus important de fraternisation du peuple, un centre de transmission des valeurs sociales fondamentales et souvent le seul endroit relativement sûr dans la vie souvent turbulente et violente de la colonie. Cet équilibre s'est progressivement déplacé vers la sécularisation, mais il s'est maintenu à l'époque du baroque. Les institutions laïques commencent à peser de tout leur poids vers le XVIIIe siècle, avec la multiplication des demandes et des instances administratives dans la colonie qui se développe, mais elles ne constituent pas un grand marché pour les artistes, il n'y a pas le temps. L'administration civile ne s'est renforcée qu'avec l'arrivée du tribunal portugais en 1808, qui a transformé le profil institutionnel du territoire,.

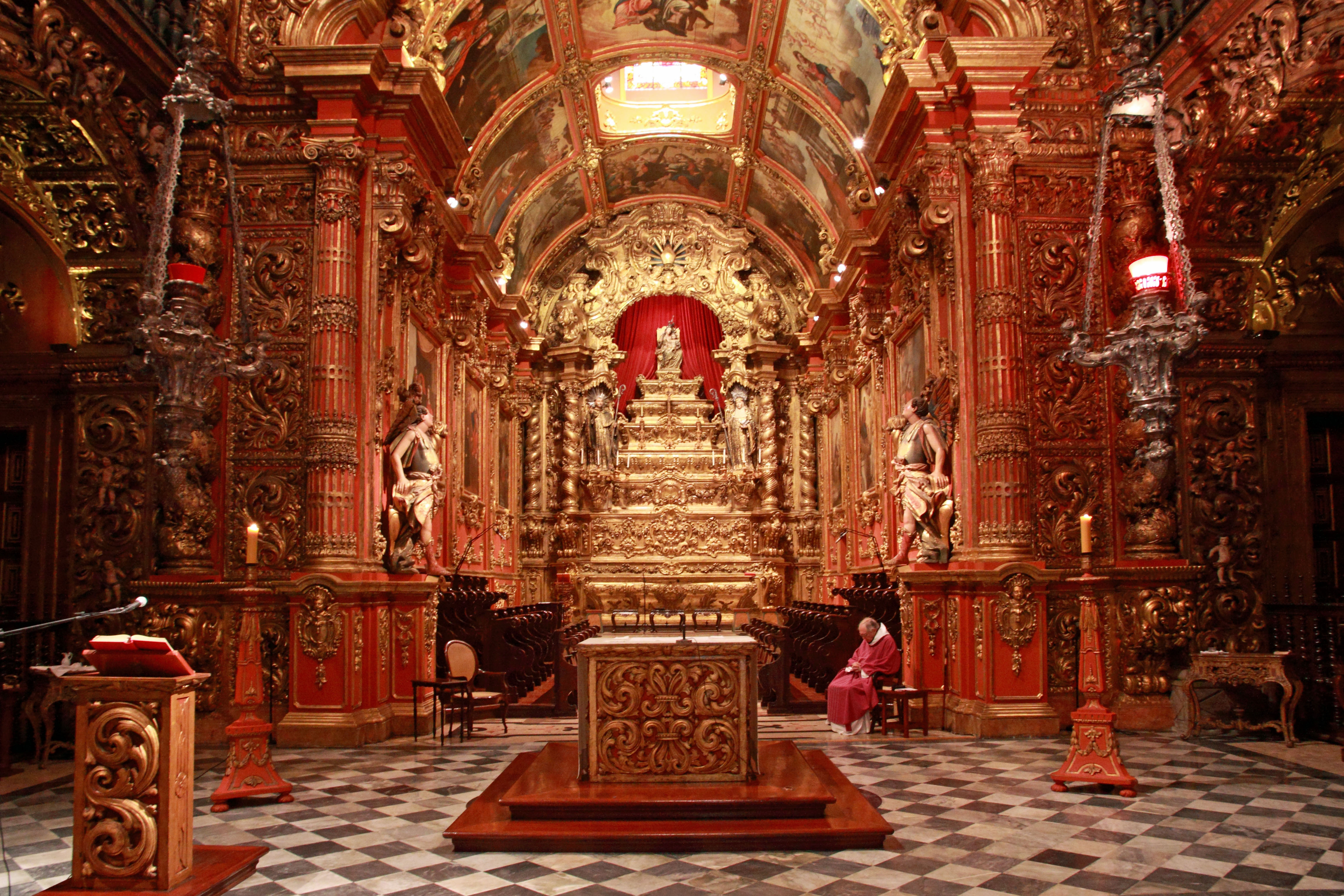
L'intérieur entièrement revêtu de décoration de l'église de l'abbaye Saint-Benoît de Rio de Janeiro.

Comme dans d'autres parties du monde où il a prospéré, le baroque était aussi au Brésil un style largement inspiré par la religion, mais en même temps il mettait énormément l'accent sur la sensorialité et la richesse des matériaux et des formes, dans un accord tacite et ambigu entre la gloire spirituelle et le plaisir des sens. Ce pacte, lorsque les conditions le permettaient, a créé des œuvres d'art d'une énorme richesse et d'une grande complexité formelle. Une entrée dans l'un des principaux temples du baroque brésilien suffit pour que le regard se perde dans une explosion de formes et de couleurs, où les images des saints sont encadrées de splendeurs, de cariatides, d'anges, de guirlandes, de colonnes et de sculptures dorées (pt) d'un volume tel que, dans certains cas, elles ne laissent pas un centimètre carré à la vue sans intervention décorative, avec des murs et des autels recouverts d'or. Comme l'a dit Germain Bazin, « pour l'homme de ce temps, tout est spectacle »,,.

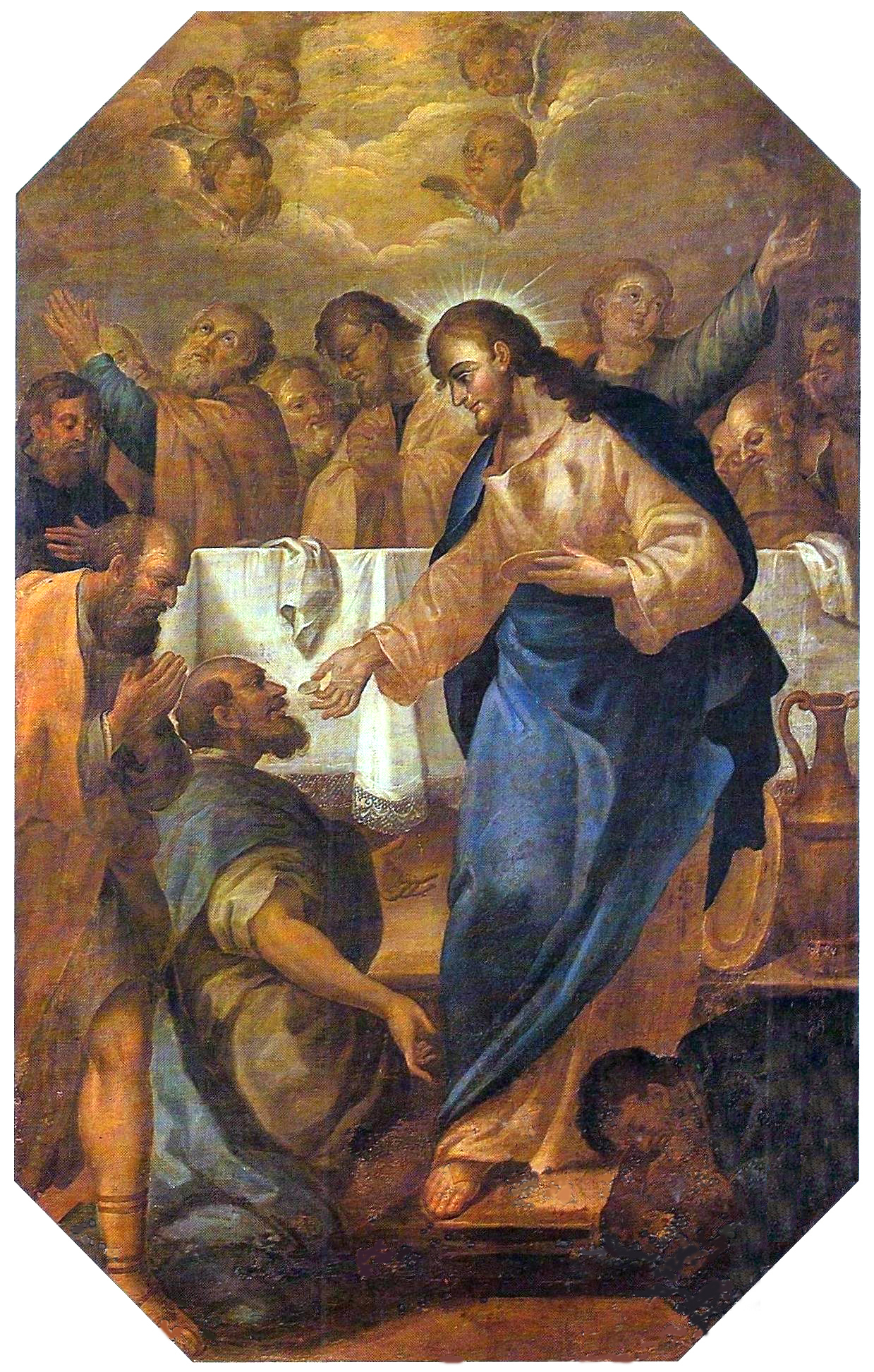
L'art baroque comme compteuse d'histoire et endoctrinante : Jesus institui a Eucaristia, de José Teófilo de Jesus (1793,).

Du point de vue de l'époque, cette prodigalité décorative était justifiée : les religieux éduquaient le peuple à l'appréciation des vertus abstraites, cherchant plutôt à le séduire par les sens corporels, surtout par la beauté des formes. Mais tant de richesses étaient aussi considérées comme un hommage à Dieu pour sa propre gloire. Malgré la dénonciation protestante du luxe excessif des temples catholiques, et la recommandation d'austérité du Concile de Trente, le catholicisme pratique a ignoré les restrictions. En fait, le Concile lui-même, appelé essentiellement à planifier la lutte contre l'avancée protestante, a orchestré, principalement par l'intermédiaire des Jésuites, une campagne de prosélytisme agressif par le biais de l'art, en le rendant plus attrayant au goût populaire en satisfaisant ses besoins de compréhensibilité, en touchant à ses passions, espoirs et craintes les plus fondamentaux, en y ajoutant un caractère doctrinal systématique, et en introduisant également de nouveaux thèmes, de nouveaux modes de représentation et un tout nouveau style. Ces facteurs ont donné naissance à un projet culturel qui, en plus d'avoir des raffinements pédagogiques, a constitué dans les différents arts un tournant et a favorisé l'émergence d'une corne d'abondance de chefs-d'œuvre, prévoyant une véritable immersion du public dans des environnements où il recevrait un bombardement massif de stimuli sensoriels, intellectuels et émotionnels, parmi lesquels les récits sacrés peints sur des toiles, la musique grandiose et poignante, la sorcellerie des bougies tirant des reflets mystiques de l'or dans les riches sculptures, la pieuse mise en scène des mystères, les statues « miraculeuses » promettant des aventures aux croyants et intimidant les pécheurs, l'odeur de l'encens créant une atmosphère suggestive, les litanies en chœur, les processions festives avec des fusées et les cérémonies somptueuses, les sermons rhétoriques, le tout en harmonie, comprenant que l'art « peut séduire l'âme, la troubler et l'enchanter dans les profondeurs non perçues par la raison ;  [...] que cela soit fait au bénéfice de la foi »,. Un tel programme, basé sur un discours à fort sens scénographique et déclamatoire, s'exprimant plein d'allégories et de descriptions prolixes, et faisant appel à des affections intenses, a été plastiquement traduit dans l'extrême complexité, les forts contrastes et le dynamisme des formes artistiques baroques dans tous les pays où le style s'est épanoui, puisqu'il était l'expression visible de l'esprit complexe, paradoxal et dramatique de l'époque,,,.
Dans le Brésil colonial, la menace protestante n'existait pas, mais son peuple comprenait une majorité de païens — les noirs et les indigènes — et le modèle restait donc valable : il devait être un art séduisant et didactique, afin que les païens soient attirés et convertis, et les blancs et les enfants, bien éduqués ; il serait pour tous un moyen d'éducation, leur imposant des croyances, des traditions et des modèles de vertu et de conduite. En même temps, elle renforcerait la foi de ceux qui l'avaient déjà. Dans la société coloniale, où il existait des abîmes insurmontables entre les classes sociales, où l'esclavage régnait, les indigènes et les Noirs, dans la pratique et à de rares exceptions près, n'étaient pas considérés comme des êtres humains, mais comme une simple propriété privée, instrument d'exploitation et source de profit, une religion unifiée a également servi à amortir ces graves inégalités et tensions, permettant au pouvoir colonisateur de mieux les contrôler, et même de les justifier, dans la perspective de l'union formelle entre l'Église et l'État, où l'Église a largement contribué par sa doctrine et son art au maintien du statu quo social et politique,,,,,. Comme l'explique Alfredo Bosi,

« Dans les entrailles de la condition coloniale, une rhétorique a été conçue pour les masses qui ne pouvaient qu'assumer dans de grands schémas allégoriques les contenus doctrinaux que l'agent acculturant s'était proposé d'inculquer. L'allégorie exerce un pouvoir de persuasion singulier, souvent terrible en raison de la simplicité de ses images et de l'uniformité de la lecture collective. D'où son utilisation comme outil d'acculturation, d'où sa présence dès la première heure de notre vie spirituelle, plantée dans la Contre-Réforme qui réunissait les pointes du dernier médiéval et du premier baroque. »

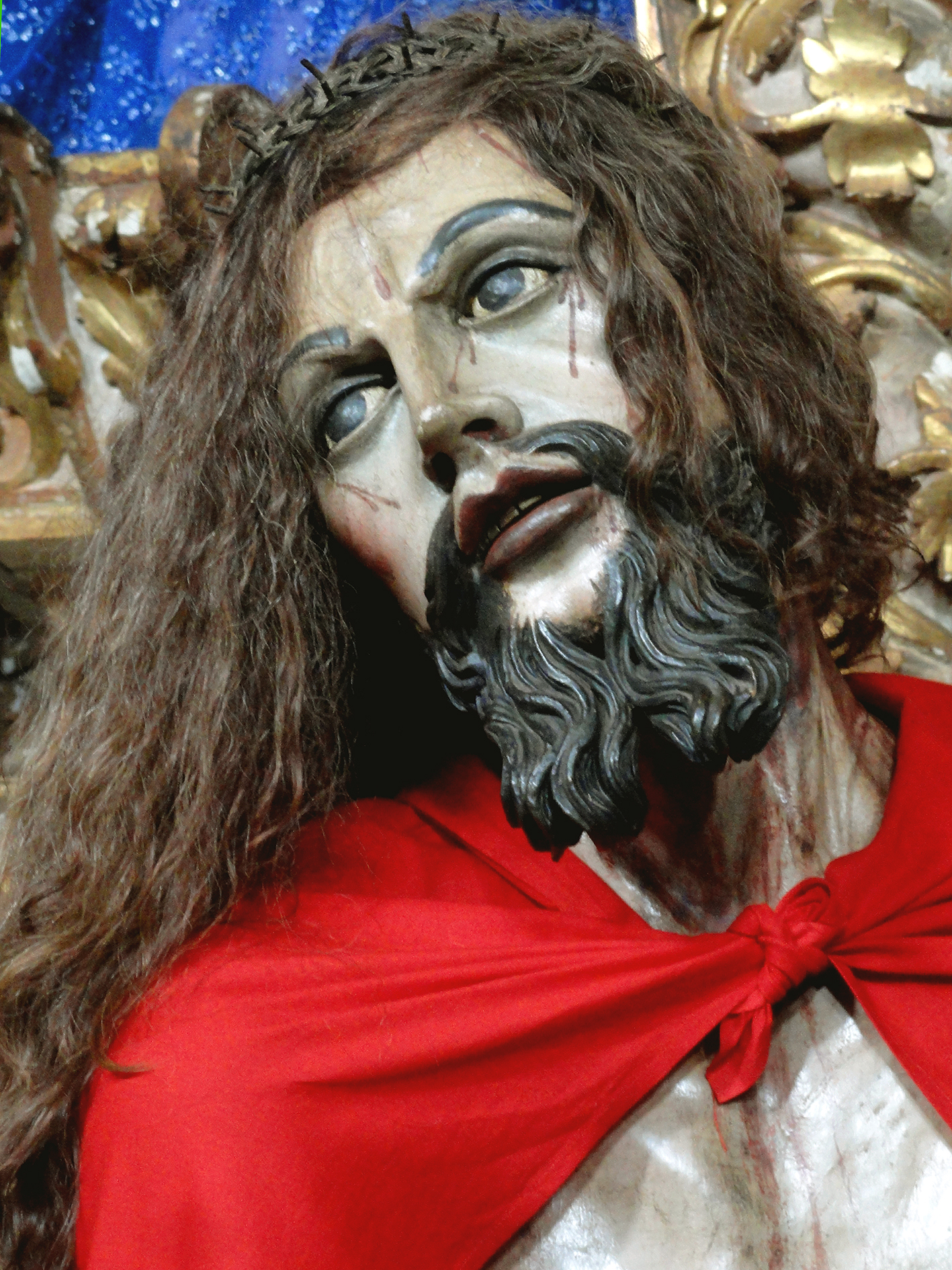
Détail d'un Cristo flagelado, icônes de procession en taille réelle, de vrais cheveux et des membres articulés, à l'église mère de Notre-Dame-de-la-Conception, à Sabará.

Outre la beauté des formes et la richesse des matériaux, au cours du baroque, le catholicisme a utilisé avec insistance l'aspect émotionnel du culte. L'amour, la dévotion et la compassion étaient visuellement stimulés par la représentation des moments les plus dramatiques de l'histoire sacrée, et ainsi abondaient les Christs flagellés, les cœurs immaculés de Marie, les crucifix ensanglantés, et les pathétiques icônes de procession (pt), véritables marionnettes articulées, avec de vrais cheveux, dents et vêtements, qui étaient portées dans des processions solennelles et féeriques où les larmes et les mortifications physiques ne manquaient pas, et les péchés étaient confessés à voix haute. Les festivités religieuses étaient en effet plus qu'une forme d'expression pieuse, elles étaient aussi les moments les plus importants de la socialisation collective de la vie coloniale, se prolongeant souvent dans l'environnement privé. L'intensité de ces événements a été enregistrée dans de nombreux récits de l'époque, comme celui du père Antônio Gonçalves, qui a participé à une procession de la Semaine sainte à Porto Seguro :

« Je n'ai jamais vu autant de larmes dans la Passion que dans celle-ci, car du début à la fin, c'était un cri continu et personne ne pouvait entendre ce que disait le prêtre. Et que chez les hommes comme chez les femmes, et (en référence aux autoflagellations) environ cinq ou six personnes ont failli mourir, qui pour beaucoup d'espace ne sont pas devenues elles-mêmes. [...] Et il y avait des gens qui disaient qu'ils voulaient aller quelque part où ils ne voyaient personne et faire toute leur vie pénitence pour leurs péchés. »

Ce n'était pas un exemple isolé ; au contraire, la mentalité catholique baroque était particulièrement attachée à l'exagération et au drame, elle croyait fortement aux miracles, et la dévotion aux reliques et aux saints était une pratique générale, se mêlant souvent à des superstitions et à des pratiques très hétérodoxes, parfois appris des indigènes et des Noirs, que le clergé avait beaucoup de mal à retenir, craignant toujours que les fidèles ne se tournent vers la sorcellerie, ce qui, selon les rapports des Visiteurs de l'Inquisition, se produisait partout, même chez les membres du clergé les plus ignorants. Comme l'a déclaré Luiz Mott (pt), « malgré l'inquiétude de l'Inquisition et la législation royale elle-même, qui interdisait la pratique de la sorcellerie et des superstitions, dans le Brésil ancien, dans chaque rue, village, district rural ou paroisse, il y avait les prières, les bénédictions et les devins qui rendaient de si précieux services au voisinage ». Mais cette même dévotion mystique et passionnée, qui adorait si souvent le tragique et le bizarre et s'approchait dangereusement de l'hérésie et de l'irrévérence, a également façonné d'innombrables scènes d'extase et de visions célestes, des madones de grâce naïve et juvénile et de charme éternel, et les doux Enfant Jésus dont l'appel au cœur simple du peuple était immédiat et extrêmement efficace,,. Une fois de plus, Bazin a saisi l'essence du processus :

« La religion était le grand principe de l'unité au Brésil. Elle a imposé aux différentes races mélangées ici, chacune apportant un univers psychique différent, un monde de représentations mentales de base, qui a facilement surmonté le monde païen, dans le cas des Indiens et des noirs, par l'hagiographie, si apte à ouvrir la voie du christianisme à ceux du polythéisme. »

## Architecture

### Édifices religieux

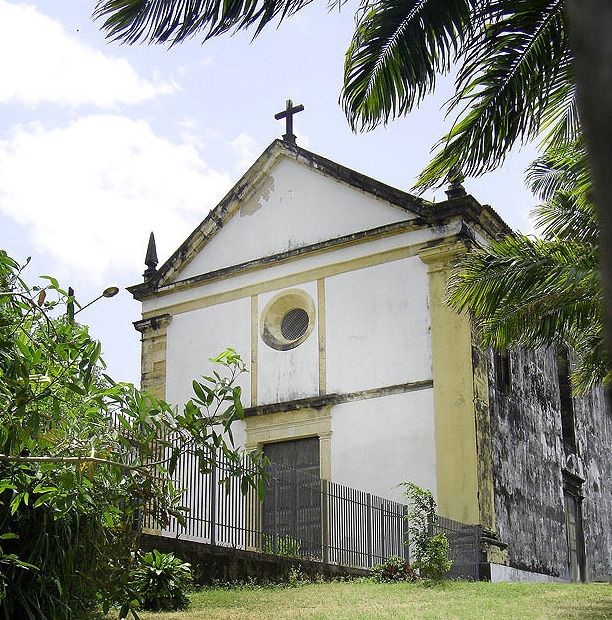
L'église de Nossa Senhora da Graça, à Olinda, typique du style Chão.

Les premiers édifices sacrés d'importance au Brésil ont été érigés dans la seconde moitié du XVIe siècle, quand la population de certains villages le justifiait. Ce sont les cas d'Olinda et de Salvador. Les plus simples utilisaient la technique du torchis, étant recouverts de feuilles de palmier, mais les missionnaires étaient soucieux de la durabilité et de la solidité des bâtiments, préférant chaque fois que possible construire en maçonnerie, bien que souvent, en raison de diverses circonstances, ils étaient obligés d'utiliser du taipa ou de l'adobe. Les plans recherchaient avant tout la fonctionnalité, consistant essentiellement en un quadrilatère sans division en nefs et sans chapelles latérales, avec une façade élémentaire qui implantait un fronton triangulaire sur une base rectangulaire, et on peut dire qu'il n'y avait pas de plus grand souci d'ornementation dans cette période inaugurale. Ce style, dérivé du maniérisme, dont l'austérité se référait aux bâtiments classiques, était connu sous le nom d'architecture dépouillée (ou style chão). En 1577, le frère et architecte Francisco Dias arrive à Salvador, avec la mission déclarée d'introduire des améliorations techniques et un raffinement esthétique dans les églises de la colonie. Il a apporté l'influence de Vignola, dont le style était au goût de la cour portugaise, et a été l'auteur du premier temple baroque en Europe, l'église du Gesù à Rome, qui est immédiatement devenu un modèle pour de nombreuses autres églises jésuites dans le monde. Au Brésil, le modèle a été adapté, en conservant le schéma de la nef unique mais en renonçant au dôme et au transept et en privilégiant les tours,.

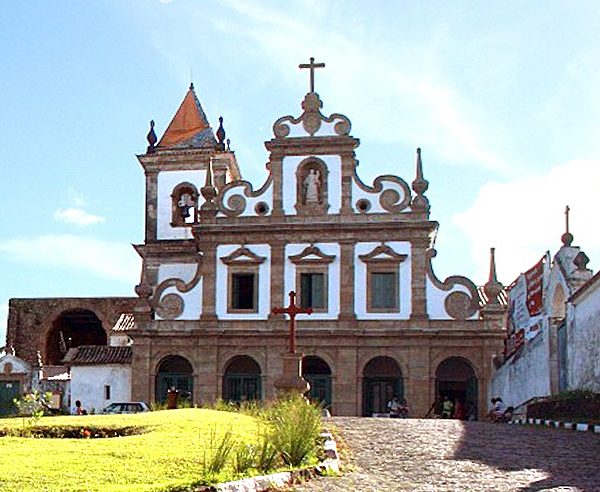
L'église de Saint-Antoine à Cairu.

Malgré les améliorations, jusqu'au milieu du XVIIe siècle, les bâtiments jésuites, concentrés dans le nord-est, sont restés à l'extérieur dans les contours traditionnels d'une grande simplicité, dans ce qui influençait les autres ordres religieux, réservant pour les intérieurs le luxe qui pouvait être ajouté, dans les autels sculptés, les peintures et la statuaire. Cependant, si les Jésuites étaient assez fidèles au modèle italien d'origine, les Franciscains se sont permis d'introduire des variations dans les façades, qui pouvaient être précédées d'un porche ou inclure une galilée, tandis que le clocher se déplaçait vers l'arrière. À l'intérieur, l'abside des Franciscains était généralement moins profonde que celle des Jésuites, et l'absence de nefs latérales pouvait être compensée par deux étroits déambulatoire longitudinales. À côté de ce modèle se trouve l'église de Saint-Antoine (pt) à Cairu, considérée comme la première à présenter des caractéristiques clairement baroques. Son concepteur, le frère Daniel de San Francisco, a créé la façade selon un schéma de triangle en quinconce, avec des volutes fantaisistes sur le fronton et les côtés ; c'était une nouveauté complète, sans précédent, y compris en Europe,,.
Pendant la domination hollandaise dans le nord-est, de nombreux bâtiments catholiques ont été détruits, et dans la seconde moitié du XVIIe siècle, après l'expulsion des envahisseurs, l'effort principal s'est concentré sur la restauration et la réforme des structures préexistantes, avec relativement peu de nouvelles fondations. À cette époque, le baroque était déjà le style dominant. Mais elle reçoit d'autres influences, comme celle de Francesco Borromini, qui donne plus de mouvement aux façades en y ajoutant des ouvertures en arc, des grilles, des reliefs et des oculus. Dans les intérieurs, la décoration a également gagné en richesse, mais les projets étaient quelque peu statiques, dans ce qu'on appelait conventionnellement le « style national portugais ».

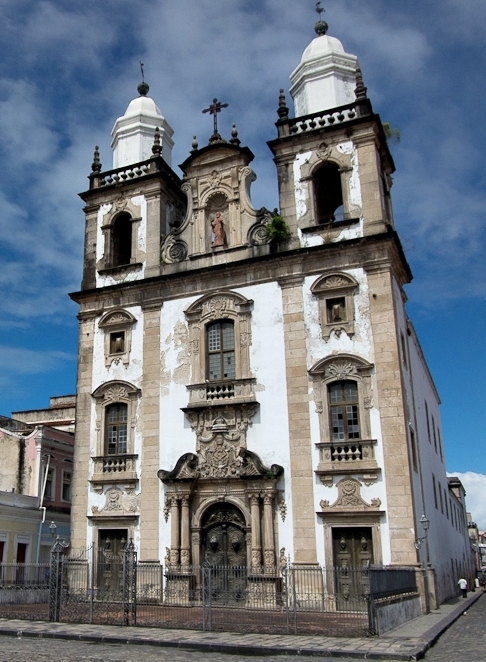
à Recife.

Avec le temps, les façades ont acquis plus de verticalité et de mouvement, avec des ouvertures aux formes inhabituelles — poire, losange, étoile, ovale ou cercle — et les façades, plus incurvées, des reliefs en pierre et des statues. On peut citer comme exemples l'église matrice du Santíssimo Sacramento de Santo Antônio (pt), la concathédrale de São Pedro dos Clérigos (pt) à Recife et l'église de Nossa Senhora do Rosário dos Pretos (pt) à Salvador. Un phénomène quelque peu différent s'est produit dans les réductions du Sud, bien qu'à cette époque ce territoire appartenait encore à l'Espagne. Les constructions y ont rapidement montré un caractère plus monumental, et avec une plus grande variété de solutions structurelles, avec des portiques, des colonnades et des frontispices élaborés. Toujours dans le cadre des réductions, un programme urbain remarquable a été élaboré pour les villages des indigènes. Aujourd'hui en ruines, une partie de ce noyau d'architecture civile et religieuse du Sud a été déclarée patrimoine mondial de l'UNESCO.
À partir du milieu du XVIIIe siècle, sous l'influence du rococo français, on peut percevoir à l'extérieur des bâtiments un allégement des proportions, ce qui les rend plus élégants ; les ouvertures sont plus larges, permettant une plus grande pénétration de la lumière extérieure, et les détails des reliefs en pierre atteignent un niveau élevé,. Le rococo a également porté d'importants fruits dans le nord-est, comme le couvent et l'église de Saint-François (pt) à João Pessoa, considérés par Bazin comme les plus parfaits du genre dans cette région. Mais il faut noter que si d'une part la façade et l'ornementation intérieure devenaient de plus en plus somptueuses et animées, les plans des bâtiments, tout au long de la trajectoire du baroque dans le pays, ne différaient guère de ce qui déterminait le style chão, selon les termes de John Bury :

« Même au XVIIIe siècle, lorsque les façades, les coupoles, les tours, les retables, les chaires et l'ornementation interne des églises en général étaient complètement libérées de toutes les limitations antérieures des agencements statiques et rectilignes, et que les façades des églises baroques et rococo développaient un dynamisme marqué et une prédilection pour les formes courbes et sinueuses presque sans précédent en Europe, les plans de ces églises restaient monotone et fidèles aux sévères agencements rectangulaires des XVIe et XVIIe siècles. »

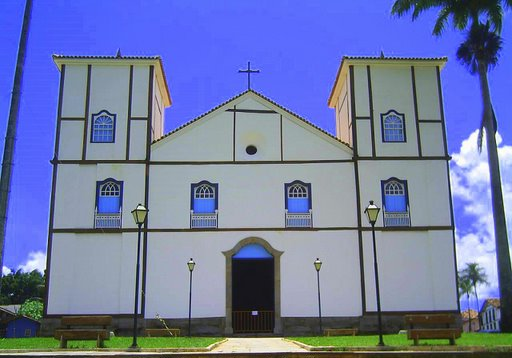
L'église matrice de Nossa Senhora do Rosário, à Pirenópolis : un exemple des adaptations populaires de l'architecture sacrée brésilienne.

Il faut également se rappeler toutes les étapes de la contribution populaire dans de nombreux projets des communautés les plus pauvres, dans les églises matrices et les petites chapelles qui parsèment l'arrière-pays brésilien, contribuant à la diversité et simplifiant les proportions, les ornements, les techniques et les matériaux souvent dans des solutions créatives d'une grande plasticité,. Parallèlement à la construction d'églises, les religieux ont construit de nombreux couvents, monastères, collèges et hôpitaux, certains d'entre eux de grandes dimensions et qui, dans les deux premiers cas, pouvaient être décorés avec un luxe comparable à celui des églises les plus riches. Quant aux autres, ils excellent dans la simplicité et la fonctionnalité, dépouillés de tout ornement,.

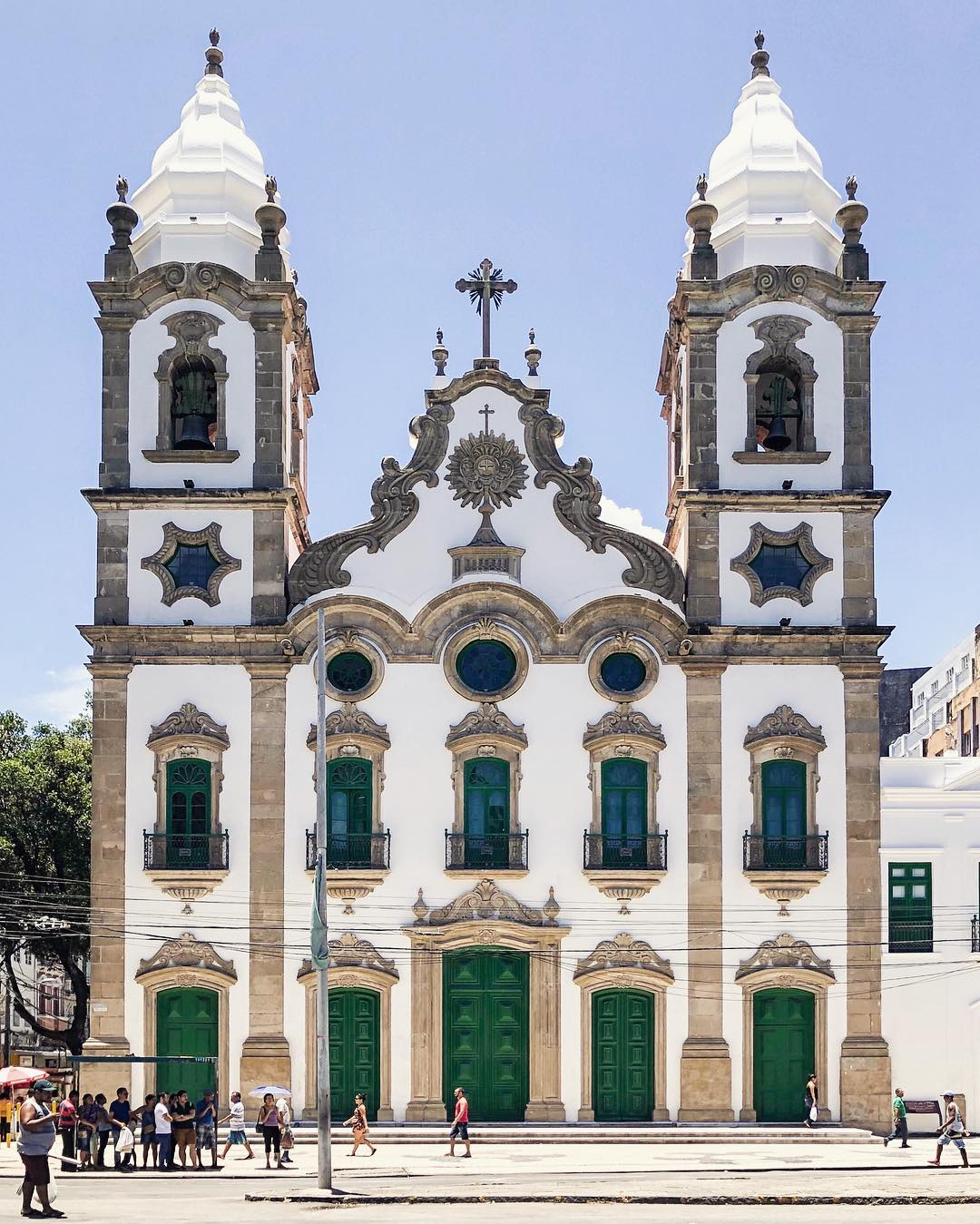
Église matrice du Santíssimo Sacramento de Santo Antônio (pt), à Recife.
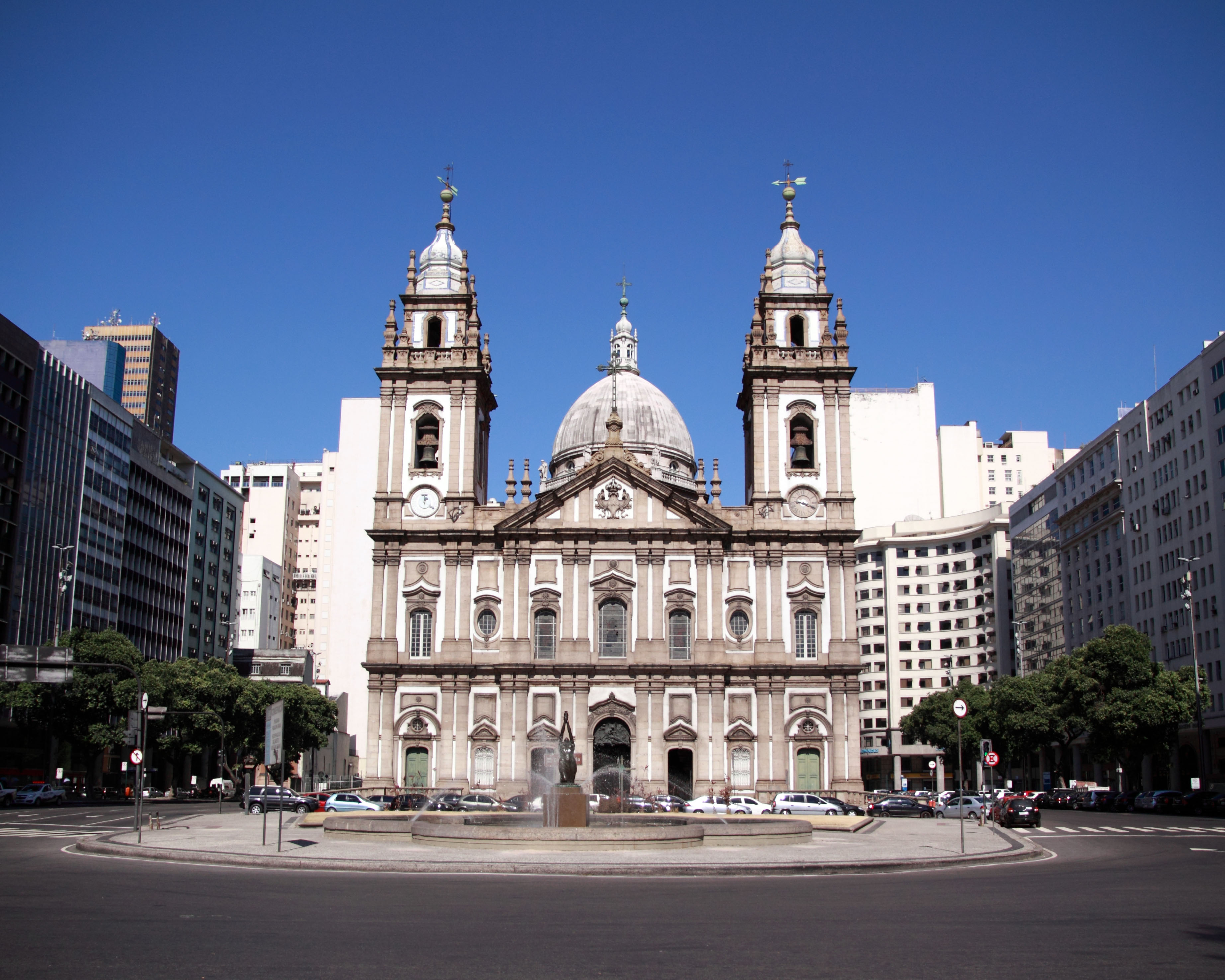
Église Candelária, à Rio de Janeiro.
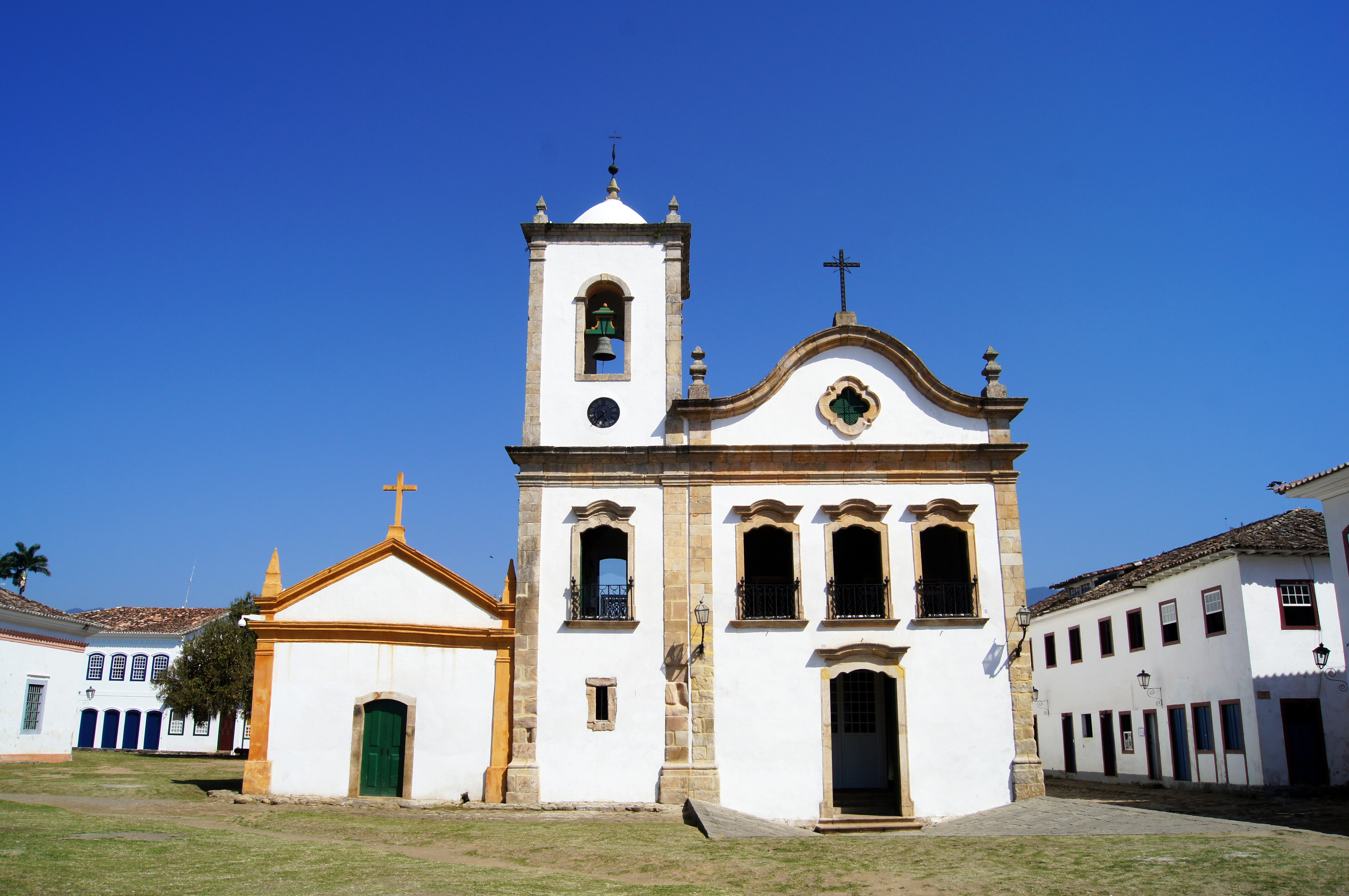
église de Santa Rita de Cássia (pt), à Paraty.
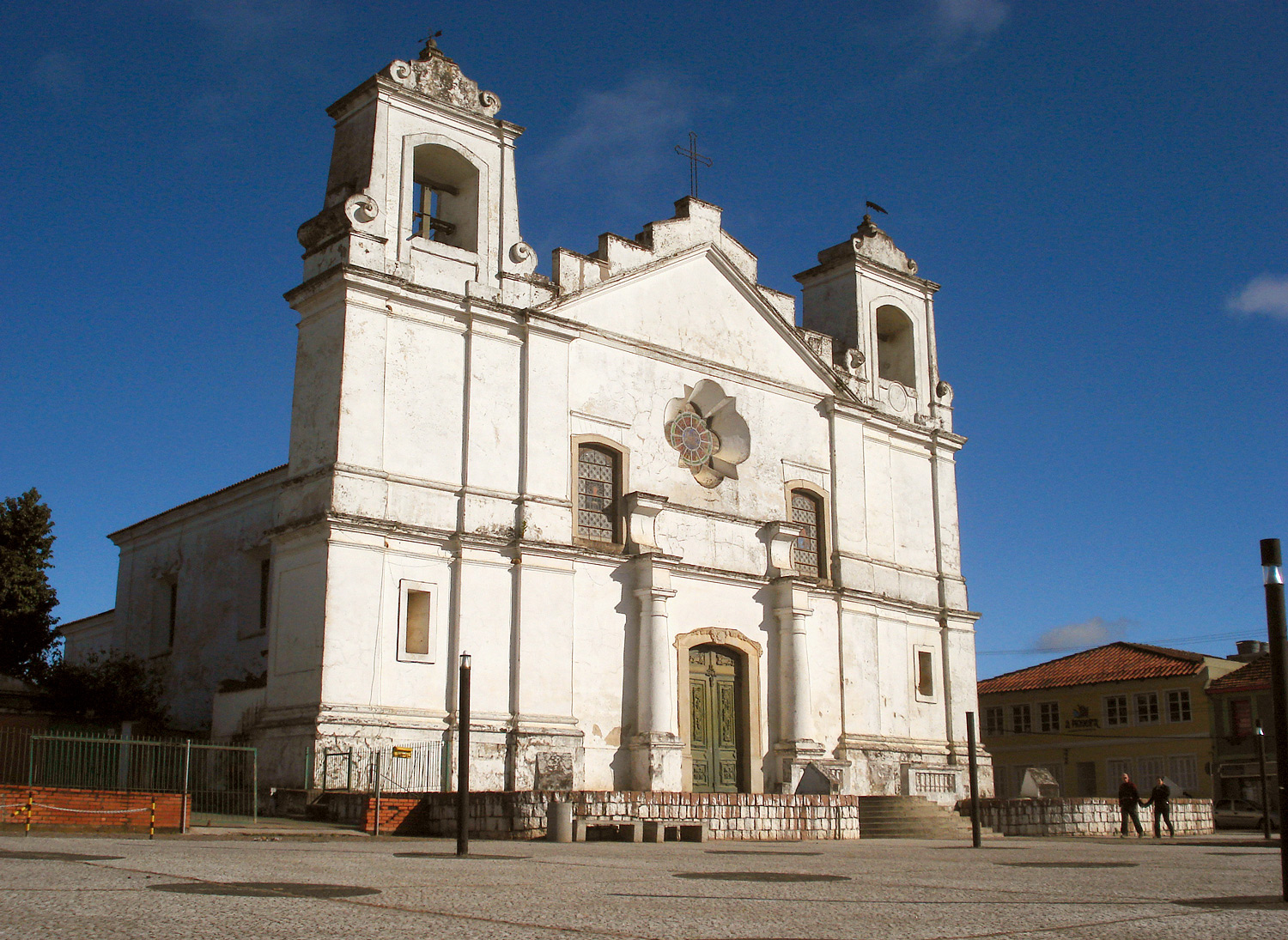
Église matrice de Nossa Senhora da Conceição (pt), à Viamão.
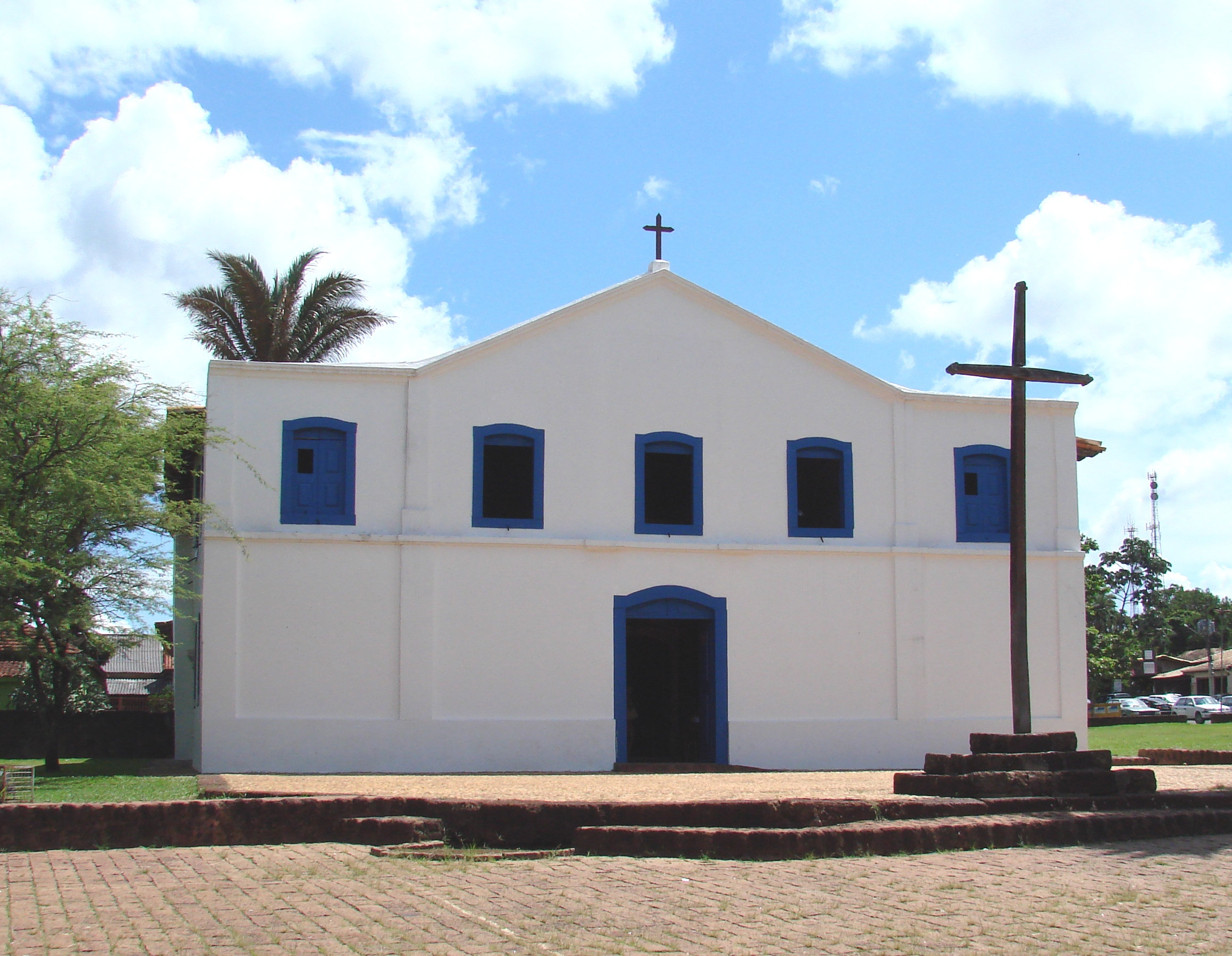
Église matrice de Nossa Senhora de Sant'Ana do Sacramento, dans le Mato Grosso.
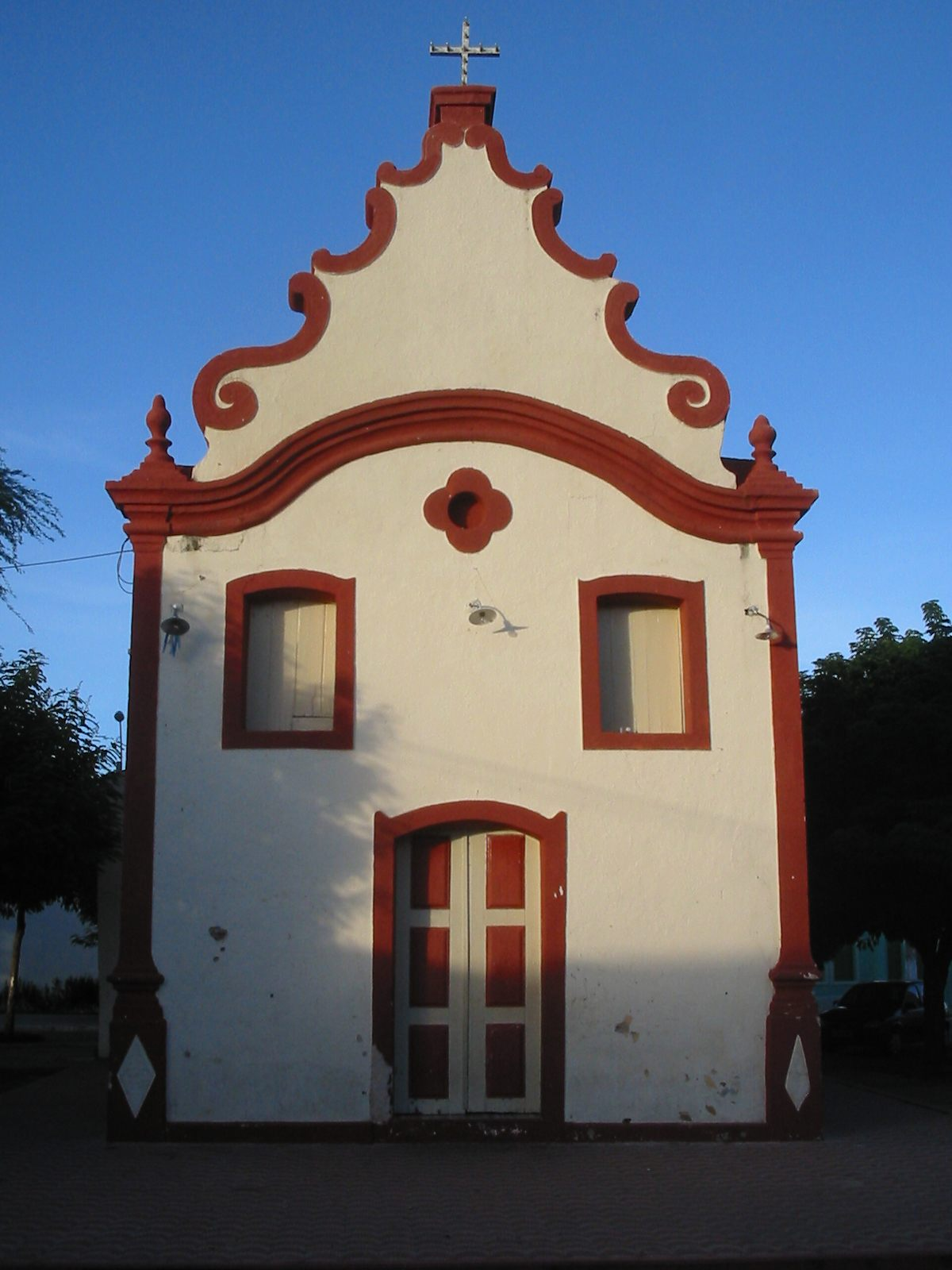
Église de Nossa Senhora do Rosário, à Serra Talhada.

### Architecture civile

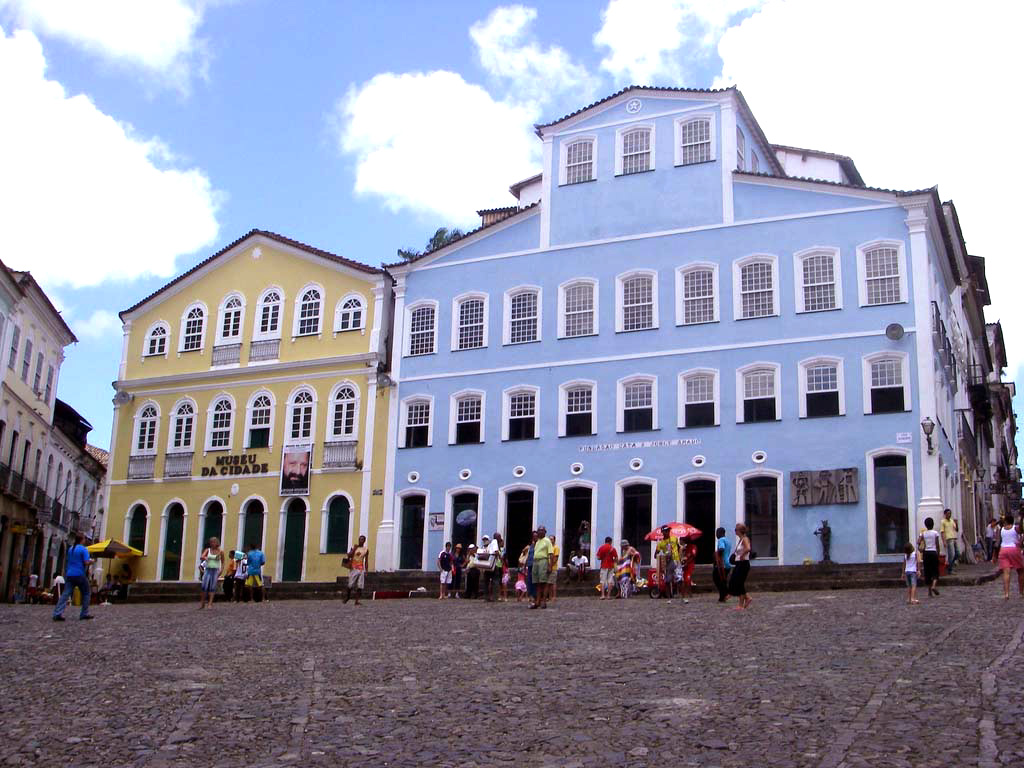
Le musée de la ville et la maison de Jorge Amado, sur le largo do Pelourinho, dans le Centre historique de Salvador de Bahia, en 2007.

Dans l'architecture civile, privée ou publique, le baroque a laissé relativement peu de grands bâtiments, étant en général assez modestes. D'autre part, les ensembles des centres historiques de certaines villes (Salvador, Ouro Preto, Olinda, Diamantina, São Luís et Goiás), déclarés patrimoine mondial de l'humanité par l'UNESCO, restent largement intacts, présentant un paysage ininterrompu, vaste et précieux d'architecture civile du baroque, avec des solutions urbaines souvent originales qui illustrent toutes les adaptations du style aux différentes couches sociales et leurs transformations au fil des ans,,. De nombreuses autres villes conservent également des groupes importants de maisons coloniales, comme Paraty, Penedo, Marechal Deodoro Cananéia et Rio Pardo.

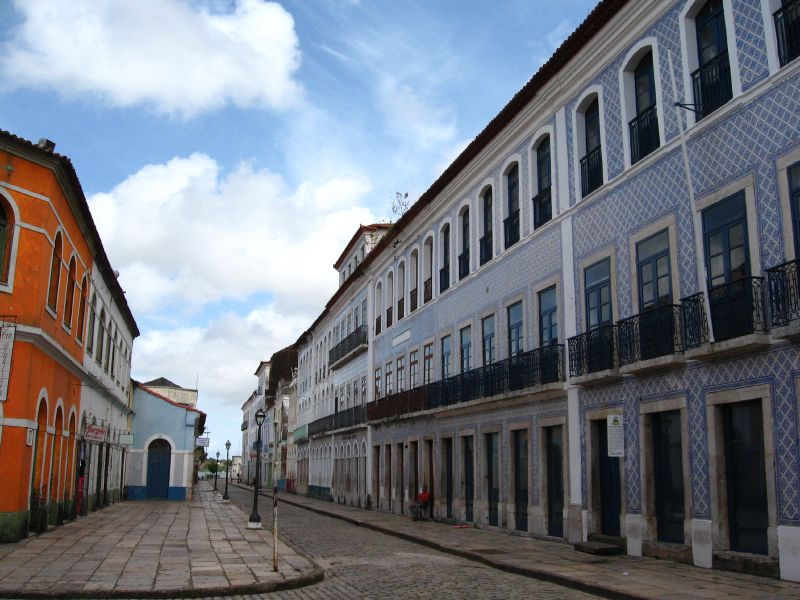
Sobrados à carreaux à São Luís, en 2007.

La résidence, à l'époque baroque, se caractérise par la grande hétérogénéité des solutions structurelles et l'utilisation de matériaux, souvent à partir de techniques apprises des indigènes, une diversité que l'on retrouve entre les riches et les pauvres. Cependant, dans l'environnement urbain, la formule qui est devenue plus fréquente, héritée de l'architecture portugaise, était celle d'une structure au sol, avec une façade s'ouvrant directement sur la rue et l'empreinte des maisons voisines, et avec des pièces en attente, souvent mal ventilées, mal éclairées et à usage multiple. Dans cette structure simple, souvent agrandie en sobrados — des maisons de deux voire quatre étages —, les traits distinctifs du baroque peuvent être plus facilement identifiés dans certains détails, tels que les toits incurvés avec des avant-toits finis en bords cannelés, les arcs en plein cintre dans les rangées, les cadres et vitrages ornementaux des fenêtres appelées gelosias (pt), dans certaines peintures et tuiles décoratives, car en règle générale la résidence coloniale a toujours eu une structure très austère et était mal meublée et décorée. Dans l'intérieur rural, sans les limitations d'espace que l'on trouve dans l'environnement urbain, la diversité était beaucoup plus prononcée.

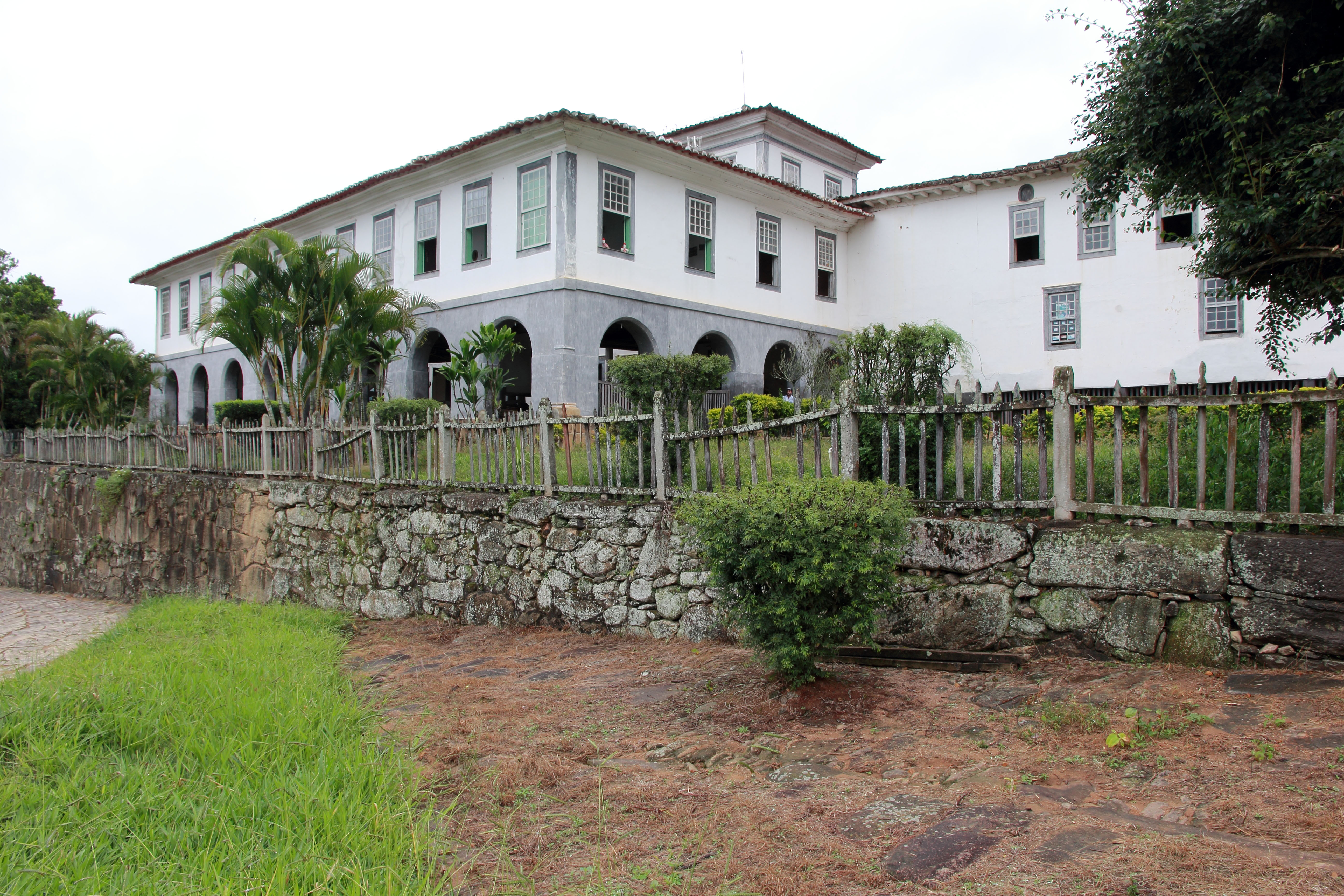
Ferme Santa clara, à Santa Rita de Jacutinga, en 2014.

De nombreux manoirs et anciens sièges de moulins et de fermes mériteraient d'être signalés, comme les maisons de bandits (pt), la Maison des Onze fenêtres (pt), le Manoir du Vicomte de São Lourenço (pt), le Palais impérial de Santa Cruz, la maison de la Ferme du Mato de Pipa (pt), la Ferme de Sant' Ana (pt), la Ferme du Salto Grande (pt), la Ferme de Tatu, le Manoir Ferrão (pt) et plusieurs autres maisons rurales et urbaines de familles riches, qui peuvent être assez spacieuses et confortables, voire imposantes, ont en général des lignes très dépouillées et une décoration intérieure économique, et ne sont souvent qu'un agrandissement du modèle de logement populaire, privilégiant la fonctionnalité plutôt que le luxe. Sur la côte nord-est, les sobrados en carreaux sont remarquables, pour leur riche effet décoratif et les solutions créatives qu'ils ont trouvées pour adoucir les effets du climat humide et chaud de la région, avec une grande concentration de spécimens dans le centre historique de São Luís,,.

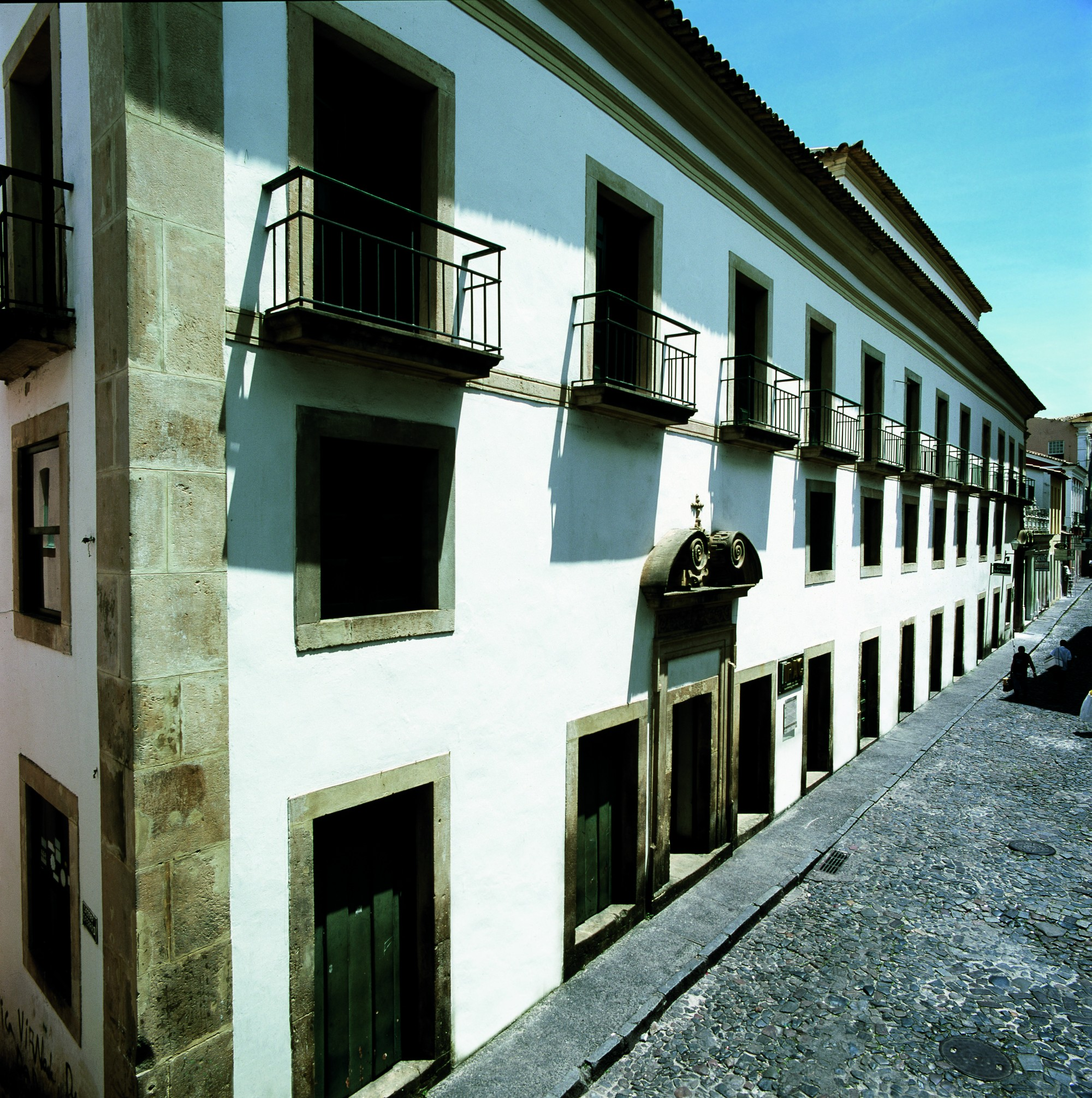
Façade du, en 2008.

Le dépouillement de l'architecture civile pourrait surprendre dans le cas des maisons de l'élite, étant donné la grande richesse de nombreuses familles installées, mais il s'explique par le fait que le contexte de la vie coloniale était marqué par la dispersion, l'instabilité et la mobilité, avec des familles mal structurées, ce qui se reflétait dans le caractère provisoire, simplifié et improvisé de tant de bâtiments, évitant de dépenser pour ce qui, au début, serait utilisé pour une courte période. En fait, moins on dépensait dans la colonie, mieux c'était, car au cours des premiers siècles de la colonisation, la plupart des Portugais se sont déplacés vers les contrées lointaines et reculées du Brésil, imaginant rester juste pour la saison et souhaitant revenir au Portugal dès que fortune fût faite, laissant derrière eux une terre certes belle et riche, mais inhospitalière et sauvage, dont le climat était considéré comme malsain et où la survie exigeait de gros efforts ; la vie dans la colonie était considérée par la plupart des Portugais comme un exil écrasant,,. Depuis le début du processus de colonisation, ce sentiment d'impermanence est devenu évident, comme le montre, par exemple, la critique du frère Vicente do Salvador (pt), formulée en 1627 dans son Histoire du Brésil (pt), quant à l'aversion générale que provoque l'idée d'avoir le Brésil comme résidence permanente :

« Les colons, aussi profondément enracinés qu'ils soient dans la terre et aussi riches qu'ils soient, voulaient tout ramener au Portugal, et si les fermes et les biens qu'ils possédaient savaient parler, ils leur apprenaient aussi à parler comme aux perroquets, à qui la première chose qu'ils enseignent est « perroquet royal pour le Portugal » ; parce qu'ils veulent tout y retourner, et ce non seulement pour ceux qui sont venus de là-bas, mais aussi pour ceux qui sont nés ici, qui utilisent la terre, non pas comme des maîtres, mais comme des usufruitiers, juste pour en profiter, et la laisser détruite. »

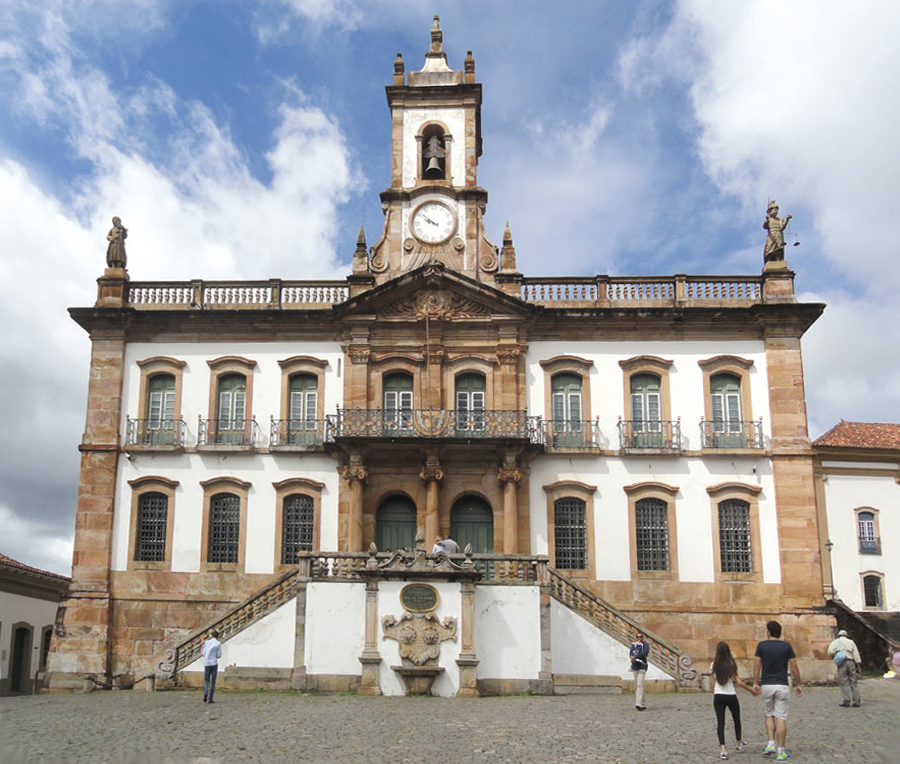
Le, ancien hôtel de ville et prison d'Ouro Preto, en 2015.

De plus, même les élites dirigeantes les plus puissantes étaient constamment affligées dans la vie quotidienne coloniale par des difficultés, des incertitudes et des pénuries de toutes sortes, comme en témoignent les éternelles plaintes du marquis de Lavradio et d'autres fonctionnaires du royaume, ce qui fait que même leurs propres palais et les bâtiments publics les plus importants sont pauvres et modestes par rapport à leurs homologues portugais,. Parmi le petit nombre d'exemples significatifs dans la catégorie des palais publics, nous pouvons souligner quelques vieux hôtels de ville et prisons, comme celui d'Ouro Preto (pt), peut-être le plus célèbre, avec une façade riche et animée où l'on trouve un portique à colonnes, un escalier monumental, une tour et une statuaire ; celle de Mariana (pt) et celle de Salvador (pt), ainsi que les palais à usage mixte de résidence officielle et de maison d'expédition, tels que le palais des Gouverneurs à Ouro Preto, celui de Pará (pt) et le palais impérial de Rio de Janeiro, qui était l'une des résidences de la famille régnante lorsqu'elle s'est installée dans la colonie en 1808. D'autres survivent, mais ont vu leurs caractéristiques baroques très défigurées par les réformes ultérieures, comme ce fut le cas des palais des Gouverneurs du Maranhão (pt) et de Bahia Bien qu'appartenant à l'Église, il faut inclure dans cette catégorie l'important palais archiépiscopal de Salvador.

### Le cas de Minas Gerais

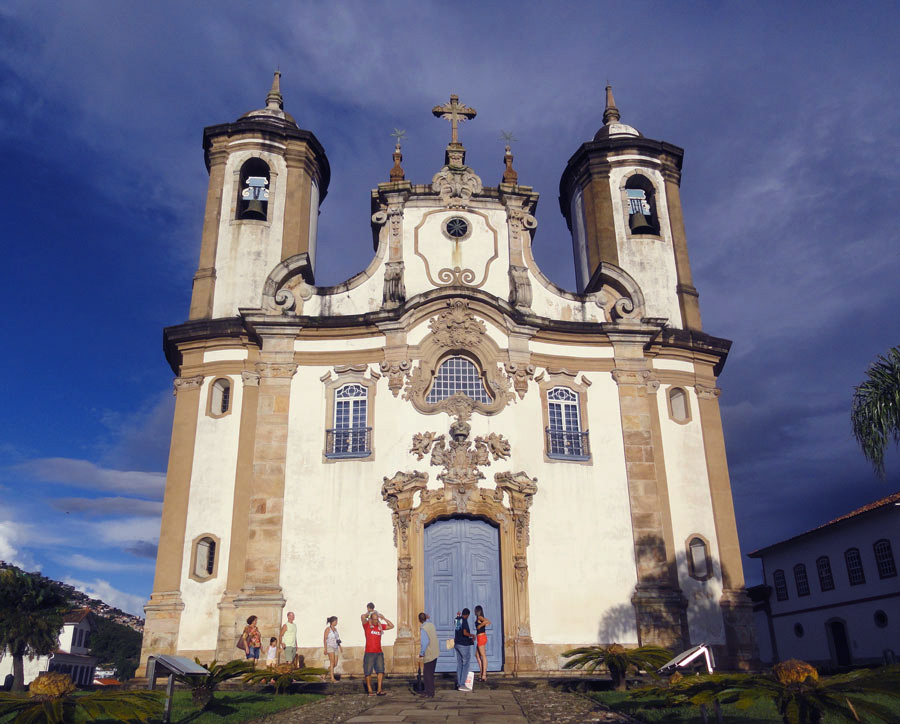
Église de Notre-Dame-du-Mont-Carmel d'Ouro Preto.

Minas Gerais avait la particularité d'être une région de peuplement plus récent, et pouvait être construite dans une esthétique plus moderne, dans ce cas, le rococo, et avec plus de liberté, une profusion de nouvelles églises, sans avoir à adapter ou à réformer les bâtiments plus anciens déjà établis et encore utilisés, comme c'était le cas sur la côte, ce qui les rend exemplaires en termes d'unité stylistique. L'ensemble des églises de Minas Gerais revêt une importance particulière, tant par sa richesse et sa variété que par le fait qu'il témoigne d'une phase très spécifique de l'histoire du Brésil, lorsque la région était la « fille des yeux » de la métropole pour ses importants gisements d'or et de diamants.
L'architecture de cette région est intéressante car elle est généralement réalisée sur un terrain accidenté, plein de collines et de vallées, ce qui donne une forme attrayante à l'urbanisation des villes. Mais ce n'est pas ce qui fait sa particularité, puisque la construction suit des modèles formels communs à toute l'architecture coloniale brésilienne. Son intérêt est qu'il constitue le premier noyau au Brésil d'une société éminemment urbaine. Plusieurs des anciennes villes coloniales de Minas Gerais conservent encore une riche architecture de l'époque. Les centres historiques d'Ouro Preto et de Diamantina appartiennent au patrimoine mondial de l'UNESCO ; beaucoup d'autres ont également conservé de riches églises et maisons. En tout cas, leurs caractéristiques stylistiques distinctives s'expriment le plus clairement dans l'architecture religieuse, dans les églises qui prolifèrent en grand nombre dans toutes ces villes. Selon Telles, l'originalité du bâtiment sacré de Minas Gerais réside dans deux éléments :
- « La conjugaison de courbes et de lignes droites ou de plans, créant des points et des arêtes de contention, dans les plantes, dans les élévations et dans les espaces intérieurs » ;
- « L'organisation des façades, ayant comme centre de composition le volet sculpté dans la pierre ollaire ; volets qui sont visuellement constitués en noyau, d'où dérivent les autres éléments : pilastres, colonnes, cymbales, façades, et vers lesquels ils convergent[m] ».

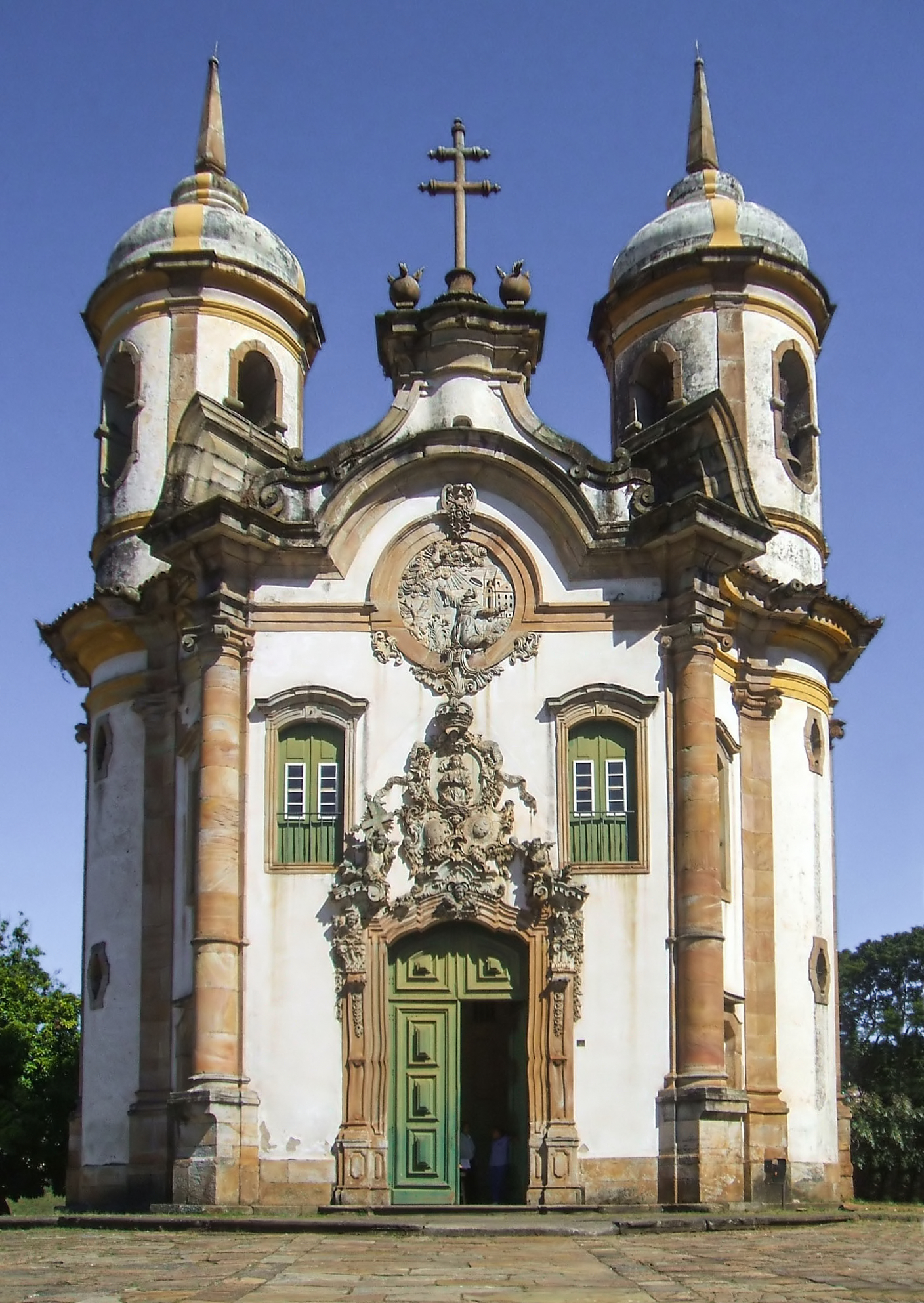
Église Saint-François-d'Assise, à Ouro Preto.

Toutefois, ces éléments n'ont été consommés que vers la fin du cycle. Au début du siècle, les églises tiraient encore leurs plans de l'architecture chã, avec une conception rectangulaire, une façade austère et un fronton triangulaire, un modèle illustré dans la cathédrale de Mariana (pt). Pedro Gomes Chaves a introduit en 1733 d'importantes innovations dans la basilique mineure de Notre-Dame-du-Pilar d'Ouro Preto (pt), avec une façade en plans disjoints et un plan rectangulaire, mais dont la sculpture a redéfini l'espace intérieur sous la forme d'un décagone. Son frontispice sculpté dans la pierre ollaire du Sanctuaire de Bom Jesus de Matosinhos (1750) est considéré comme le premier exemple brésilien de cette solution décorative, peut-être l'œuvre de Jerônimo Félix Teixeira. Aujourd'hui inscrit au patrimoine mondial, le sanctuaire se distingue principalement par sa mise en œuvre scénographique et monumentale, abritant même le plus grand et le plus important groupe de sculptures d'Aleijadinho,,.
Dans la seconde moitié du siècle, l'église de Notre-Dame-du-Mont-Carmel d'Ouro Preto (pt) a été construite, avec une composition de façade innovante : le plan avant a fait place à un mur ondulé, avec des tours murales courbes et un oculaire trilobé. Conçu par Manuel Francisco Lisboa, le père d'Aleijadinho, son plan a été modifié en 1770 par Francisco de Lima Cerqueira. Aleijadinho a sculpté la porte. Aleijadinho, avec Cerqueira, deviendra le plus important architecte du baroque brésilien, et ses œuvres synthétisent la plupart des nouveautés qui distinguent le baroque et le rococo du Minas Gerais. En fait, la contribution de Cerqueira, longtemps occultée par la grande renommée d'Aleijadinho, a été réévaluée à la fin du XXe siècle, ce qui lui confère une importance peut-être plus grande que l'autre dans le domaine de l'architecture. L'église de Saint François d'Assise de São João del-Rei (pt) est l'œuvre des deux, avec une nef aux murs sinueux dont le profil se rapproche de celui d'une lyre, des tours cylindriques et un cimetière monumental. Plus célèbre et plus originale est l'église Saint-François-d'Assise d'Ouro Preto, dont le projet est d'Aleijadinho. Sa façade est marquée par la tridimensionnalité, avec un volume central fortement conçu, limité par des colonnes au lieu des habituels pilastres, et qui se relie au plan des tours par des murs courbes, en plus de remplacer l'oculaire par un relief et d'intégrer à l'origine les tours cylindriques au corps du bâtiment, ce qui donne un ensemble considéré comme un joyau d'harmonie entre l'extérieur et l'intérieur. Son image est déjà devenue emblématique, étant probablement l'église baroque du Minas Gerais la plus connue au Brésil et à l'étranger,,,.

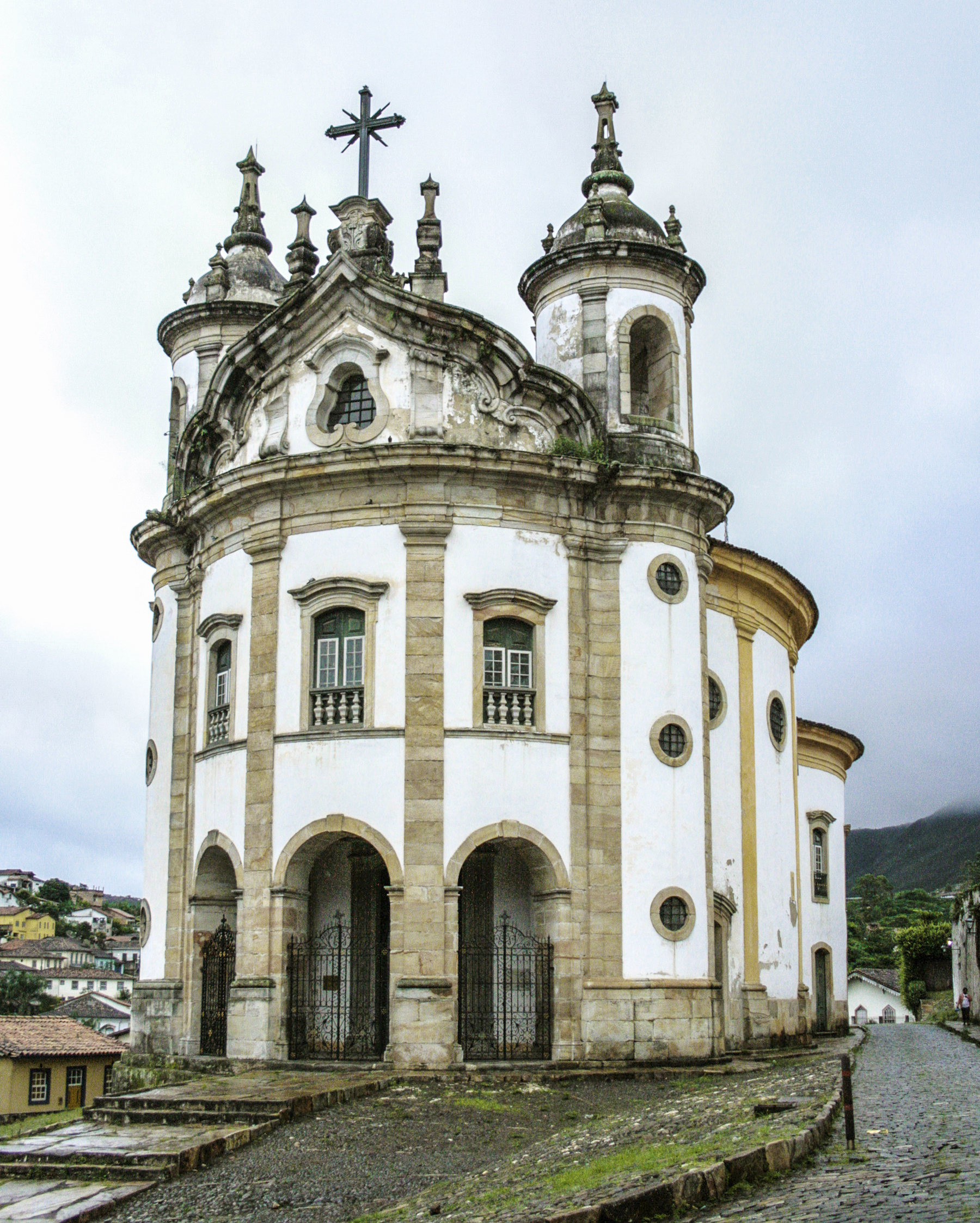
Église Notre-Dame-du-Rosaire-des-Noirs, à Ouro Preto.

Encore plus audacieuse et sans précédent dans l'architecture brésilienne et portugaise est l'église Notre-Dame-du-Rosaire-des-Noirs d'Ouro Preto (pt), attribuée à Antônio Pereira de Sousa Calheiros, avec un plan composé de trois ellipses enchaînées, une façade mi-cylindrique avec une cuisine à trois arches, et des tours cylindriques. Selon l'IPHAN, « l'église de Notre-Dame-du-Rosaire-des-Noirs est considérée par les experts comme l'expression maximale du baroque colonial du Minas Gerais ».
Malgré toutes les innovations, des éléments de l'architecture matinale ou maniériste resteront encore longtemps en vie. Pour Sandra Alvim, « l'architecture maniériste a une grande pénétration, crée des racines et devient un prototype formel. En ce qui concerne les plans et les façades, il guide le caractère rigide des œuvres jusqu'au XIXe siècle » et dans la vision de John Bury,

« Parallèlement à la brève floraison du « style Aleijadinho », le style précédent a continué à être pratiqué, peu influencé par les innovations du rococo. [...] Le schéma conventionnel de base de l'église de Minas Gerais, avec sa façade et ses tours adjacentes, est resté plus ou moins constant pendant ces deux siècles. Jusqu'au milieu du XVIIIe siècle au moins, le traitement était maniériste dans le style jésuite, et malgré l'émergence du brillant rococo mineiro, qui a éclipsé le style précédent dans les principaux centres urbains de la province pendant le dernier quart du XVIIIe siècle, la sévérité et la monotonie du maniérisme ont continué à exercer une forte influence sur les bâtiments moins ambitieux de cette époque. Ces caractéristiques ont repris un rôle prédominant dans le style traditionnel adopté pour la construction et la reconstruction des églises, qui se sont produites à grande échelle sous l'Empire. À Ouro Preto même, capitale du Minas Gerais colonial, la ville où est né Aleijadinho et où s'est développée une variante du style rococo qui a reçu son nom, est une version rustique de l'architecture maniériste qui se présente avec plus d'insistance, se manifestant clairement, malgré les déguisements, dans les façades les plus imposantes de la ville. »

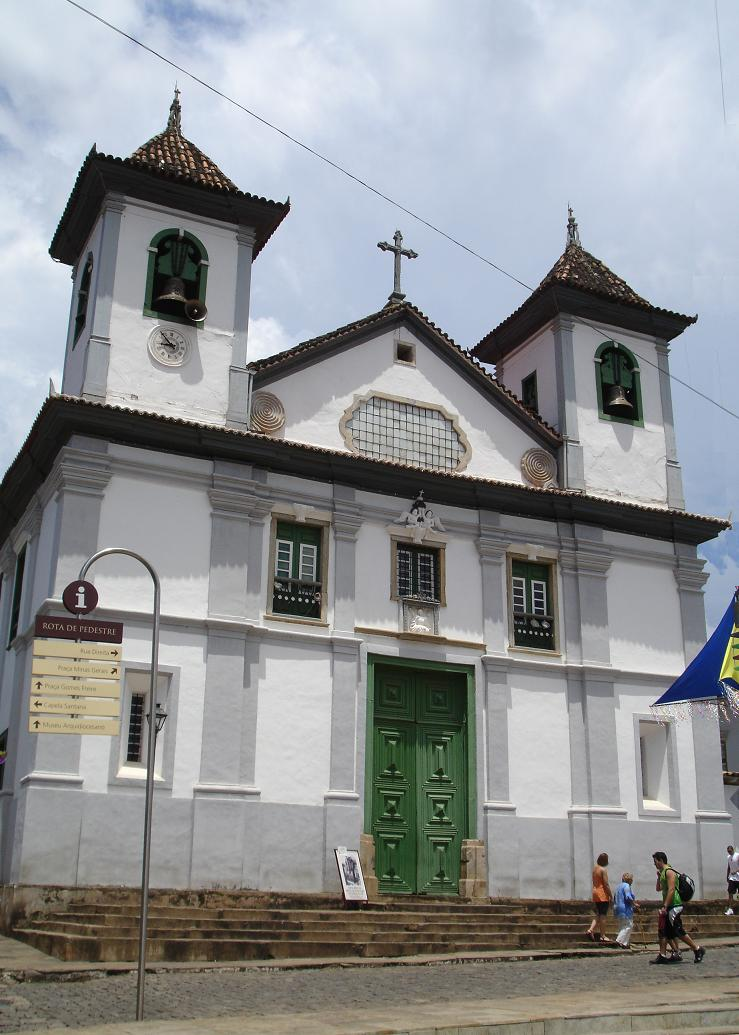
Cathédrale-basilique Notre-Dame-de-l'Assomption (pt), à Mariana.
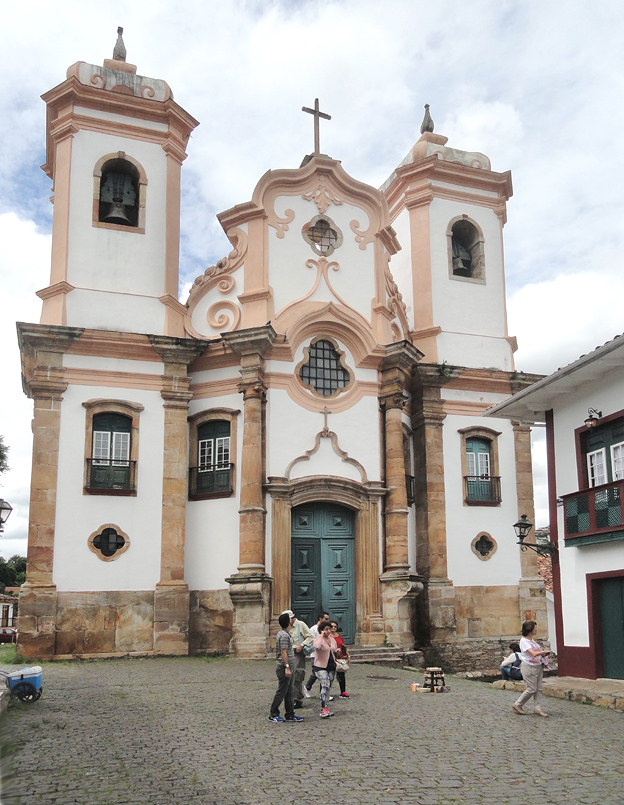
Basilique mineure de Notre-Dame-du-Pilier (pt), à Ouro Preto.
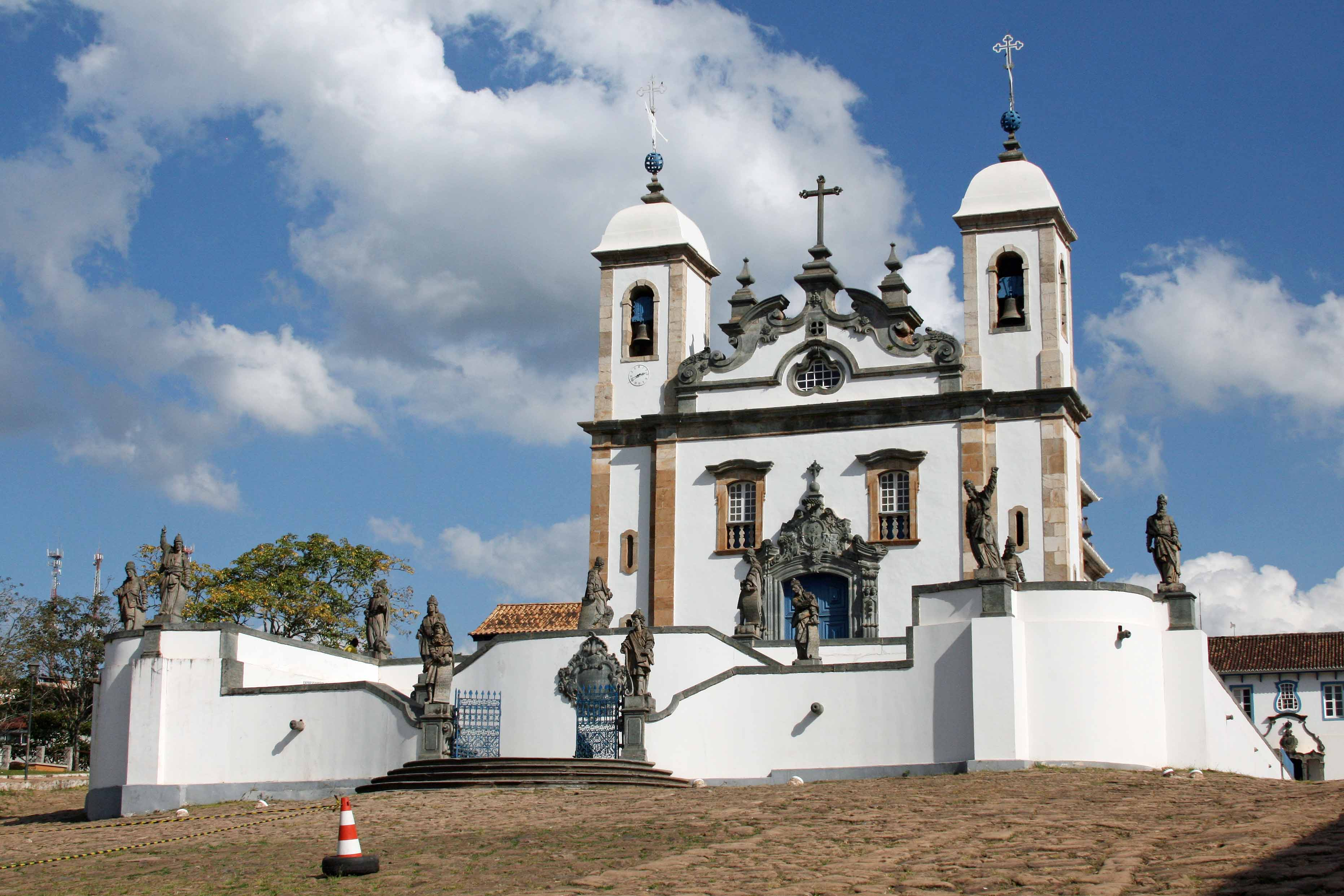
Sanctuaire de Bom Jesus de Matosinhos, à Congonhas.
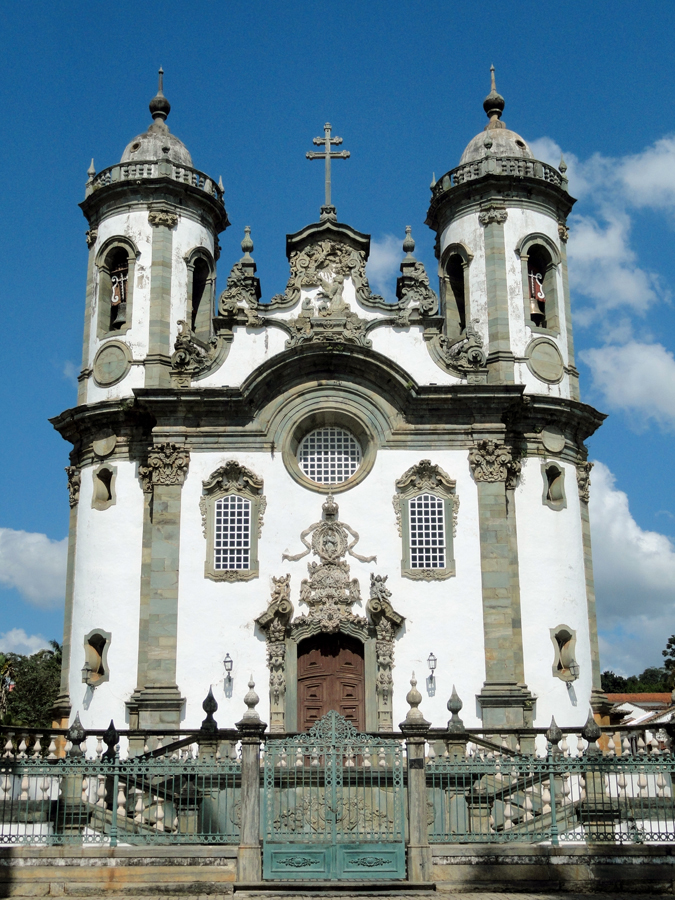
Église de Saint François d'Assise (pt) de São João del-Rei.
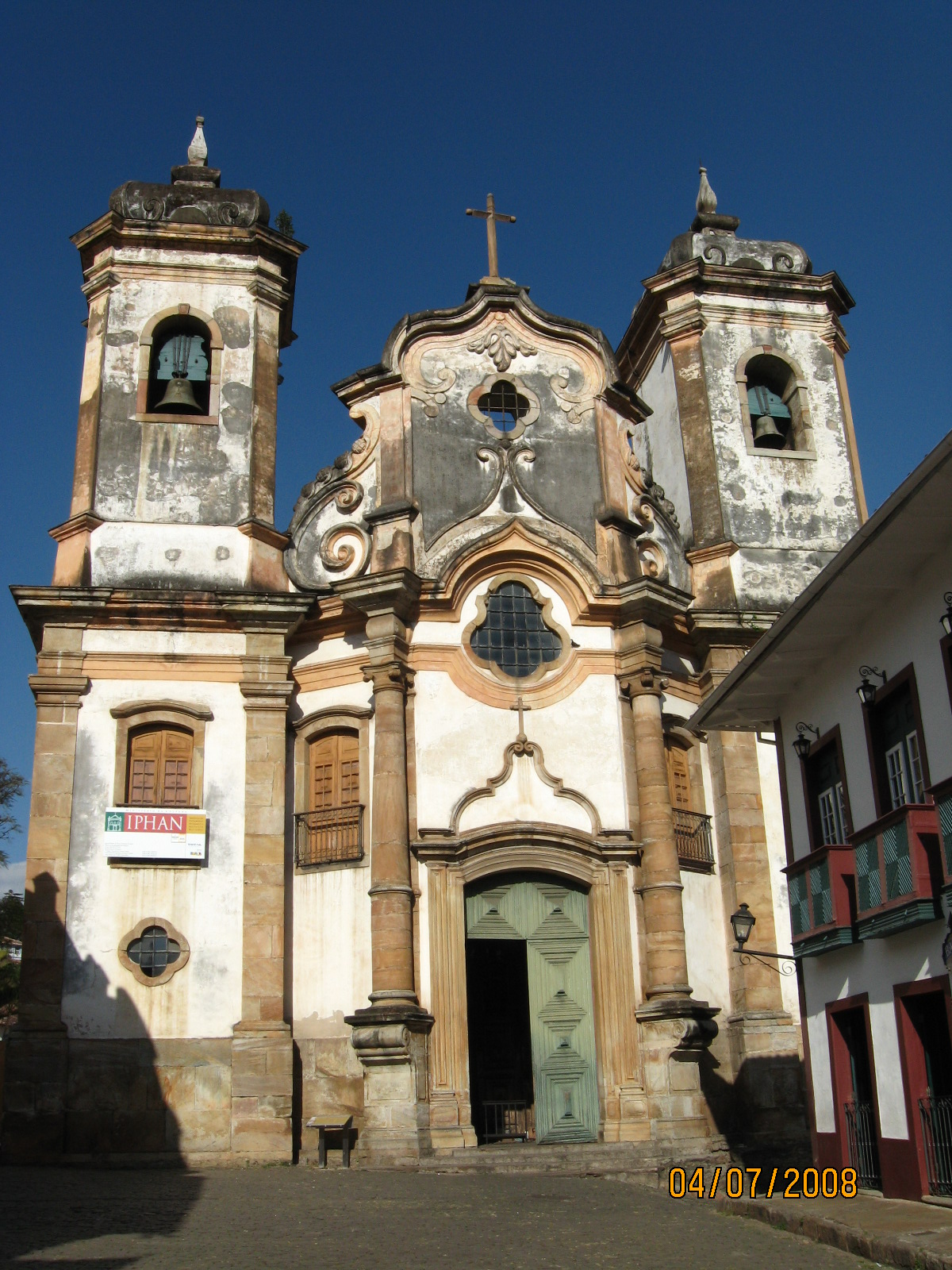
Basilique mineure de Notre-Dame-du-Pilier (pt) d'Ouro Preto.

## Arts visuels

### Système de production
La condition sociale des artistes et les circonstances de leur activité dans le Brésil colonial sont encore sujettes à controverse. On ne sait pas exactement si leur activité est restée subordonnée au statut des arts mécaniques et artisanaux ou si elles étaient déjà considérées comme faisant partie des arts libéraux. Il semble qu'une forme de corporation de type guilde ait prévalu jusqu'à l'avènement de l'Empire, organisée comme suit : le maître était au sommet de la hiérarchie, il était responsable en dernier ressort des travaux et de la formation et de la qualification des nouveaux apprentis ; en dessous se trouvait l'officier, un professionnel qui était préparé, mais sans diplôme, à terminer les grands travaux ; puis venaient les assistants, les jeunes apprentis, et les esclaves restaient à la base. Il y a également de bonnes raisons de penser que, même si le statut social des artistes avait quelque peu progressé vers la fin du baroque, les travailleurs manuels comme eux, dont de nombreux esclaves, étaient toujours confrontés à un profond mépris de la part des élites,.

### Groupes thématiques

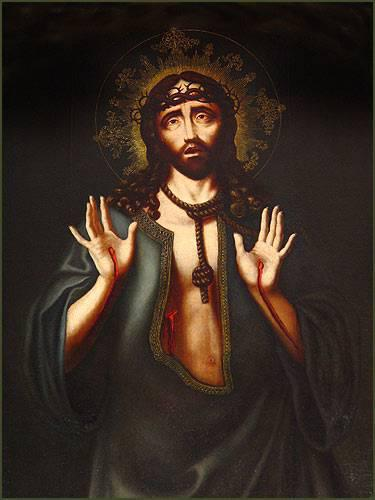
Le moine Ricardo do Pilar, détail du Seigneur des martyres, Monastère de São Bento, Rio de Janeiro.

La peinture et la sculpture baroques se sont développées en tant qu'arts coadjuvants pour obtenir l'effet scénographique complet de l'architecture sacrée, l'église, où toutes les spécialités ont combiné leurs efforts à la recherche d'un impact synesthésique écrasant. L'art baroque étant essentiellement narratif, il convient de mentionner les principaux groupes thématiques cultivés au Brésil. Le premier est tiré de l'Ancien Testament et propose des visualisations didactiques de la cosmogénèse, de la création de l'Homme et des fondements de la foi donnés par les patriarches hébreux. Le second groupe est dérivé du Nouveau Testament, centré sur Jésus-Christ et sa doctrine du Salut, un thème élaboré à travers de nombreuses scènes montrant ses miracles, ses paraboles, sa Passion et sa Résurrection, éléments qui consolident et justifient le christianisme et le différencient de la religion juive. Le troisième groupe s'articule autour des portraits des autorités de l'Église, des anciens patriarches, des martyrs, des saints et des clercs notables, et enfin vient le groupe thématique du culte marial, représentant la mère de Jésus dans ses multiples invocations.

### Peinture
Comme dans tous les arts, l'Église catholique a été le plus grand mécène de la peinture coloniale. Pour l'Église, la peinture avait pour fonction fondamentale d'aider à la catéchèse et de confirmer la foi des fidèles. Le besoin d'être facilement compris par les personnes peu instruites a fait que le dessin a prévalu sur la couleur. Le dessin, dans la conceptualisation de l'époque, appartenait à la sphère de la raison et définissait l'idée à transmettre, et la couleur fournissait l'accent émotionnel nécessaire à la meilleure efficacité fonctionnelle du dessin. Ainsi, toute la peinture baroque est figurative, rhétorique et moralisatrice. Chaque scène apportait une série d'éléments symboliques qui constituaient un langage visuel, étant utilisés comme des mots dans la construction d'une phrase. La signification de ces éléments était, à l'époque, dans le domaine public. Les images des saints montraient leurs attributs typiques, comme les instruments de leur tourment, ou des objets liés à leur carrière ou illustrant leurs vertus. Par exemple, saint François pourrait apparaître entouré d'objets associés à la pénitence et à la fugacité de la vie : le crâne, le sablier, le chapelet, le livre, le fouet et la cilice.

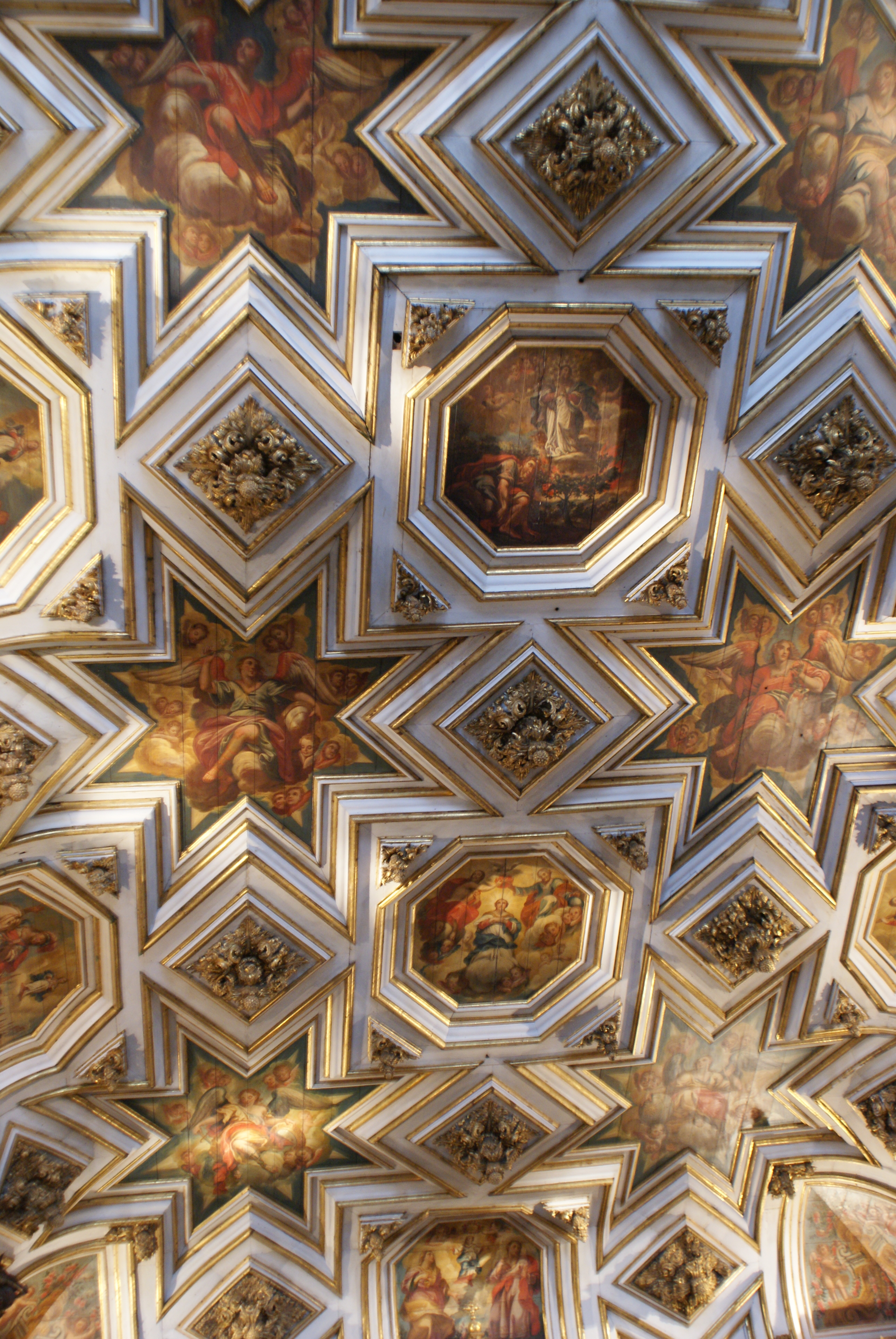
L'habitude d'insérer un tableau dans les boiseries est bien illustrée dans le plafond de l'église Saint-François de Salvador.

La plupart des peintures baroques brésiliennes ont été réalisées en tempera ou à l'huile sur panneau ou sur toile, et insérées dans le décor sculpté. De très rares exemples de la technique de la fresque subsistent au monastère de São Bento à Rio et dans l'église de Terésios à Cachoeira do Paraguaçu, mais il n'existe aucune trace de popularisation de la technique. Dès le début, les ex-votos étaient courants, et au XVIIIe siècle, ils se répandaient encore davantage. Ils étaient en général de facture rustique, commandés par les fidèles aux artisans populaires, ou faits par n'importe qui en paiement d'une grâce reçue ou en gage d'une promesse quelconque. Les ex-votos ont joué un rôle important dans le premier développement de la peinture coloniale car ils étaient une pratique fréquente, ce qui peut s'expliquer par le paysage encore sauvage où s'organisaient les villages, où ne manquaient pas les dangers d'ordres divers, contre lesquels l'invocation des puissances célestes pour l'aide et la protection était une constante,.
Certains des premiers peintres travaillant au Brésil méritent d'être mentionnés : Baltazar de Campos (pt), actif dans le Maranhão, a réalisé des toiles sur la Vida de Cristo (Vie du Christ) pour la sacristie de l'église de Saint François Xavier ; João Felipe Bettendorff, également dans le Maranhão, a décoré les églises de Gurupatuba et d'Inhaúba, et le moine Ricardo do Pilar (pt), actif à Rio avec une technique proche de l'école flamande, a été l'auteur d'un célèbre Senhor dos Martírios (Seigneur du Martyre). Domingos Rodrigues (pt), Jacó da Silva Bernardes et Antonio Gualter de Macedo se sont produits dans divers lieux entre Pernambuco et Rio de Janeiro. Le frère Eusébio de Matos (pt), considéré comme le fondateur de l'école bahianaise, a peut-être étudié avec Frans Post et Albert Eckhout, artistes de la cour de Jean-Maurice de Nassau-Siegen à Pernambuco, pendant la domination néerlandaise du Nord-Est.
Le XVIIIe siècle a vu la peinture s'épanouir dans presque toutes les régions du pays, formant les germes des écoles régionales et survivant à des identités individuelles plus connues. À cette époque, un grand nombre d'estampes européennes circulaient, reproduisant des œuvres de maîtres célèbres ou proposant d'autres modèles iconographiques. Ces estampes ont été la principale source d'inspiration des peintres coloniaux brésiliens, plusieurs études ont déjà documenté leur appropriation massive de ces modèles, en les adaptant aux besoins et aux possibilités de chaque lieu. Ils leur ont vraiment servi d'école, car il n'y avait pas d'académies d'art formelles et peu d'artistes étaient bien préparés. Parmi eux, pratiquement seuls des missionnaires formés en Europe ont été les premiers professeurs de peinture au Brésil. Cependant, comme ce fonds iconographique importé avait un profil très hétérogène, composé d'images de différentes périodes et de différents styles, il s'ensuit que la peinture baroque brésilienne a un caractère tout aussi dynamique et multiforme, et il n'est pas possible de l'étudier dans une perspective d'unité et de cohérence formelle,,, explique Teixeira Leite :

« Toute la peinture coloniale est liée aux tendances et aux styles européens, cherchant à les imiter avec un décalage chronologique compréhensible, et avec des ressources techniques limitées. Les influences flamandes, espagnoles et, dans une moindre mesure, italiennes, souvent absorbées par les reproductions en gravure d'œuvres européennes célèbres, filtrent à travers la vision portugaise pour former un ensemble d'œuvres respectables, où un sens chromatique vif anime parfois un dessin brut et improvisé, au goût éminemment populaire. »

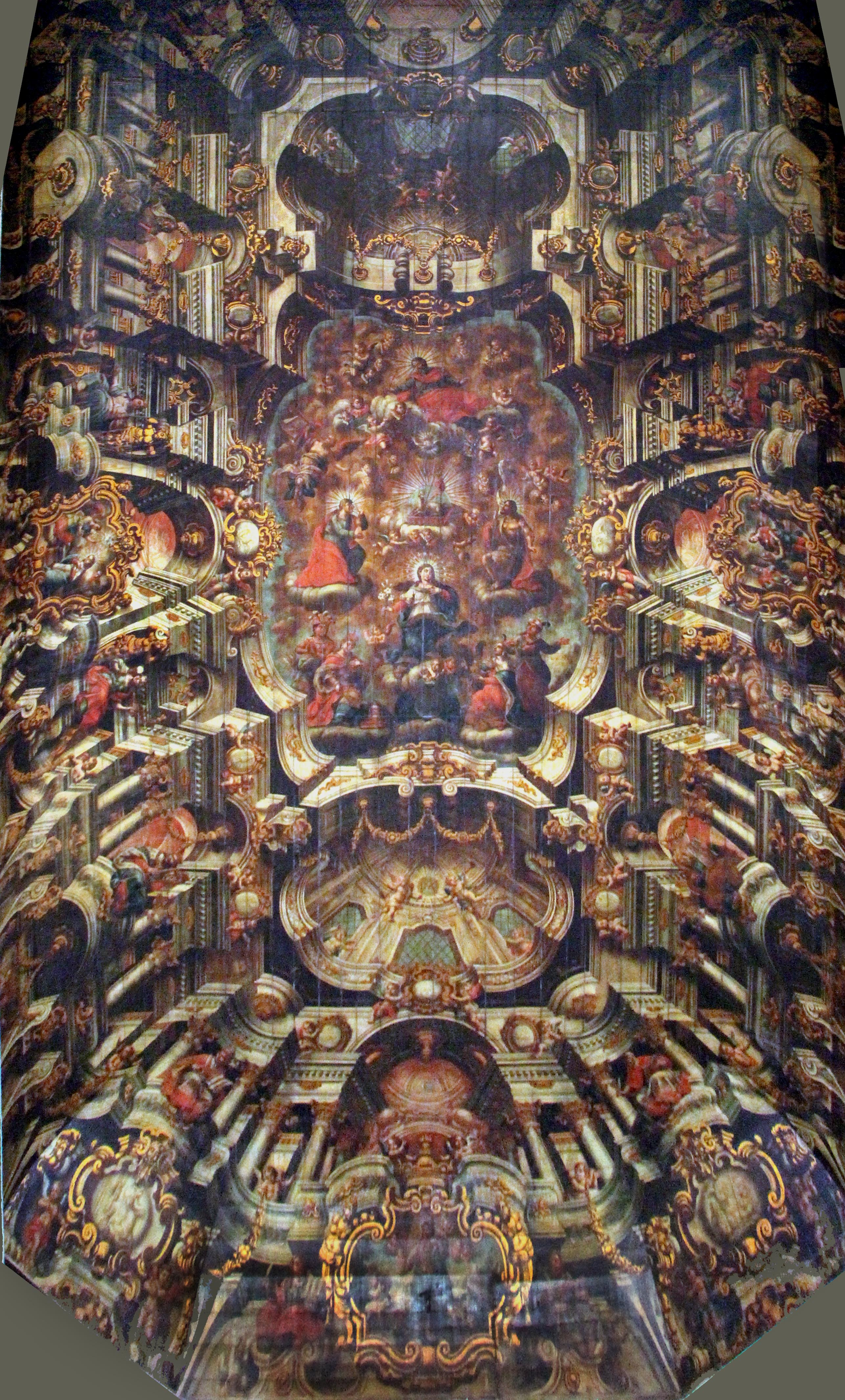
Plafond de l', chef-d'œuvre de José Joaquim da Rocha.

L'introduction, dans les années 1730, par Antônio Simões Ribeiro et Caetano da Costa Coelho (pt), respectivement à Salvador et à Rio, des premières compositions dans une perspective architecturale illusionniste au Brésil a contribué à l'enrichissement de la peinture du XVIIIe siècle. La technique a rapidement gagné de nombreux adeptes, notamment le cercle de José Joaquim da Rocha et l'école de Minas Gerais,. José Teófilo de Jesus (pt) mérite d'être mentionné pour l'unicité de son talent polyvalent, l'un des plus grands représentants de l'école bahianaise, abordant des thèmes mythologiques et allégoriques, rares dans la production coloniale. C'est un bon exemple de la vitalité du baroque brésilien, puisque ses œuvres majeures apparaissent déjà au XIXe siècle, restant en activité jusqu'en 1847 environ, peu touchées par le néoclassicisme. À Rio, au nord-est, à São Paulo, il y avait déjà des écoles régionales actives au milieu du XVIIIe siècle. Mais c'est à Minas, autre centre florissant, qu'est né et a agi Mestre Ataíde, le plus grand maître de la peinture baroque brésilienne et considéré comme l'un des pionniers dans l'organisation d'une esthétique autochtone ; il a peint un plafond très loué dans l'église de São Francisco de Ouro Preto, en plus d'avoir laissé de nombreuses autres œuvres méritoires,,.

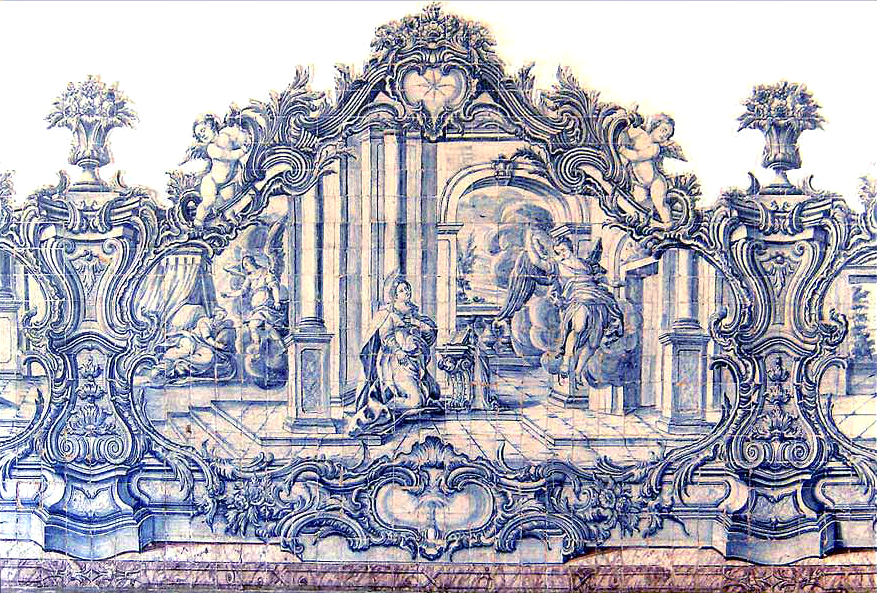
Azulejos du Convent de Saint-François, Olinda.

Enfin, la peinture baroque brésilienne comprend la belle collection d’azulejos peints, généralement importés du Portugal, où la technique a été très populaire, et qui a donné une note caractéristique à de nombreux couvents, églises et maisons du baroque brésilien. À partir du XVIIe siècle, la coutume s'est enracinée au Brésil, avec des panneaux décorés principalement de motifs végétaux et géométriques, semblables à ceux adoptés sur les tapis, avec une riche polychromie et montrant l'influence des arabesques mudéjares. À l'approche de la fin du siècle, les couleurs ont progressivement perdu de l'espace, et au XVIIIe siècle, le panneau peint uniquement en bleu était très répandu, avec des pièces plus petites mais avec un riche cadre ornemental. Celle-ci est issue de la céramique chinoise appréciée des Portugais, également majoritairement monochrome, et des innovations dans les techniques de cuisson, qui ont également permis la production de carreaux à l'échelle industrielle. Dans cette phase, les panneaux deviennent narratifs, avec des compositions figuratives complexes et un thème diversifié, souvent avec des scènes profanes et historiques, des paysages et des allégories. Cette iconographie est généralement tirée d'estampes. À la fin du XVIIIe siècle, les couleurs reviennent, se stabilisant dans une palette de quatre tons. Jusqu'au milieu du XVIIIe siècle, les carreaux ont été créés par des artisans anonymes, mais certains noms commencent alors à apparaître, dans la phase dite des « grands maîtres », parmi lesquels Bartolomeu Antunes, Valentim de Almeida et surtout António de Oliveira Bernardes (pt), considéré comme le plus grand azulejista du baroque portugais.

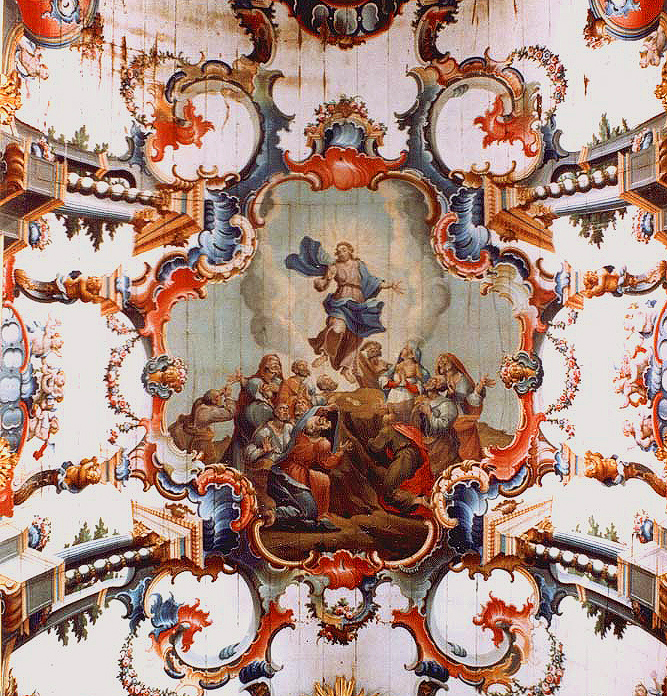
Mestre Ataíde, détail de l’Ascension du Christ au plafond de l'église matrice de Saint-Antoine à Santa Bárbara. Cette composition centrale de traits baroques insérés dans un cadre clairement rococo met en évidence les superpositions stylistiques qui ont caractérisé à la fois le baroque brésilien et l'œuvre de ce maître.
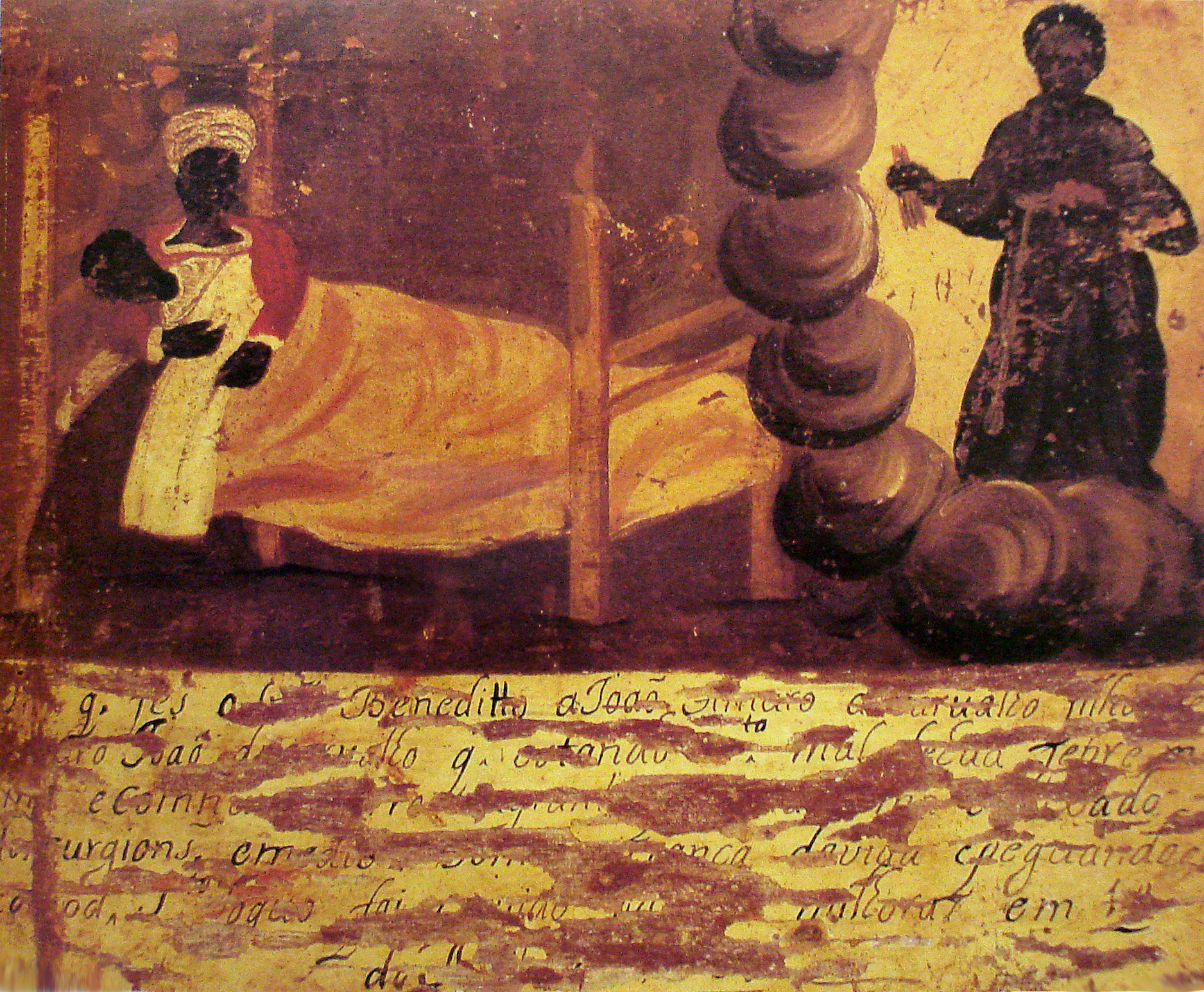
Anonyme, Ex-voto de invocação a São Benedito, XVIIIe siècle. Museu da Inconfidência (pt), Ouro Preto.
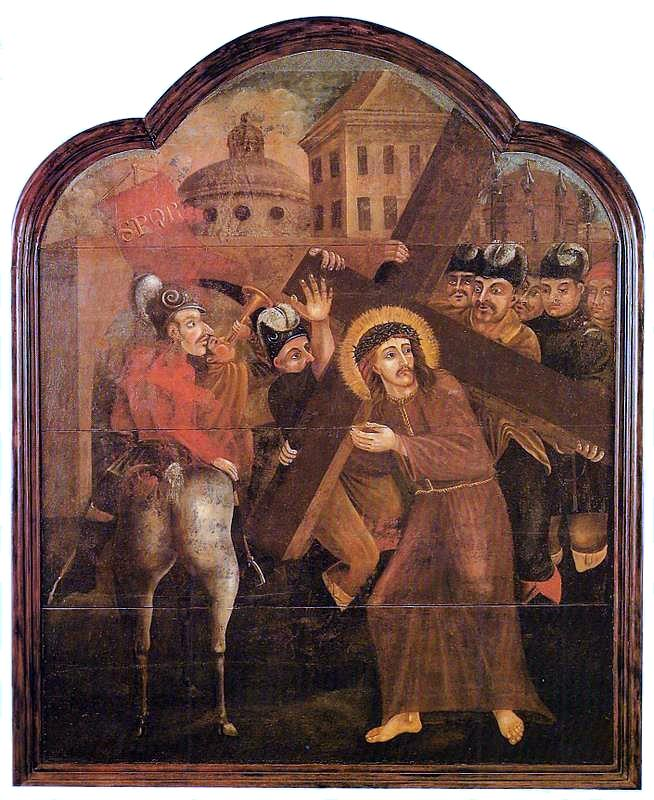
Anonyme, Jesus leva a cruz às costas, XVIIIe siècle. Musée historique national, Rio de Janeiro.
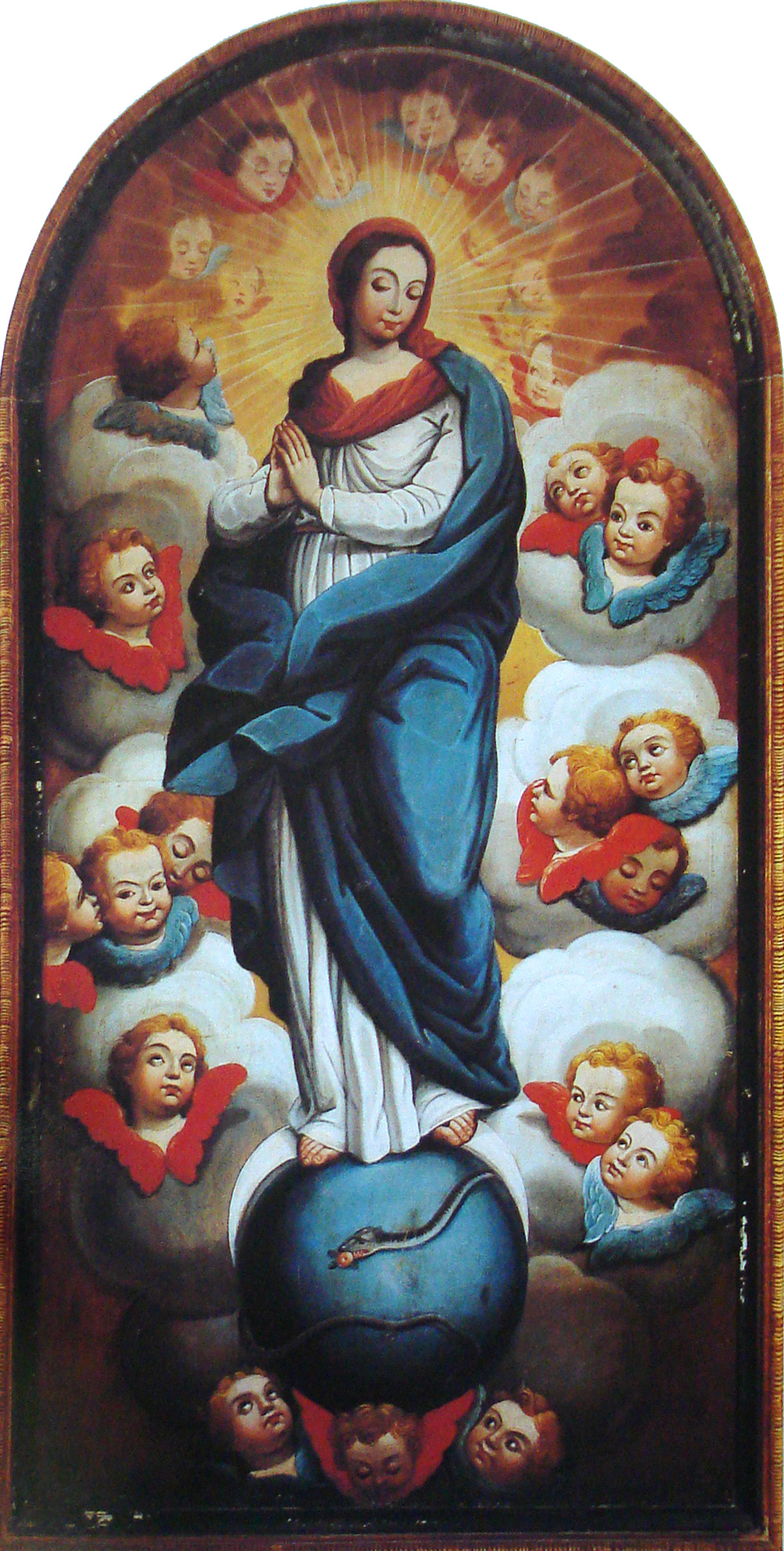
João Nepomuceno Correia e Castro, Imaculada Conceição, Museu da Inconfidência (pt), Ouro Preto.
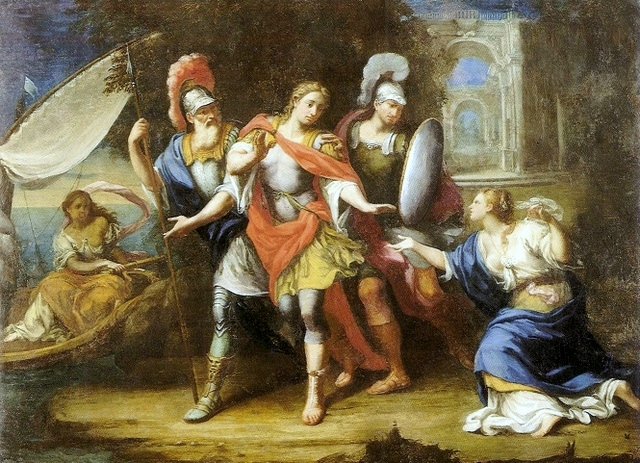
José Teófilo de Jesus (pt), O Rapto de Helena, XVIIIe siècle, Museu de Arte da Bahia (pt), rare exemple de thème profane.
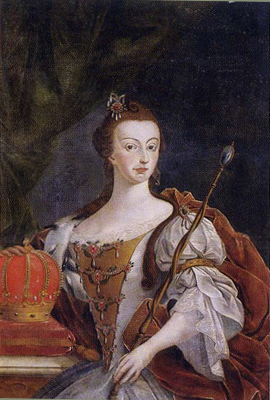
José Leandro de Carvalho (d), Retrato de D. Maria I, l'un des rares portraits officiels du Brésil. Musée historique national, Rio de Janeiro.

### Statuaire

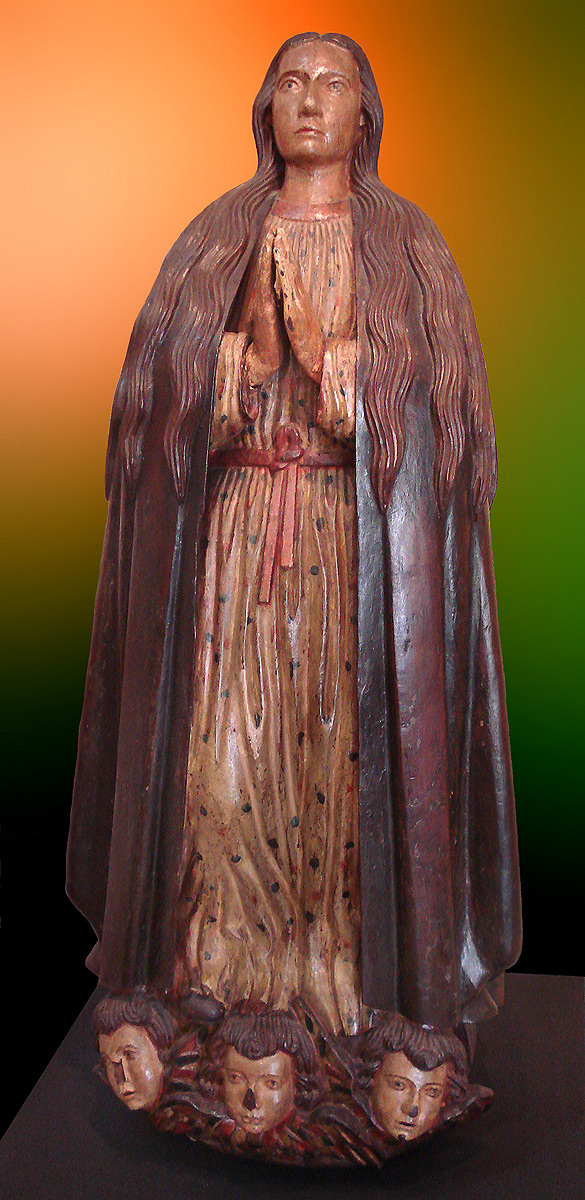
Notre-Dame-de-la-Conception, qui fait partie des sculptures des Sept Peuples des Missions. On peut noter les attributs indigènes dans les traits du visage ainsi que dans les cheveux longs et lisses.

Le baroque a donné lieu à une vaste production de statuaire sacrée. Partie intégrante de la pratique religieuse, la statuaire dévotionnelle a trouvé place aussi bien dans le temple que dans la maison privée. Cabral avait déjà apporté une statue de Notre-Dame-des-Navigateurs avec lui, et les premières pièces qui sont parties du pays ont été importées du Portugal, en compagnie des missionnaires. Tout au long du baroque, l'importation d'œuvres s'est poursuivie, et nombre de celles qui existent encore dans les églises et les collections de musée sont d'origine européenne. Mais depuis le XVIe siècle, des écoles locales de sculpture ont commencé à se former, composées principalement de religieux franciscains et bénédictins, mais avec quelques artisans laïcs, qui travaillaient principalement l'argile. Les premières images d'argile bouillie créées au Brésil qui ont été rapportées avec certitude sont celles de João Gonçalo Fernandes, datant des années 1560 et qui, par chance, a survécu à l'époque. Les indigènes ont pu contribuer plus activement à cette technique, en enseignant à l'homme blanc des techniques de peinture sur céramique et des connaissances sur les pigments naturels tels que le tabatinga (pt) et le tauá (pt), qu'ils ont maîtrisé pendant des siècles,. Les Indiens ont également donné leur collaboration en tant que santeiros, surtout dans les réductions du sud et de certaines du nord-est, et dans ces cas on trouve souvent des traces ethniques indiennes sur le visage des icônes, comme on peut le voir dans certaines sculptures des Sept Peuples des Missions,. Les Jésuites, en revanche, ont donné la préférence au bois, qui à partir de la fin du XVIIe siècle va prédominer, déterminant également des changements dans la conformation des pièces. La technique de l'époque exigeait que les pièces d'argile soient modelées de manière compacte, avec un faible relief et sans parties saillantes, qui pouvaient facilement se briser pendant la cuisson. Le bois, en revanche, permettait de sculpter avec des formes ouvertes, volantes et dynamiques, beaucoup plus libres dans l'espace tridimensionnel. La plupart des statues baroques brésiliennes ont finalement été réalisées en bois polychrome. Au début, l'argile était surtout utilisée, bien qu'elle n'ait jamais été abandonnée, et la pierre était rare, plus réservée à la décoration des façades et des monuments publics.

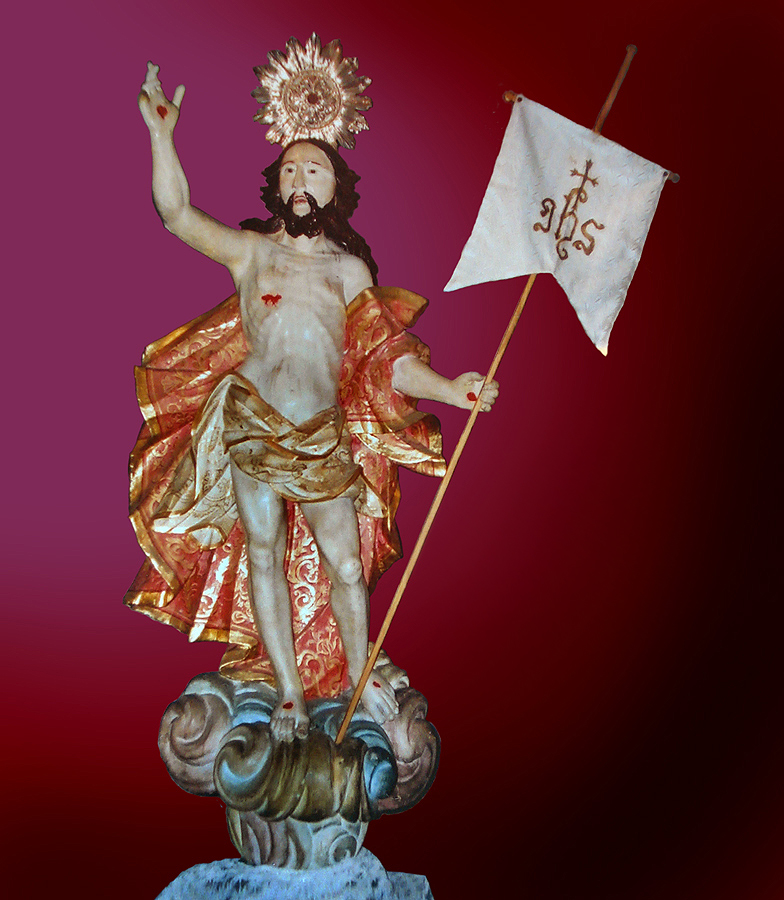
École de Bahia, Cristo ressurrecto (« Christ resuscité », bois, XVIIIe siècle, église et convent de Saint-François, Salvador).

Créée au Brésil ou importée, il n'y avait guère de maison qui n'eût au moins un saint de dévotion sculpté : la statuaire était devenue un bien de grande consommation, presque omniprésente, bien plus courante que la peinture, avec de grands spécimens, en taille réelle ou plus grandes encore, voire des miniatures, pour une utilisation pratique en voyage. Salvador, en particulier, est devenu un centre d'exportation de la statuaire pour les points les plus éloignés du pays, créant une école régionale d'une telle force qu'elle n'a interrompu sa continuité qu'au XXe siècle. Une autre école importante du nord-est est celle de Pernambuco, avec une production de haute qualité mais encore peu étudiée. La plupart des œuvres conservées sont restées anonymes ; elles n'étaient pas signées et les analyses de style ne suffisent souvent pas à déterminer leur origine précise, car l'iconographie suivait des normes conventionnelles valables partout et l'échange d'œuvres dans tout le pays était important, mais certains noms étaient conservés par tradition orale ou par le biais de reçus de paiement des œuvres,,. Parmi eux, on peut citer Agostinho de Jesus (pt), actif à Rio et à São Paulo ; Agostinho da Piedade (pt), José Eduardo Garcia, Francisco das Chagas (pt), Félix Pereira Guimarães et Manuel Inácio da Costa, actifs à Salvador ; Veiga Valle (pt), à Pirenópolis ; Francisco Xavier de Brito, actif entre Rio et Minas Gerais ; Manoel da Silva Amorim (pt), à Pernambuco ; Bernardo da Silva, de l'école Maranhense ; Simão Vianna da Cunha Pereira (pt) et Valentim da Fonseca (pt), à Rio de Janeiro. À l'école de Minas Gerais, Francisco Vieira Servas, José Coelho de Noronha, Felipe Vieira, Valentim Correa Paes et Bento Sabino da Boa Morte, entre autres,.

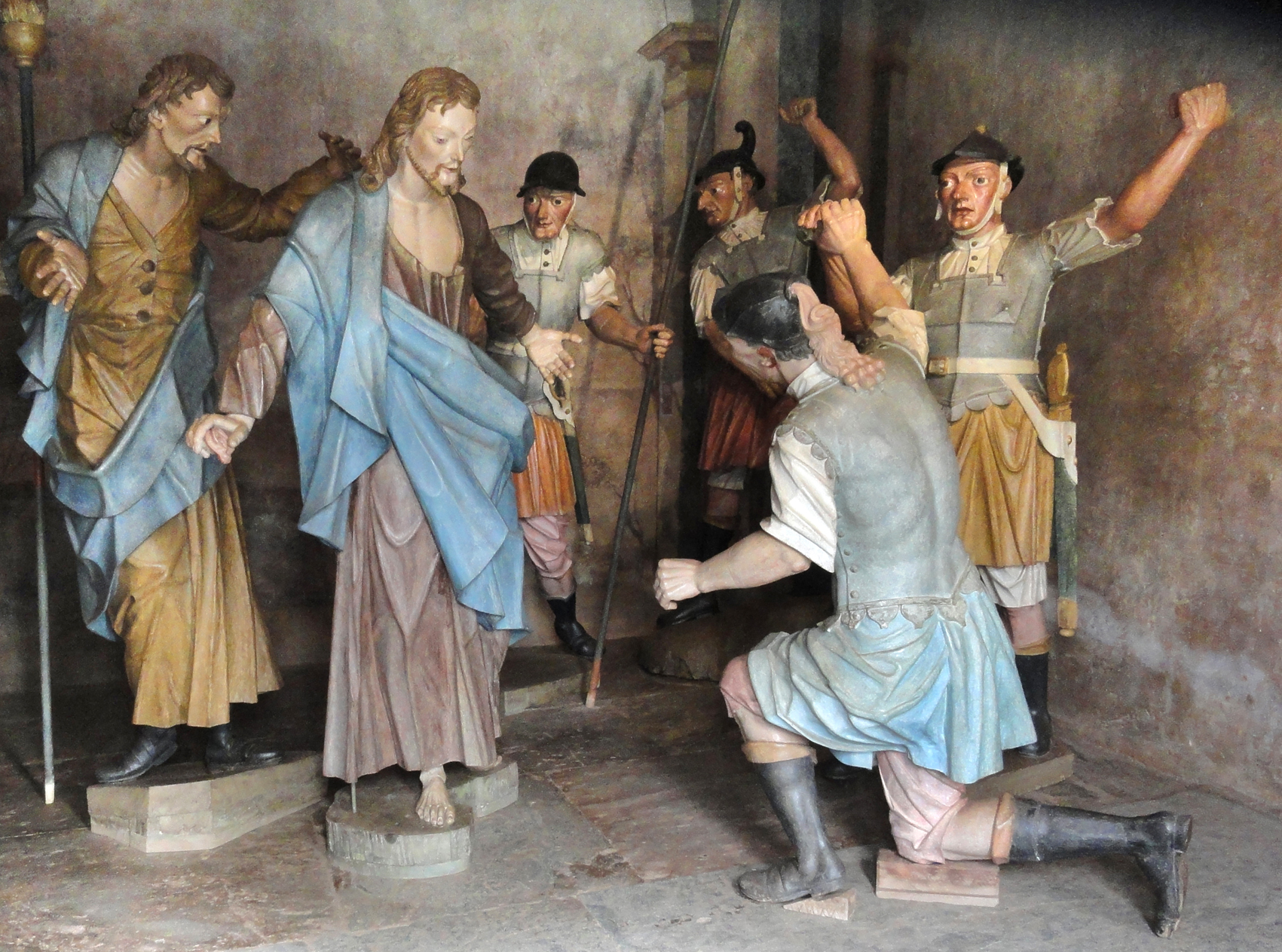
Aleijadinho, Cristo restaurando a orelha cortada de Malco (« Le Christ restaure l'oreille coupée de Malchus », XIXe siècle, en bois, Sanctuaire de Bom Jesus de Matosinhos, à Congonhas).

Avec la sédimentation de la culture nationale vers le milieu du XVIIIe siècle et avec la multiplication d'artisans plus compétents, on constate un raffinement croissant des formes et des finitions des pièces, et des images d'une grande expressivité apparaissent. Cependant, l'importation de statues directement du Portugal se poursuit et s'accroît même avec l'enrichissement de la colonie, car les classes supérieures préfèrent les spécimens mieux finis et les maîtres plus érudits. Dans le même temps, les écoles régionales se sont multipliées, l'accent étant mis sur celles de Rio, São Paulo, Maranhão, Pará et Minas, où la participation des Noirs et des mulâtres était essentielle et où se sont développés des traits régionaux typiques plus distincts, qui pouvaient intégrer des éléments archaïques ou plusieurs écoles dans des synthèses éclectiques. Comme le décrit Ailton de Alcântara, « c'est dans ce contexte que des hommes humbles mais habiles, utilisant la perspective formelle qu'ils ont apprise pendant leur gestation, guidés uniquement par la tradition orale et l'exercice de la répétition, seront identifiés dans le milieu où ils ont vécu comme les créateurs de saints et de divers autres objets de dévotion ». Aleijadinho représente le couronnement et la dernière grande manifestation de la sculpture baroque brésilienne, avec une œuvre dense et magistrale répandue dans la région d'Ouro Preto, en particulier dans le Sanctuaire de Bom Jesus de Matosinhos, à Congonhas, qui possède une série de grands groupes sculpturaux dans les stations du chemin de croix, en bois polychrome, et les célèbres Douze Prophètes (pt), en stéatite, dans le cimetière.

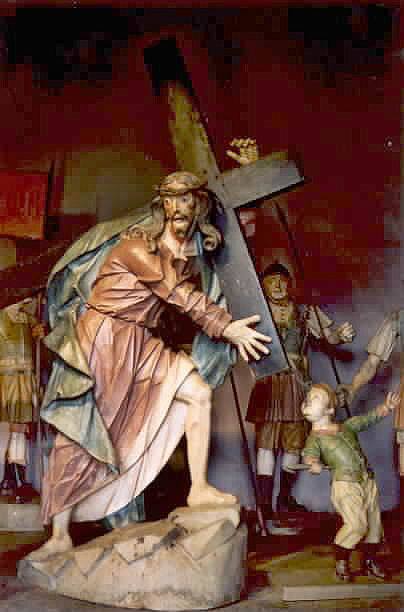
Aleijadinho,, dans le Sanctuaire de Bom Jesus de Matosinhos, à Congonhas.

En règle générale, la statuaire était peinte de couleurs vives et était souvent dorée et décorée d'ornements accessoires tels que des couronnes et des splendeurs en argent et en or, qui pouvaient être serties de pierres précieuses. Il pouvait également recevoir des yeux de verre, des dents en ivoire et des robes en tissu. Les grandes statues de roche, en particulier les types du Notre-Seigneur des Pas (pt) et de Notre-Dame des Douleurs, qui étaient beaucoup portés dans les processions, pouvaient même avoir de vrais cheveux, afin de souligner leur aspect illusionniste, et des membres articulés, pour permettre leur utilisation dans les représentations théâtrales sacrées. Pour la peinture, l'image en matière première a reçu une couche d'une préparation à base d'argile et de colle, appelée « pâte arménienne », qui a rempli les pores du bois ou de l'argile et a créé une surface lisse pour le travail ultérieur. Si les vêtements de la figure étaient dorés, ils étaient appliqués sur la couche de la pâte arménienne avec des feuilles d'or très fines, qui pouvaient être polies pour en augmenter l'éclat, ou non, créant ainsi un or mat. L'argenture était plus rare, et plus coûteuse, car il n'y avait pas de mines d'argent au Brésil et le matériau était obtenu à partir de la fonte de pièces péruviennes. Sur l'or ou l'argent était appliquée la peinture, à l'huile ou à la tempera, et pour que le métal précieux apparaisse, la peinture était enlevée dans les parties nécessaires avec des talons aiguilles ou avec un pont, ce qui permettait de dessiner des motifs floraux ou abstraits complexes, imitant le brocart et la broderie de tissus réels, donnant à l'image un aspect somptueux, comme l'était le goût baroque. Cette décoration particulière a reçu le nom de « rembourrage ». La peinture du visage, des mains, des pieds ou d'autres parties visibles du corps était appelée « incarnation », et comme son nom l'indique, elle visait à imiter l'effet de la chair humaine. Dans les copies en ivoire plus rares, le matériel pouvait être laissé apparent,.

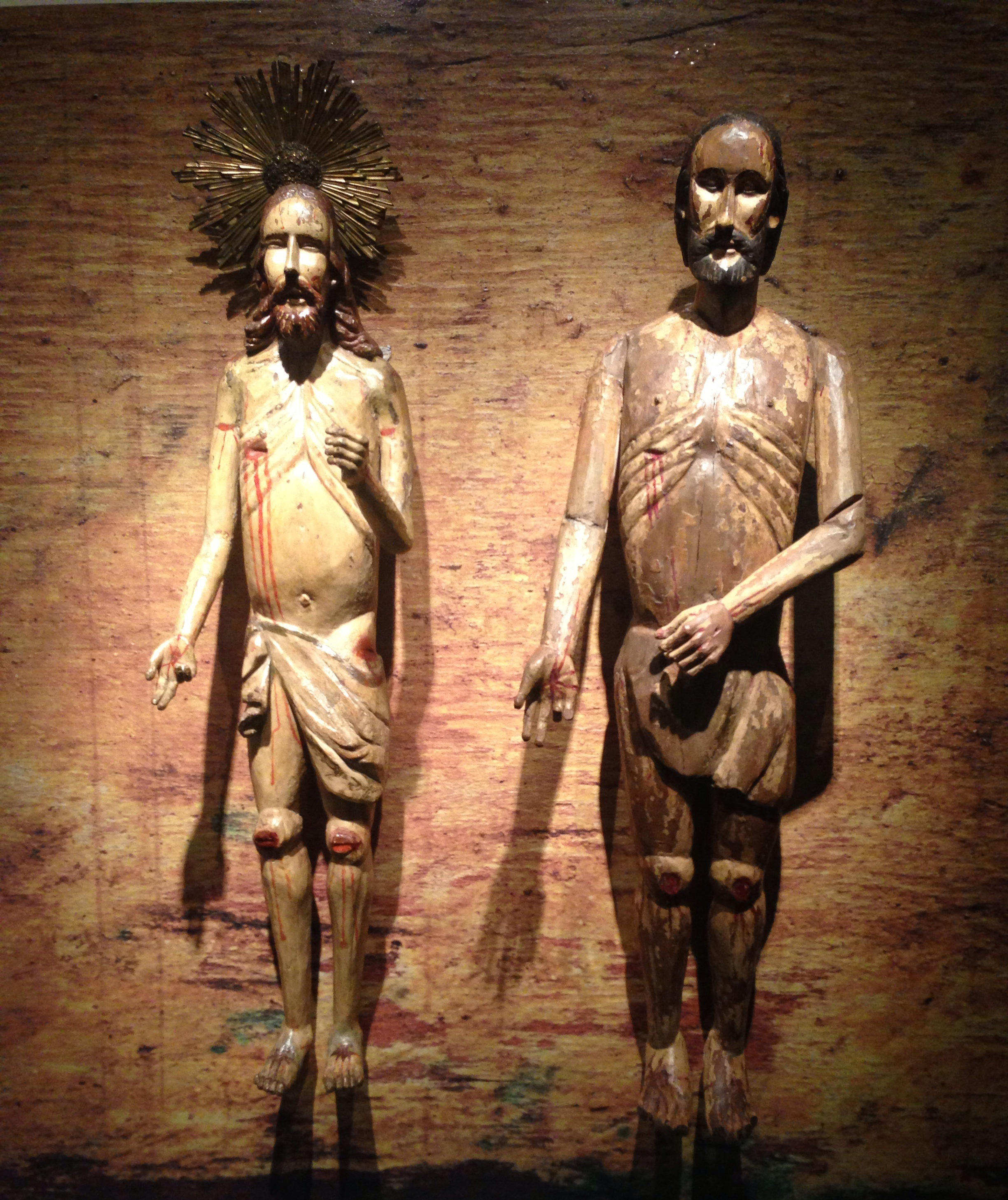
Christs en grandes dimensions de Dito Pituba (fin du XIXe siècle,).

La statuaire en possession privée était souvent intronisée dans de petites chapelles ou des oratoires, qui, à mesure que les possessions de leurs propriétaires augmentaient, pouvaient devenir des meubles luxueux et très ornementés,. Lorsqu'une image se détériorait, on pouvait s'en débarrasser en la jetant à la mer, dans une rivière, en l'enterrant dans une église ou en la déposant dans un oratoire quelconque au bord de la route. Lors de fêtes solennelles, ou en guise de promesse, l'ancienne statuaire pouvait être réformée, en découpant de nouveaux détails et en effectuant une repeinture. Ou bien elle pouvait gagner des robes brodées de soie, d'or et de pierres, et recevoir des bijoux tels que des couronnes et des insignes.
Un autre type de statue qui est devenu très populaire est le groupe de crèches, un groupe de personnages qui raconte la naissance de Jésus et la visite des Rois mages, installé dans les maisons et les églises au moment de Noël. La tradition a été inaugurée, semble-t-il, par le père José de Anchieta qui, aidé par les indigènes, a façonné de petites figures en argile pour leur enseigner la doctrine chrétienne. Certaines crèches brésiliennes comptaient même des dizaines de pièces, avec de nombreuses scènes parallèles et un décor miniaturisé pour les contextualiser,. Au milieu du XIXe siècle, une école de statuaire populaire en argile fleurit à São Paulo, qui répondit à une énorme demande, produisant les paulistinhas (pt), des images très simples pour le culte domestique, mais qui suivaient les modèles de la tradition baroque. L'un de ses artisans les plus connus était Benedito Amaro de Oliveira, dit Dito Pituba.

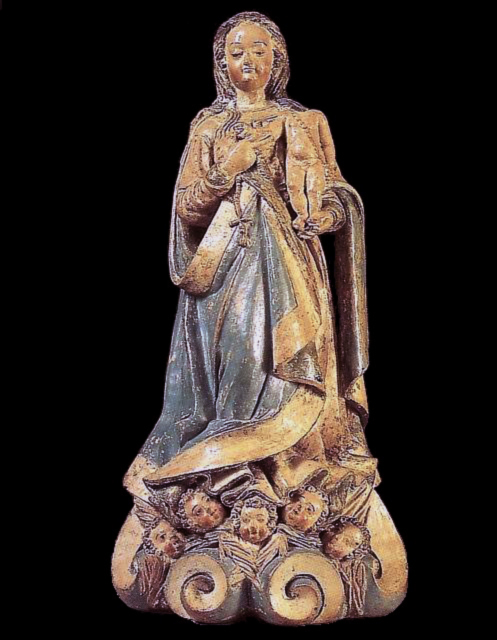
Agostinho de Jesus (pt), Nossa Senhora do Rosário (XVIIe siècle, terre cuite, Collection artistique-culturelle des palais du gouvernement de l'État de São Paulo (pt)).
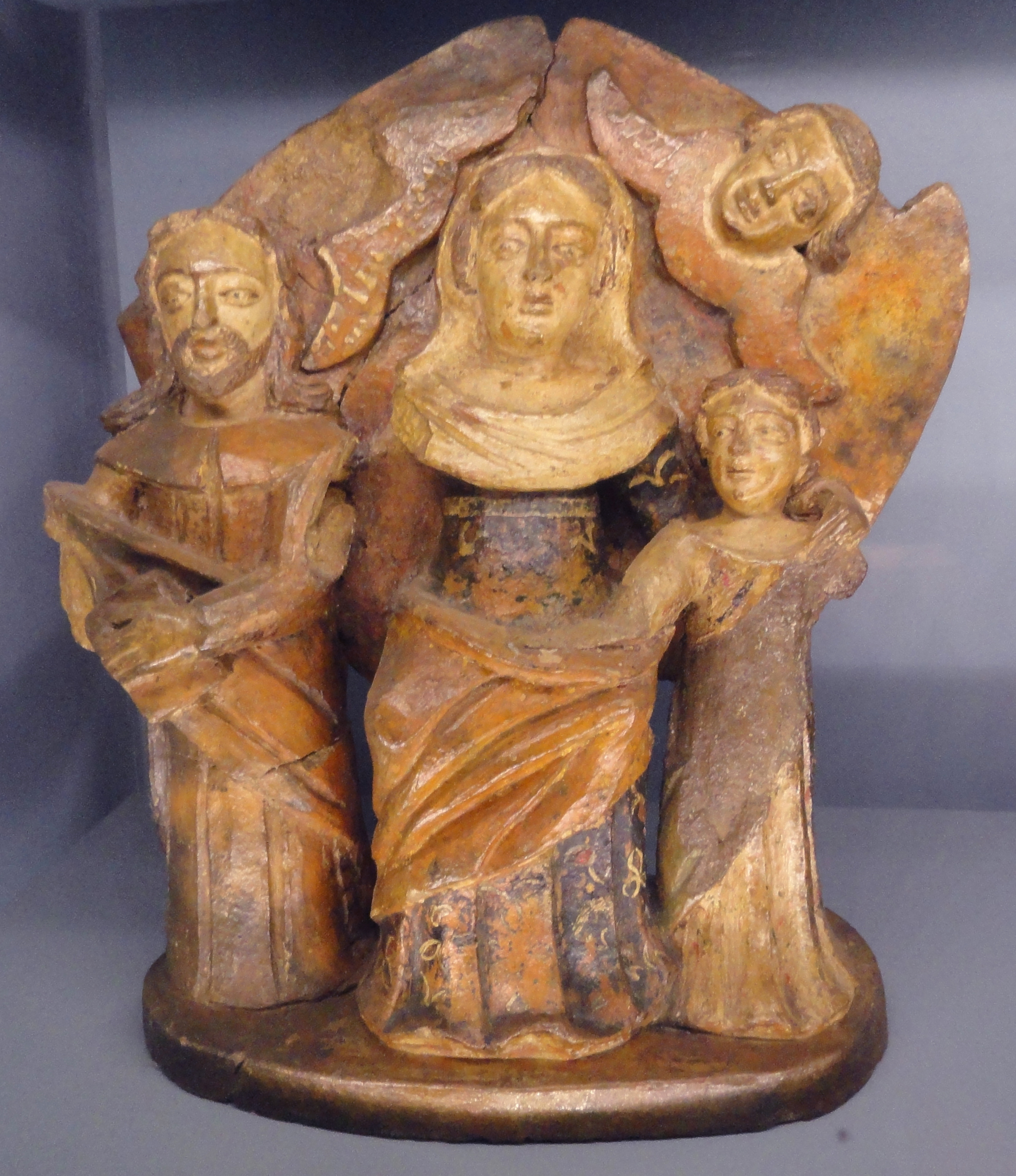
Sant'Ana Mestra com São Joaquim e anjos, São Paulo (XVIIe siècle, musée de Sant'Ana (pt), Tiradentes).
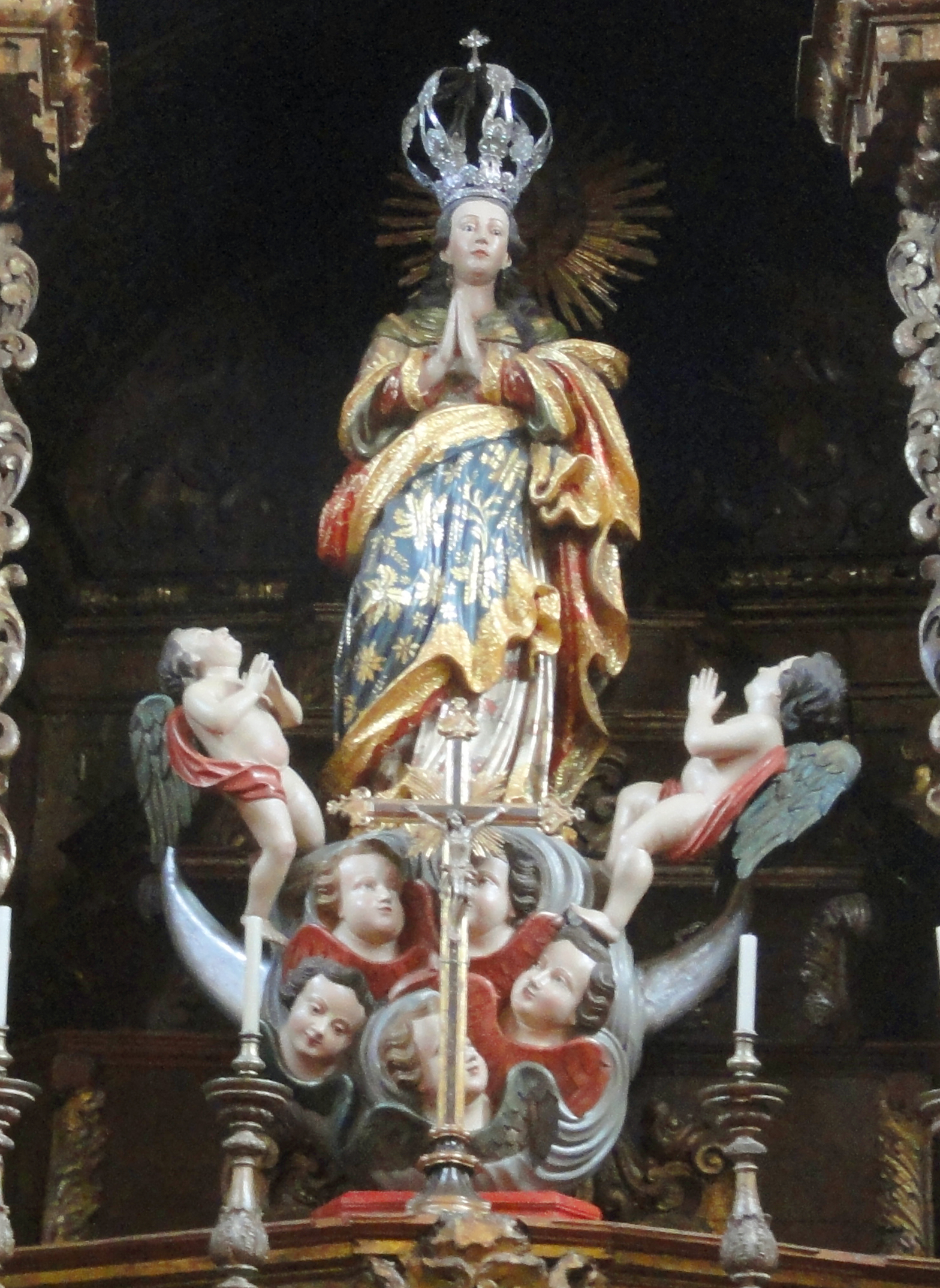
Nossa Senhora da Conceição (XVIIIe siècle, église matrice de Notre-Dame-de-la-Conception (pt), Sabará).
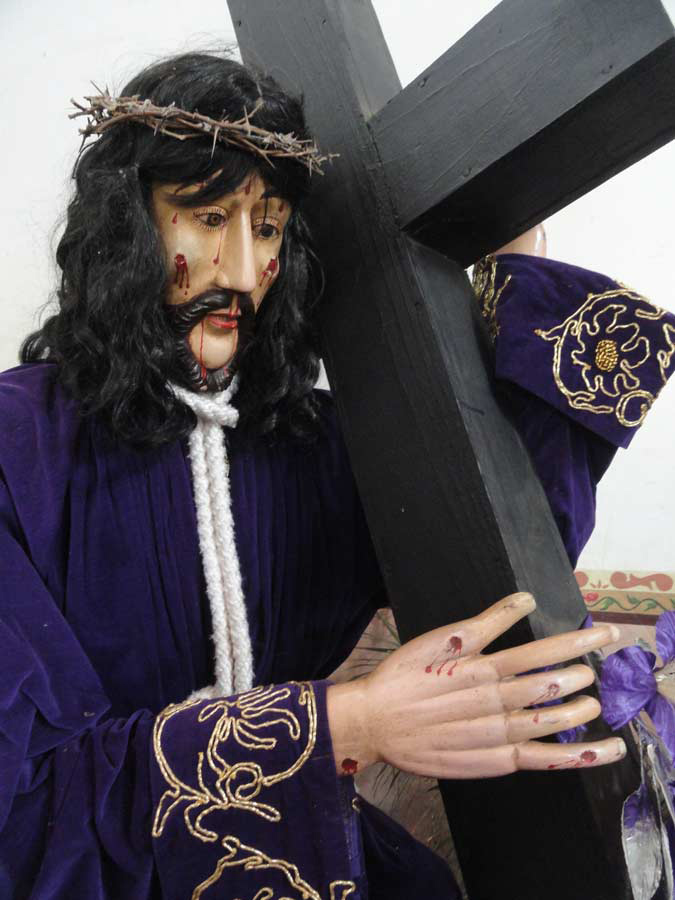
Nosso Senhor dos Passos, icône de procession (pt) (XVIIIe siècle, église de Saint-François d'Assise (pt), Sabará).
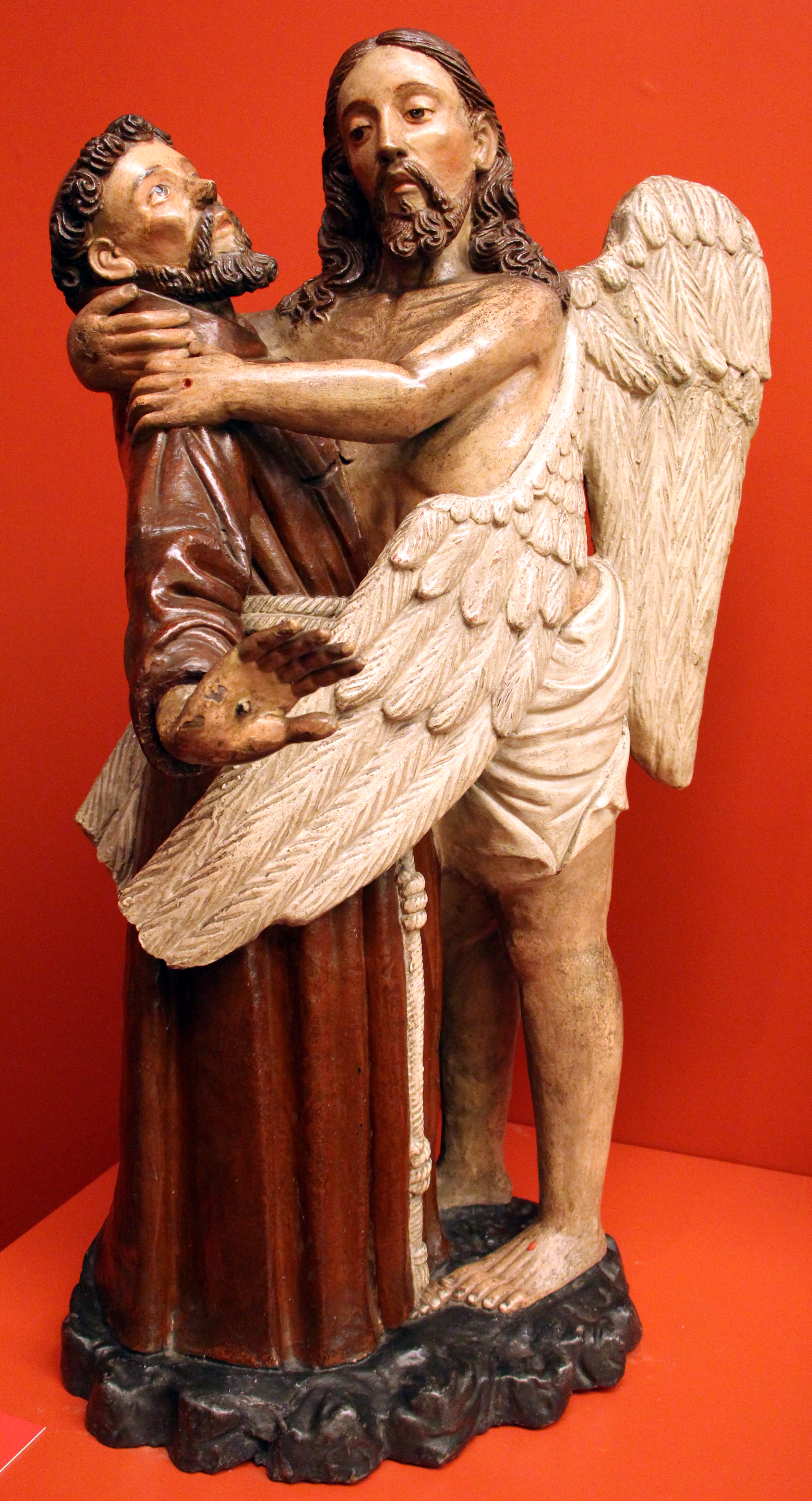
São Francisco recebendo as chagas do Cristo Seráfico (XVIIIe siècle, musée d'Art sacré de São Paulo (pt)).
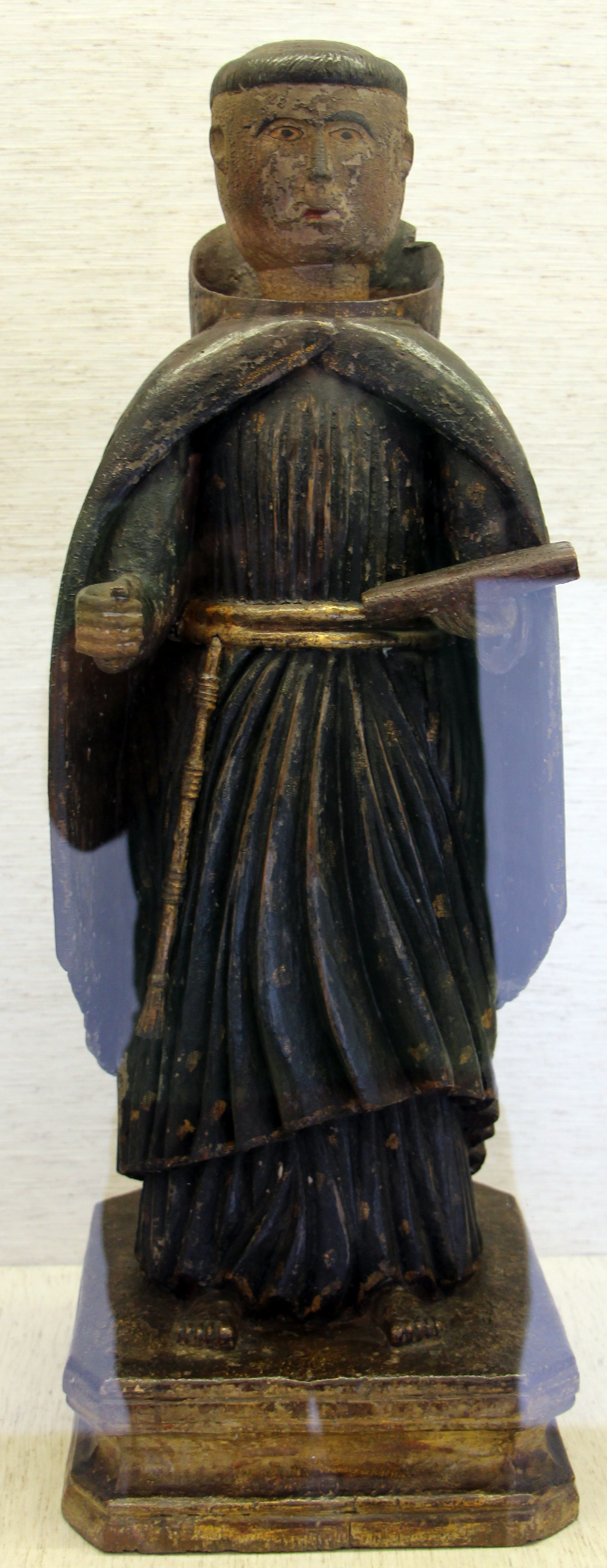
Santo Antônio, art populaire (XVIIIe siècle, musée d'Art sacré de São Paulo).

### Sculpture sur bois doré et autres méthodes de sculpture
La sculpture sur bois dorée (pt), forme de sculpture essentiellement décorative, doit être abordée séparément en raison de sa grande richesse au Brésil et de son extraordinaire importance tout au long du développement du baroque, acquérant souvent des proportions monumentales et modifiant la perception des espaces architecturaux internes. Comme les volumes structurels des églises sont toujours restés assez simples et statiques, témoignant de la longévité et de la vigueur de la tradition de l'architecture chão, c'est dans la décoration des intérieurs, dans les retables et les autels, où la sculpture domine, que le baroque brésilien a pu s'exprimer avec toute sa force et être plus typiquement baroque : somptueux, extravagant, dynamique et dramatique. C'est dans le nord-est, d'abord à Salvador et à Recife, qu'elle a donné ses premiers fruits importants. En partant de l'éclectisme et de la préciosité des retables maniéristes de la tradition portugaise, eux-mêmes déjà d'un grand raffinement et d'une grande complexité, comme le prouvent les importants retables de la cathédrale de Salvador (pt) et de la cathédrale de São Luís do Maranhão (pt), tous deux descendants directs du maniérisme, la sculpture baroque s'est formée en actualisant d'autres archaïsmes, tels que les arcs concentriques pleins disposés en profondeur, communs aux portails des églises romanes, abondants sur tout le territoire portugais, et les colonnes torsadées, déjà existantes à l'époque gothique. Les espaces entre ces éléments structurels des retables, ainsi que leurs surfaces, ont été sculptés avec une abondante ornementation polychrome et dorée, sous forme de bouquets et de guirlandes de fleurs, entrecoupés, dans les exemples les plus riches, d'anges, d'armoiries, d'insignes, d'oiseaux, d'atlantes et de cariatides, avec une grande homogénéité stylistique,,,.

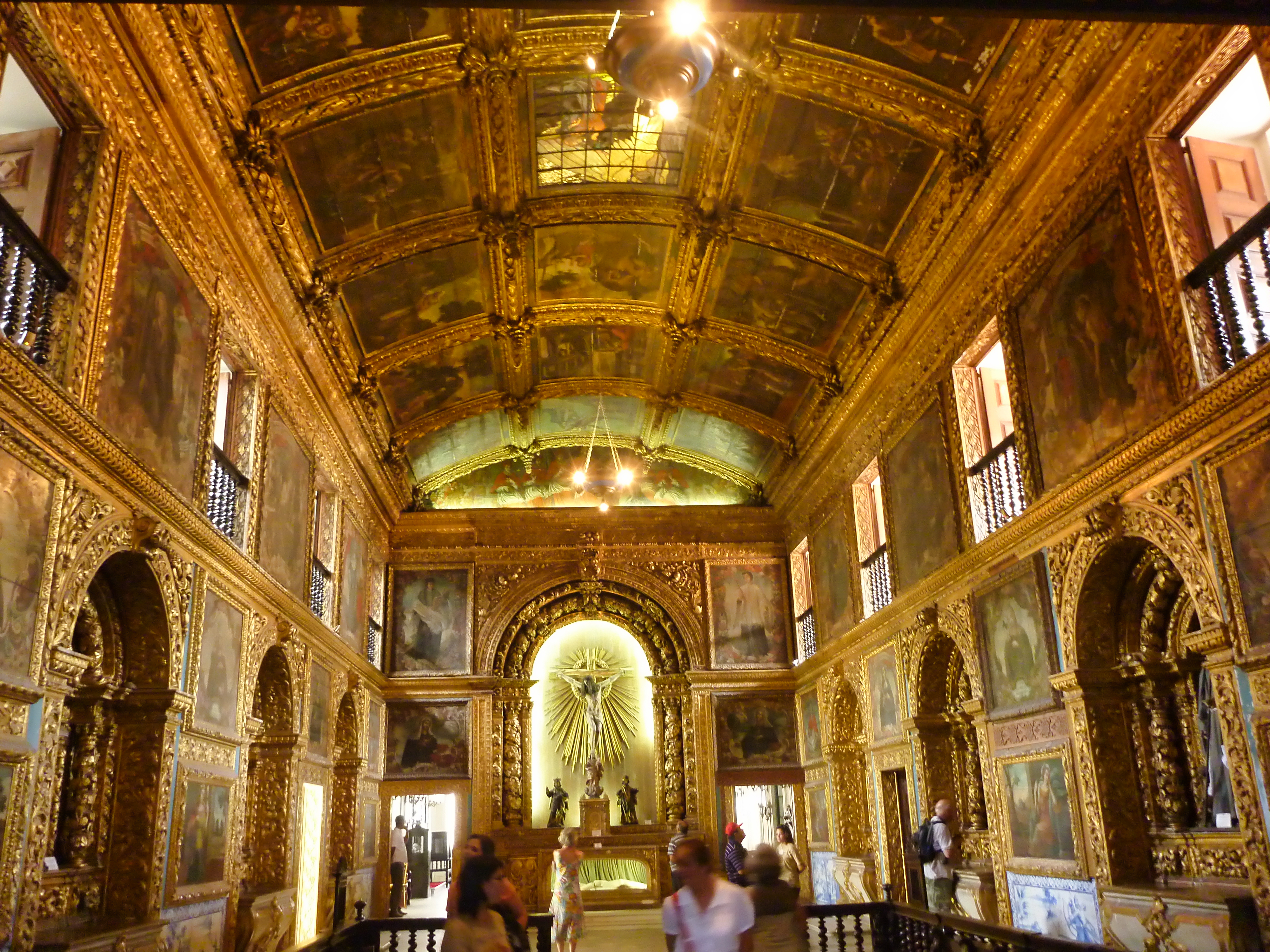
La Chapelle dorée, à Recife, représentatif du style national portugais.

Ce cadre, qui avait un caractère scénographique et était équivalent, dans son concept et sa fonction, aux arcs de triomphe de l'Antiquité, créait une niche, remplie d'un piédestal pour la statue d'un saint. La base des retables était une boîte ou une table également décorée, qui pouvait être remplacée par des colonnes de soutien. Les principaux retables des chapelles principales pouvaient être très imposants. Cette forme spécifique a reçu le nom de « style national portugais », qui est devenu le modèle dominant de la décoration intérieure du milieu du XVIIe siècle jusqu'au début du XVIIIe siècle. Naturellement, il y a eu diverses interprétations du modèle, et les différents ordres religieux ont adopté leurs propres variations qui sont devenues typiques ; les jésuites avaient tendance à être plus sobres, tandis que les franciscains préféraient un luxe fastueux. Pendant toute l'époque du « style national », la sculpture était, en règle générale, peu projetée dans l'espace, suivant de près la conformation de l'architecture. Dans les plafonds, le style national s'est cristallisé dans la formule des « caissons », un travail de sculpture avec des zones polygonales vides, où des peintures ont été insérées. Les exemples notables de cette période sont la Chapelle dorée de Recife, l'une des premières de ce style, et l'église de Saint-François (pt), l'une des plus riches du Brésil ; sa luxuriante sculpture dorée couvre entièrement toutes les surfaces internes, avec un effet d'ensemble impactant,,.

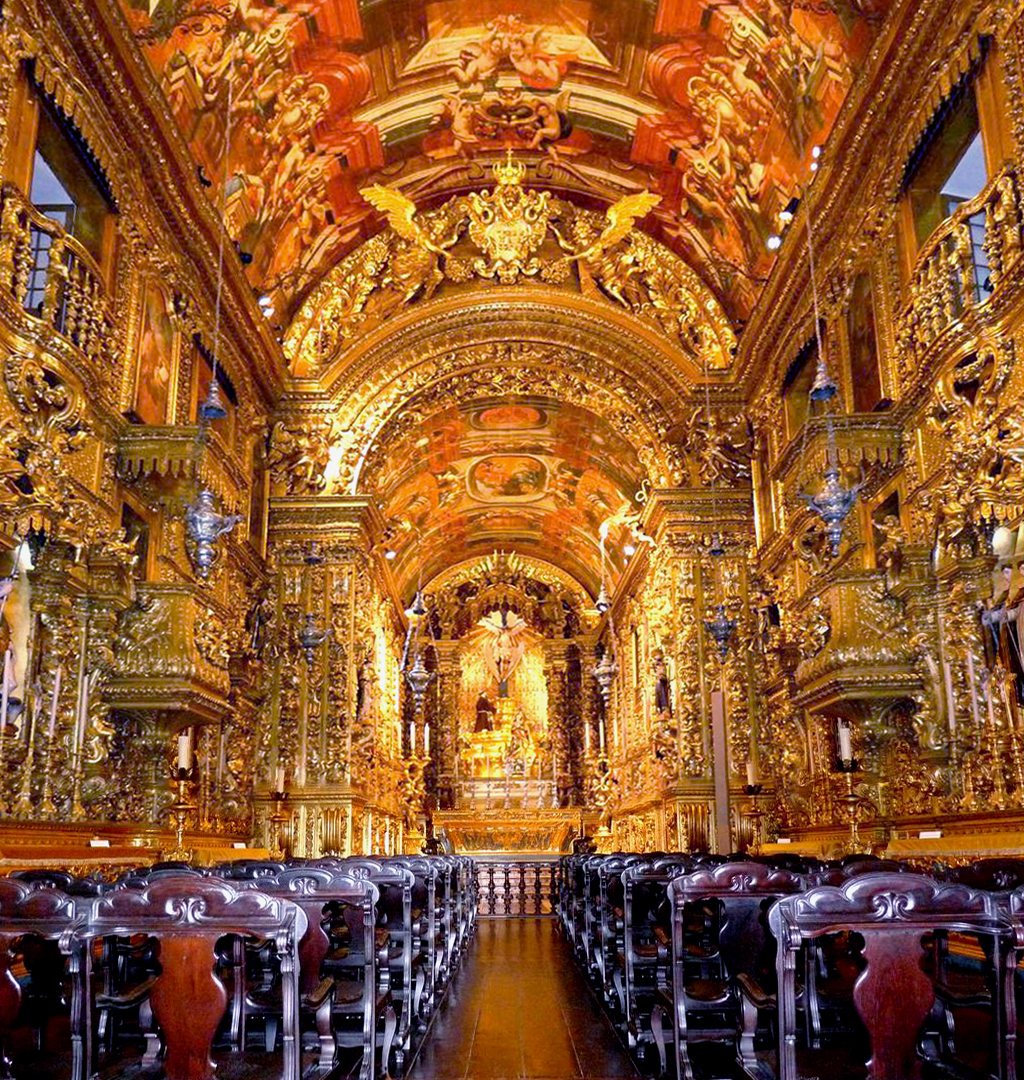
L'église du Tiers-Ordre de Saint-François-de-la-Pénitence, grand exemple du baroque joanin, œuvre des Portugais Manuel de Brito et Francisco Xavier de Brito.

Une nouvelle tendance, appelée baroque joanin (pt), caractérisée par l'explosion des sculptures, assumant des reliefs de grande profondeur et se projetant du plan du mur, avec un caractère statuaire et architectural, présentant des cariatides, des anges et des guirlandes, des couronnements avec des lésènes, des faux rideaux, des auvents, des dômes vides ou bulbeux, multipliant les motifs décoratifs en relief au point d'obscurcir les éléments structurels ou de pervertir leur logique primitive, les dissolvant dans l'ornementation. Il y a aussi l'introduction du blanc dans la peinture des fonds, donnant plus de vivacité et de contraste à la polychromie du bois. Un excellent exemple du style joanin se trouve dans l'église du Tiers-Ordre de Saint-François-de-la-Pénitence,.
Dans la seconde moitié du XVIIIe siècle, l'influence française commence à prédominer, générant une dérivation rococo, plus légère et élégante, plus ouverte et raréfiée, dont la plus grande floraison se produit dans le Minas Gerais, caractérisée par des retables d'une grande composition sculpturale et des éléments ornementaux sous forme de coquilles, de cravates, de guirlandes et de fleurs, avec des fonds blancs et de l'or dans les parties en relief,. Dans le nord-est également, le rococo a richement décoré de nombreuses églises, comme l'église matrice du Santíssimo Sacramento de Santo Antônio (pt), et à Rio, les églises du Tiers-Ordre du Carmen (pt), Santa Cruz dos Militares et Santa Rita de Cássia, notamment, sont remarquables. Dans un grand nombre de cas, dans tout le Brésil, une sculpture rococo a remplacé la plus ancienne sculpture baroque et, au cours des siècles suivants, il y a eu de fréquentes rénovations et réformes des décorations intérieures, de sorte qu'une partie importante de l'aspect primitif des églises baroques brésiliennes a déjà été défigurée,.
Enfin, la production extensive d'autres formes de sculpture ornementale, dans le mobilier sculpté et dans les volets et façades en pierre architecturale, qui ont atteint dans de nombreux cas des niveaux élevés de raffinement et de complexité, mérite d'être signalée. Il subsiste également une riche collection d'objets liturgiques sculptés en métal, généralement en argent, tels que des torches, des lustres, des encensoirs, des acerras (pt), des tabernacles, des croix de procession et des ostensoirs,,,.

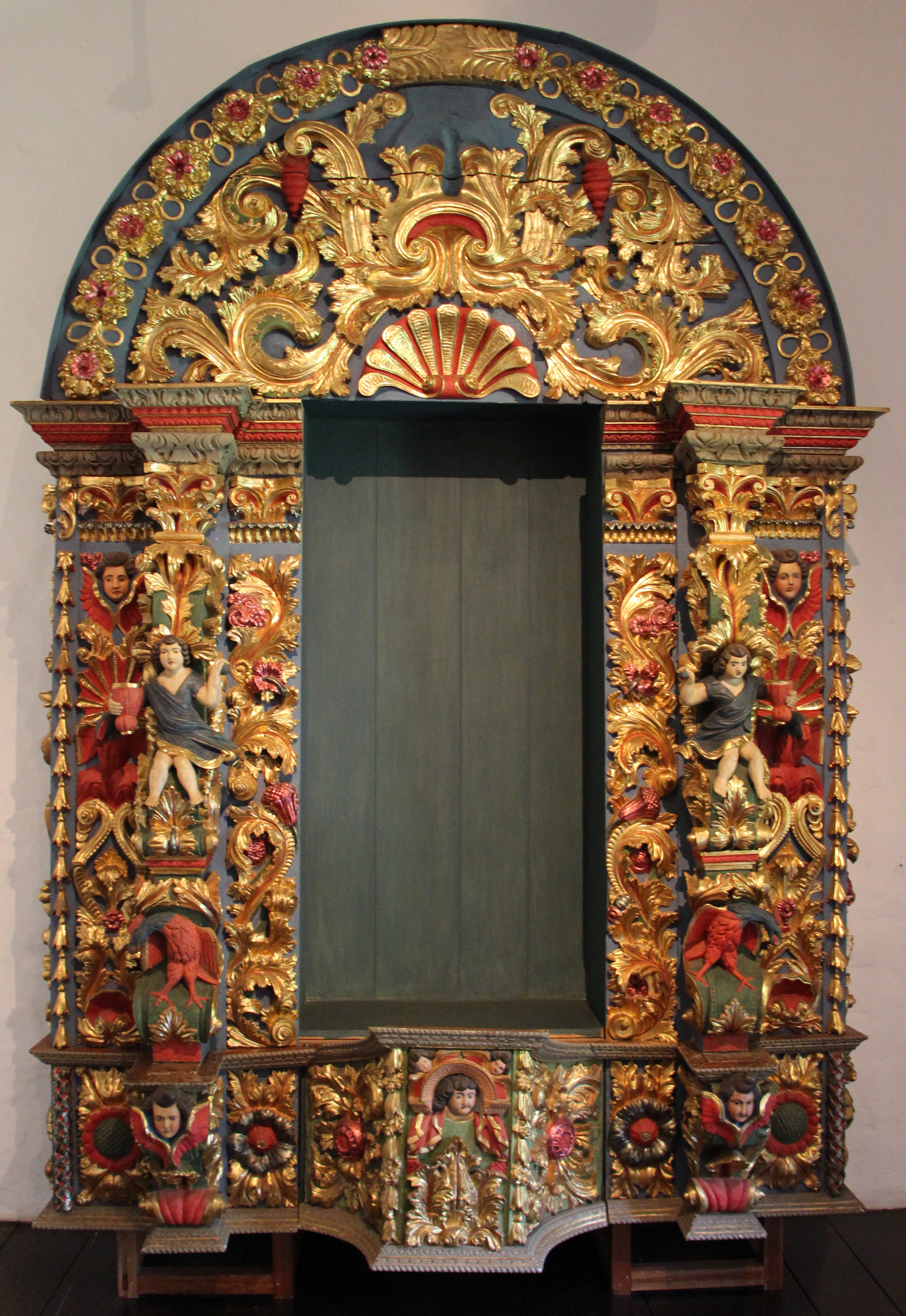
Autel de l'église de Santo Amaro, avec des influences maniéristes, au musée d'Art sacré de São Paulo.
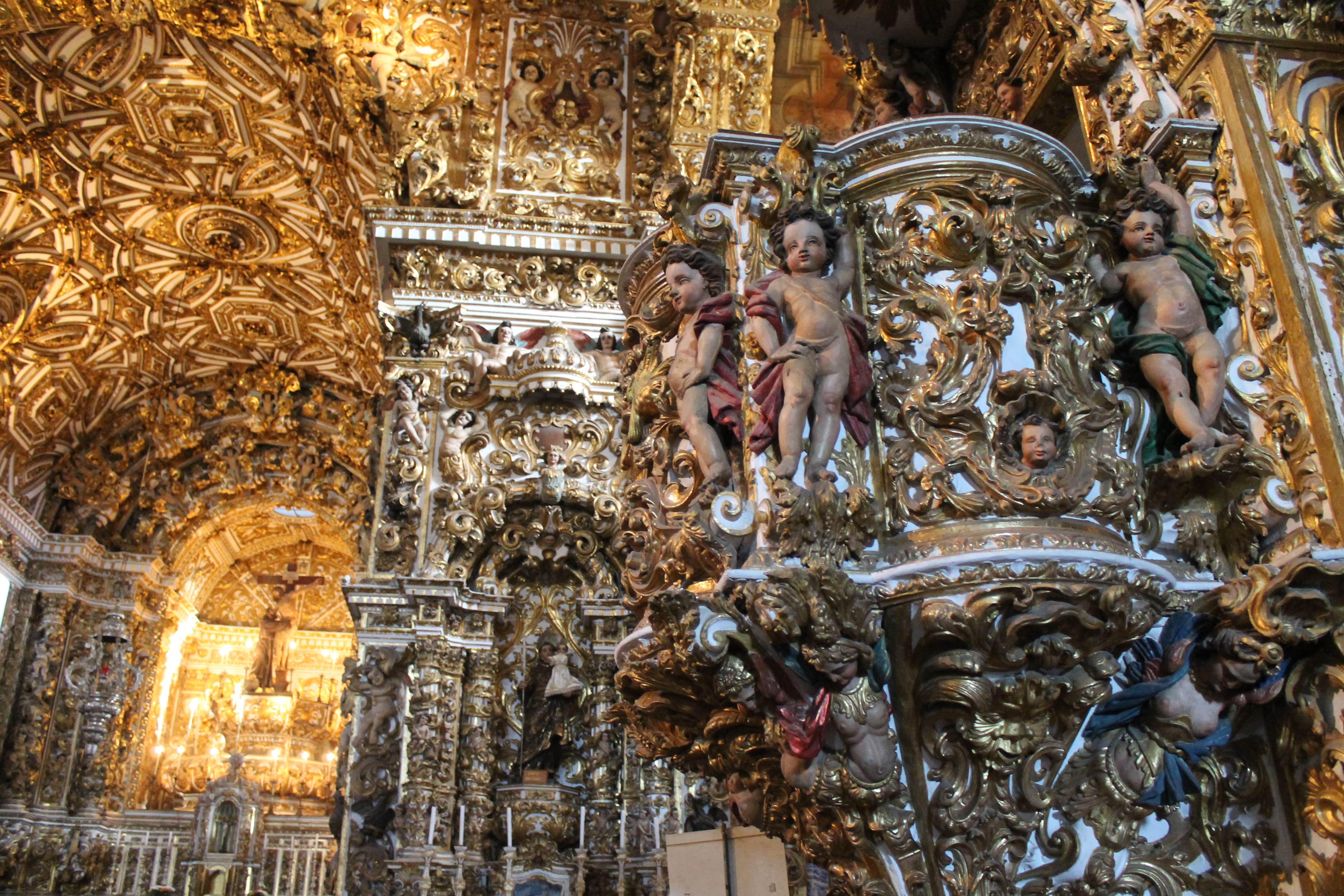
Détails de l'intérieur de l'église et convent de Saint-François (pt), à Salvador.
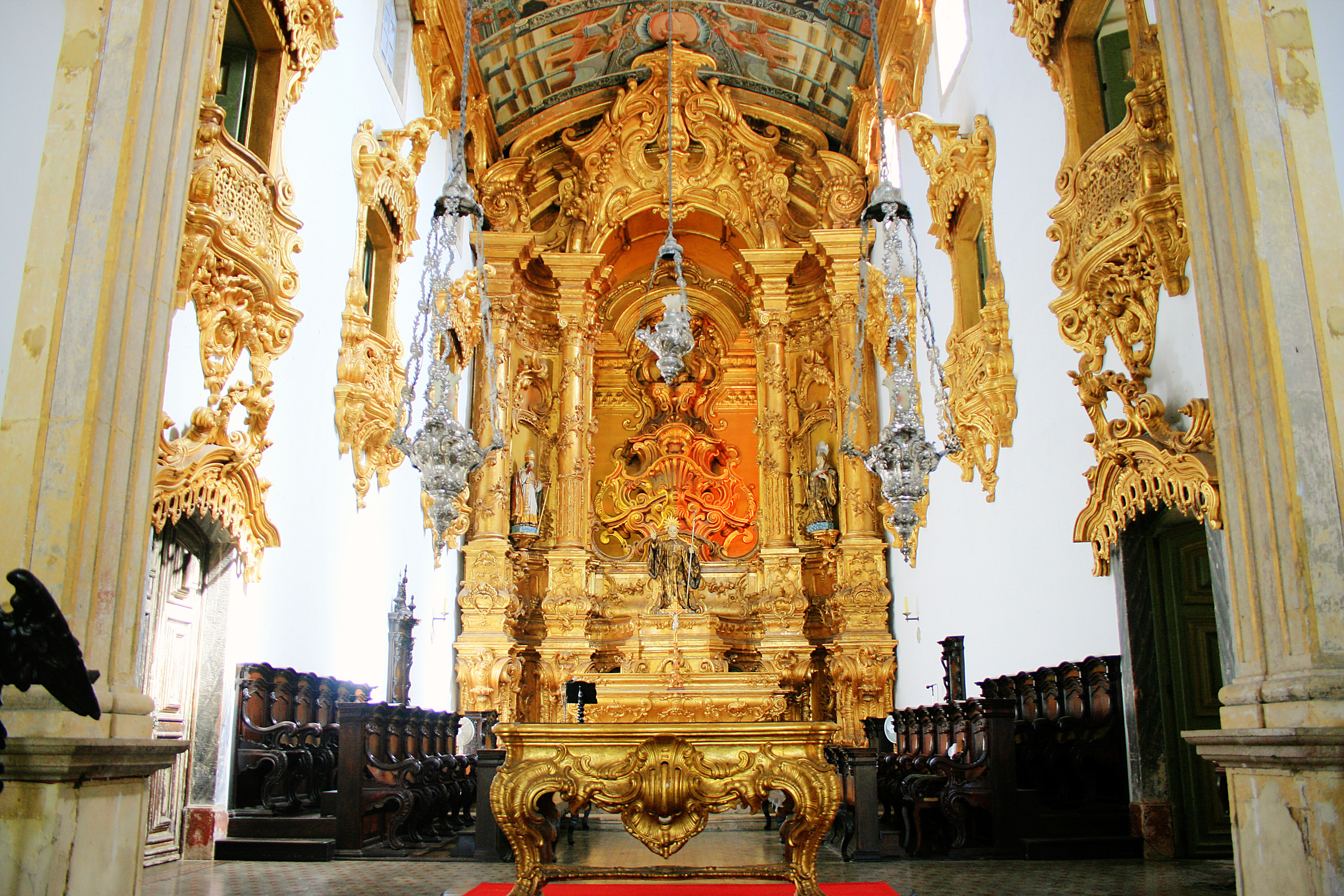
Autel de la basilique de São Bento (pt), à Olinda.
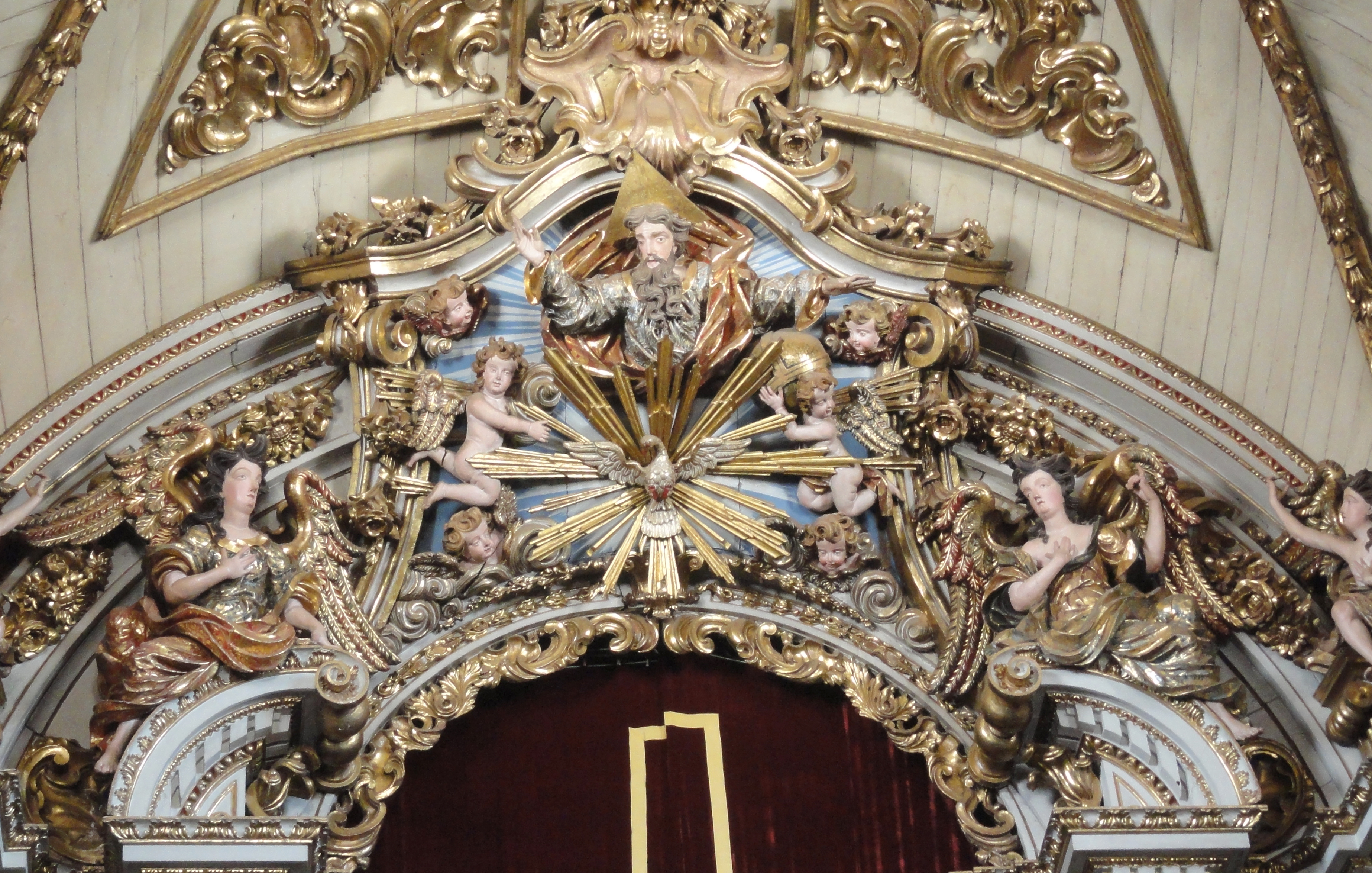
Frontispice de l'autel de la cathédrale basilique de Notre-Dame-du-Pilier (pt), à São João del-Rei.

## Littérature

### Contexte éducatif et linguistique
En raison des particularités de sa formation en tant que colonie, la culture littéraire a coûté cher au Brésil pour se développer. Le Portugal ne fait aucun effort pour éduquer les territoires colonisés — en fait, par divers moyens, il essaie de ne pas les éduquer, car le grand intérêt est l'exploitation de ses ressources et on craint qu'une colonie éduquée puisse se rebeller contre le pouvoir central et devenir indépendante. Les bibliothèques et les écoles publiques faisaient défaut, et ce qu'on y apprenait n'était qu'une instruction élémentaire sous la tutelle de l'Église, en particulier des jésuites, fortement orientée vers la catéchèse, et là on fermait l'enseignement, sans perspective d'approfondir ou d'améliorer le goût littéraire, à moins que les élèves ne finissent par rejoindre les rangs de l'Église, qui allait alors leur donnerait une meilleure préparation. En outre, une grande partie de la population était analphabète et la transmission de la culture était presque entièrement basée sur l'oralité, la presse était interdite, les manuscrits étaient rares car le papier était cher, et seuls les livres qui avaient passé la censure du gouvernement circulaient, principalement des vies de saints, des catéchismes, quelques romans de chevalerie innocents, des calendriers lunaires comme le Lunario Perpetuo et autres almanachs, des recueils de latin, de la logique et de la législation, de sorte qu'outre le fait que les lecteurs étaient peu nombreux, il n'y avait presque rien à lire. Ainsi, la littérature rare produite pendant le baroque naquit principalement chez les prêtres, dont certains de haute illustration, ou au sein de quelque famille noble ou riche, chez les fonctionnaires du gouvernement, qui pouvaient se permettre d'étudier dans la métropole, et fut consommée dans ce même petit cercle. Ce qui pouvait s'épanouir dans ce contexte médiocre suivait dans les grandes lignes le baroque littéraire européen, caractérisé par une rhétorique exubérante, un attrait émotionnel, un discours controversé, une asymétrie, un goût pour les figures de style et les contrastes, et l'utilisation intensive de concepts et d'images liés aux autres arts et aux différents sens corporels, à la recherche d'un effet synesthétique,.

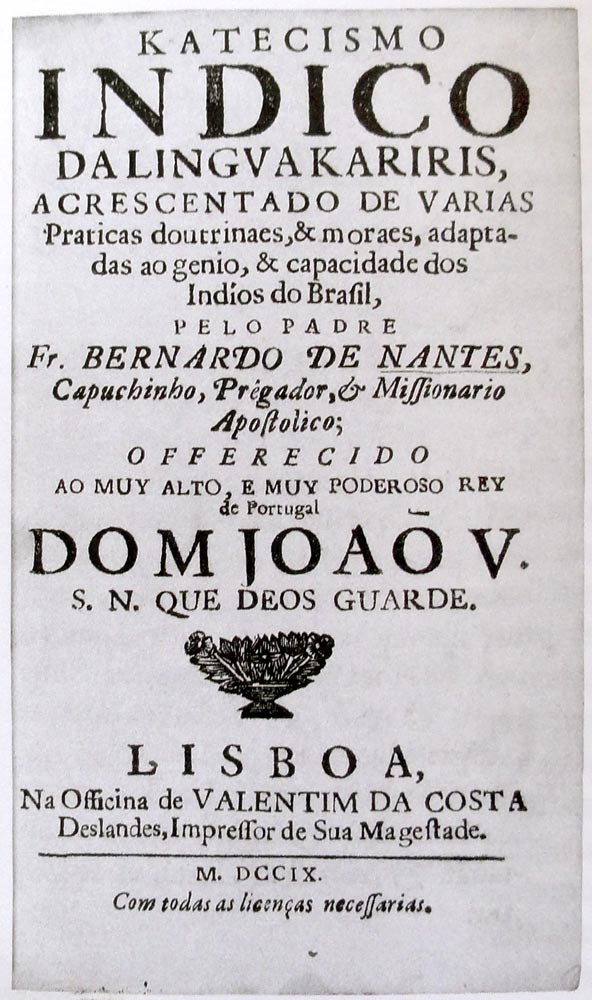
Première page de Katecismo Indico da Língua Kariris, acrescentado de várias Praticas doutrinaes, & moraes, adaptadas ao gênio, & capacidade dos Indios do Brasil [Catéchisme indien de la langue kariris, complété de plusieurs pratiques doctrinales, & mœurs, adaptées au génie, & capacité des Indiens du Brésil], du père Bernardo de Nantes, 1709.

Ajoutez à cela le fait que jusqu'au milieu du XVIIIe siècle, lorsque le marquis de Pombal a introduit de grandes réformes dans l'éducation et a cherché à homogénéiser le panorama linguistique national, la langue la moins parlée au Brésil était le portugais. Dans le contexte d'un territoire conquis dont les habitants d'origine s'exprimaient dans une multitude d'autres langues, les premiers colonisateurs européens ont dû les rencontrer, et ont fini par les utiliser à grande échelle en public et même dans un environnement domestique, où circulaient toujours des Indiens esclaves et métis, créant souvent des langues hybrides, comme la langue générale de São Paulo, qui prédominait dans le sud, et le nheengatu, qui fut longtemps la lingua franca de l'Amazonie. Ce métissage a également eu lieu dans le domaine pastoral, donnant des fruits littéraires dans des œuvres originales ou des traductions faites par les missionnaires pour le travail avec les Indiens, y compris des sermons, des poèmes et des autos sacrées, en plus des travaux techniques tels que les catéchismes, les dictionnaires et les grammaires,,,,,,.
Pendant l'Union ibérique, et sous l'influence des colonies hispaniques voisines, dont beaucoup sont venues à la recherche de meilleures opportunités, l'espagnol a également eu une circulation importante dans le sud du Brésil et à São Paulo, mais contrairement aux langues indigènes, il n'a pas pris racine et s'est rapidement éteint. Dans certaines parties de la côte, pendant une brève période, on a également entendu le néerlandais et le français. Les lignées des esclaves africains, par contre, ont été sévèrement réprimées, mais elles ont pu survivre à petite échelle de manière déguisée, utilisée quand on est seul et dans les festivals et rites africains pratiqués en se cachant des Blancs. Enfin, il faut dire que la langue de l'érudition était alors le latin, langue officielle de l'Église, du Droit et de la science, et qu'elle monopolisait encore tout le système d'enseignement supérieur. Il y avait donc peu de place pour une culture plus intense du portugais, étant presque exclusivement limitée à la sphère officielle. Outre les rares écrivains pionniers, dont certains seront bientôt mentionnés, ce n'est qu'au milieu du XVIIIe siècle que la littérature brésilienne en portugais commencera à acquérir un caractère plus riche et plus nettement autochtone. Après la croissance des villes côtières, l'apparition des premières académies littéraires et l'émergence du cycle de l'or dans le Minas Gerais, mais en même temps, une transition vers l'arcadisme a commencé, orientant le style vers des valeurs classicistes d'économie et de simplicité,,,.

### Poésie
Dans le domaine de la poésie, le précurseur Bento Teixeira (pt) se distingue par son épopée Prosopopeia (pt), inspirée de la tradition classique de Luís de Camões, suivie par Manuel Botelho de Oliveira (pt), auteur de Música do Parnaso, le premier livre imprimé d'un auteur né au Brésil, un recueil de poèmes en portugais et en espagnol à orientation cultiste et conceptiste, lié à la poésie de Góngora, et plus tard de Manuel de Santa Maria (pt), également de l'école de Camões. Mais le plus grand poète du baroque brésilien est Gregório de Matos, avec une grande veine satirique, et tout aussi pénétrant dans la religion, la philosophie et l'amour, souvent d'une charge érotique brute. Il a également utilisé un langage cultivé et plein de figures de style, tout en affichant des influences classicistes et maniéristes. Il a été surnommé O Boca do Inferno pour ses critiques cinglantes des coutumes de l'époque. Dans sa lyrique religieuse, les problèmes du péché et de la culpabilité sont importants, tout comme le conflit entre la passion et la dimension spirituelle de l'amour,. Prenons l'exemple du sonnet A Jesus Cristo Nosso Senhor (À Jésus-Christ notre Seigneur) :
« Pequei, Senhor; mas não porque hei pecado,

da vossa alta clemência me despido;

porque, quanto mais tenho delinquido,

vos tenho a perdoar mais empenhado.

Se basta a vos irar tanto pecado,

a abrandar-vos sobeja um só gemido:

que a mesma culpa, que vos há ofendido

vos tem para o perdão lisonjeado.

Se uma ovelha perdida, e já cobrada

glória tal e prazer tão repentino

vos deu, como afirmais na sacra história,

eu sou Senhor, a ovelha desgarrada,

cobrai-a; e não queirais, pastor divino,

perder na vossa ovelha, a vossa glória. »
« J'ai péché, Seigneur ; mais pas parce que j'ai péché,

de votre haute clémence je prends congé ;

car, plus je commets des forfaits,

plus je vous prie de me pardonner.

Si cela suffit à vous mettre en colère,

en vous ralentissant, il ne reste qu'un seul gémissement :

que la même culpabilité qui vous a offensé

vous a flatté pour le pardon.

Si une brebis a perdu, et qu'elle est déjà sacrifiée

une telle gloire et un plaisir si soudain

je vous ai donné, comme vous le dites dans l'histoire sainte,

Je suis, Seigneur, la brebis égarée,

prenez-la ; et ne veuillez pas, berger divin,

perdre dans tes moutons, ta gloire. »

### Prose

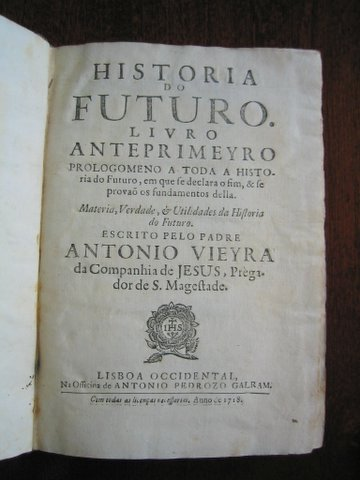
Page de titre de l'édition de 1718 de História do Futuro du père António Vieira.

En prose, le grand représentant est le père António Vieira, avec ses sermons, dont le Sermão da Primeira Dominga da Quaresma (Sermon de la première Dominga du Carême), où il a défendu les indigènes contre l'esclavage, en les comparant aux Hébreux asservis en Égypte, est remarquable. Sur le même ton se trouve le Sermão 14 do Rosário (Sermon 14 du Rosaire), qui condamne l'esclavage des Africains, le comparant au Calvaire du Christ. D'autres pièces importantes de son oratoire sont le Sermão de Santo António aos Peixes (pt) (Sermon de Saint Antoine aux poissons) ou le Sermão do Mandato (Sermon du mandat), mais le plus célèbre est peut-être le Sermão da Sexagésima (pt) (Sermon du soixantième), de 1655. Il y défend non seulement les Indiens, mais s'attaque aussi et surtout à ses bourreaux, les Dominicains, au moyen d'images évocatrices habilement enchaînées. Ses écrits étaient animés par le désir d'établir un empire portugais et catholique gouverné par le zèle civique et la justice, mais sa voix était interprétée comme une menace pour l'ordre établi, ce qui lui a valu des problèmes politiques et a attiré des soupçons d'hérésie. Il a également été l'auteur du premier récit utopique écrit en portugais, l’História do Futuro (Histoire du futur), où il a cherché à faire revivre le mythe du Quint-Empire, un empire chrétien et portugais dominant le monde. Son style se ressent dans ce fragment du Sermon du soixantième :

« Le blé qui a semé le prédicateur évangélique, dit le Christ qui est la parole de Dieu. Les épines, les pierres, le chemin et la bonne terre sur laquelle le blé est tombé sont les différents cœurs des hommes. Les épines sont les cœurs enchevêtrés de soins, de richesses, de délices ; et en elles la parole de Dieu est noyée. Les pierres sont les cœurs durs et obstinés ; et en elles la parole de Dieu est desséchée, et si elle naît, elle ne prend pas racine. Les chemins sont les cœurs agités et troublés par le passage et le trébuchement des choses du monde, les unes qui vont, les autres qui viennent, les unes qui se croisent, et toutes celles qui passent ; et en elles la parole de Dieu est foulée aux pieds, parce qu'elles la négligent ou la méprisent. Enfin, la bonne terre, ce sont les bons cœurs ou les hommes de bon cœur ; et en eux ils tiennent et portent du fruit la parole divine, avec une fécondité et une abondance telles que l'on en recueille cent pour cent : Et fructum fecit centuplum. »

D'autres noms dans la prose de l'époque sont des historiens ou des chroniqueurs, stimulés par le grand intérêt que l'exotisme du Brésil avait suscité chez les Européens, avides de merveilleuses nouvelles. Parmi eux, on peut citer Sebastião da Rocha Pita (pt), auteur de História da América Portuguesa (Histoire de l'Amérique portugaise), Nuno Marques Pereira (pt), dont le Compêndio Narrativo do Peregrino da América (Recueil narratif du pèlerin d'Amérique) est considéré comme l'un des premiers récits de nature littéraire au Brésil, sous la forme d'une allégorie moralisatrice,, et le frère Vicente do Salvador, auteur de Historia do Brazil (Histoire du Brésil), d'où provient cet extrait traitant de la Découverte du Brésil :

« La terre du Brésil, qui se trouve en Amérique, est l'une des quatre parties du monde, n'est pas découverte à dessein, et son but principal ; Mais par hasard, Pedro Alvares Cabral, sur ordre d'El Rey Dom Manoel en l'an mille cinq cents, se rendit en Inde par le capitaine Mor de douze Naus, loin de la côte de Guinée, qui était déjà découverte à l'Est, en trouva une autre à l'Ouest, dont on n'avait aucune nouvelle, puis, quelques jours plus tard, il se rendit sur la côte pour atteindre un port sûr, dont la terre voisine portait le même nom.
Là, le soi-disant Capitaine débarqua avec ses soldats armés, afin de faire la guerre ; car il envoya d'abord une bataille avec certains pour découvrir le terrain, et ils donneront des nouvelles de beaucoup de païens à venir ; mais il n'y avait pas besoin d'armes, parce que seulement en voyant des hommes vêtus, et des chaussures, et blancs, et barbus - dont ils manquaient de tout - ils les auront pour divin, et plus que des hommes, et ainsi les appeler Carahibas, ce qui signifie dans leurs belles affaires célestes, s'ils venaient paisiblement chez nous. »

## Arts du spectacle

### Musique
La musique est l'art dont la trajectoire pendant la période baroque au Brésil est la moins connue et l'une de celles qui ont laissé le moins de vestiges — presque tout a été perdu. Les œuvres notables de la production musicale indigène ne survivent qu'à partir de la fin du XVIIIe siècle, c'est-à-dire lorsque le baroque a déjà cédé la place à l'école néoclassique. Non pas qu'il n'y ait pas eu de vie musicale dans la colonie au cours des siècles précédents ; il y en a eu une, et elle était importante, mais les partitions ont été perdues : seulement près de 2 500 compositions connues, selon l'estimation du musicologue Régis Duprat (pt), datant pour la plupart de la fin de la période, mais les témoignages littéraires ne laissent aucun doute sur l'intense activité musicale brésilienne depuis le début du baroque, surtout dans le Nord-Est. À la fin du XVIIIe siècle, il y avait plus de musiciens actifs dans la colonie qu'au Portugal, ce qui témoigne de l'intensité de la pratique développée au Brésil,,.

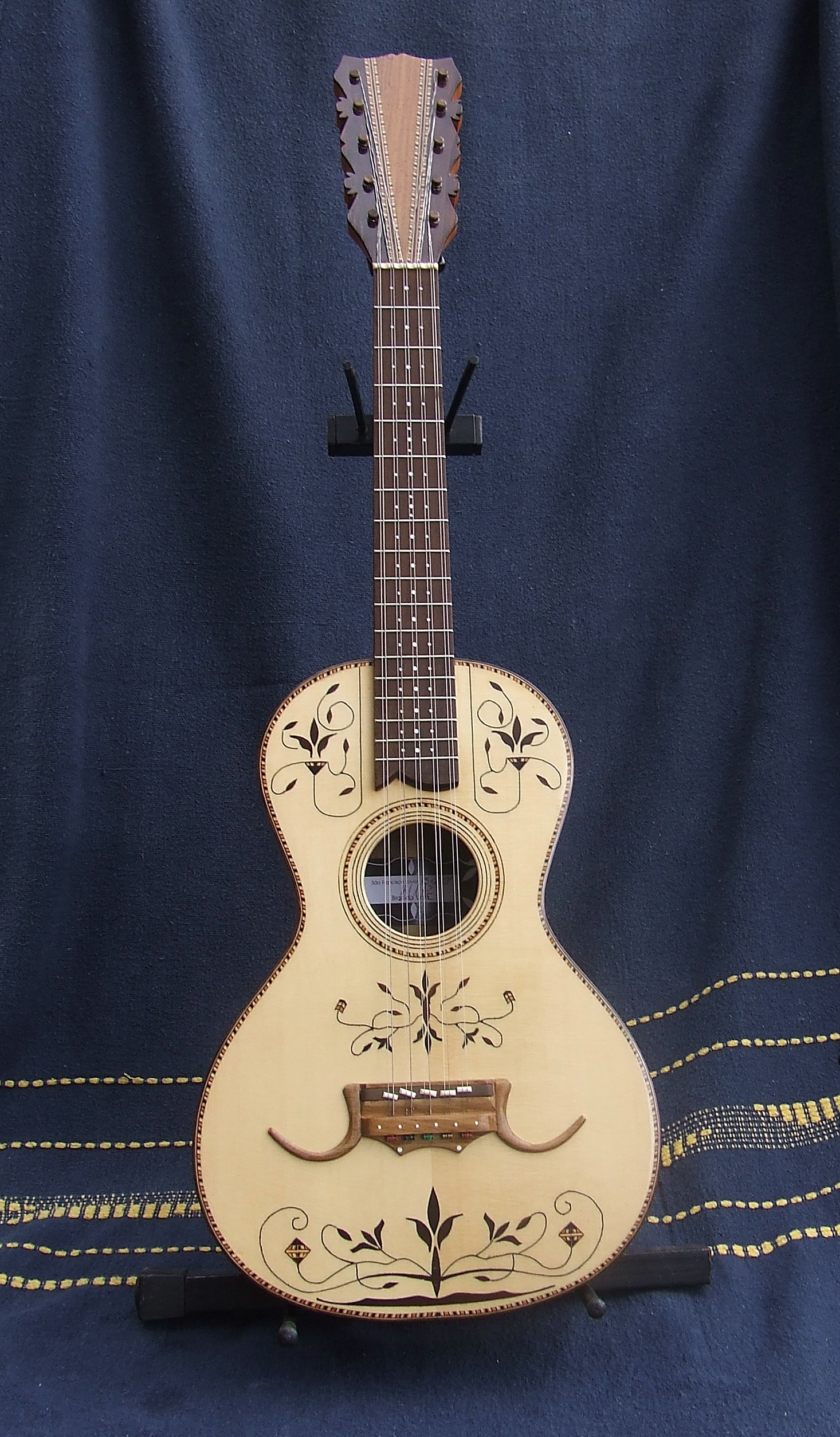
La viola caipira, avec un travail de marqueterie fine, de Braz da Viola.

Les premières activités musicales enregistrées dans le pays étaient liées à la catéchèse, en s'appuyant sur la participation active des Indiens. Dans certaines réductions du Sud, une riche vie musicale s'est même développée, mais en général la musique pratiquée par les missionnaires parmi les indigènes était assez simple, employant essentiellement des chants homophoniques, qui faisaient souvent partie de représentations théâtrales didactiques. Un peu plus tard, on introduit un instrument élémentaire composé essentiellement de flûtes et de viole caipira,. Avec la croissance de la colonie, de meilleures conditions matérielles permettent un enrichissement général : et des chœurs, des orchestres et des écoles voient le jour. C'est à cette époque que les Noirs et les Mulâtres ont pris beaucoup d'importance sur le plan musical, et qu'ils ont fini par prédominer parmi les musiciens coloniaux. Plusieurs rapports admiratifs de voyageurs font état d'orchestres noirs et mulâtres jouant avec perfection des pièces européennes érudites. Nombre d'entre eux, outre le fait de se produire, ont créé et parmi eux sont sortis certains des plus grands compositeurs de l'époque, bien que des traces de la culture originelle de leur ethnie ne soient nullement détectées dans leur production, toutes orientées vers les modèles européens,.
Comme l'Église reste le grand mécène des arts, il est naturel que les confréries musicales se multiplient et acquièrent une énorme importance dans la vie musicale de la colonie. Certains sont devenus très riches, gérant des orchestres complets et possédant des temples luxueusement décorés. Bien que les confréries se soient organisées spontanément, la pratique musicale qu'elles ont développée est née de commandes, et a toujours été sous la tutelle de l'Église, qui a attribué à chacune la responsabilité de la musicalisation de fêtes et cérémonies spécifiques, par l'embauche de son maître principal pour l'exécution de la musique tout au long d'une année. Cette forme de contrat s'appelait estanco, et équivalait à un monopole. À la fin du XVIIIe siècle, les enchères ont été introduites pour les contrats. Les formes de musique sacrée cultivées au Brésil étaient équivalentes à celles d'Europe : messes, litanies, motets, psaumes, répons, hymnes, entre autres, et avaient, comme les autres arts baroques, un caractère fonctionnel : elles visaient à stimuler la dévotion des fidèles, et constituaient un élément catalyseur et évocateur important dans un culte ritualisé et spectaculaire, se déroulant dans le cadre somptueux des églises ou dans les festivités colorées et animées en plein air.

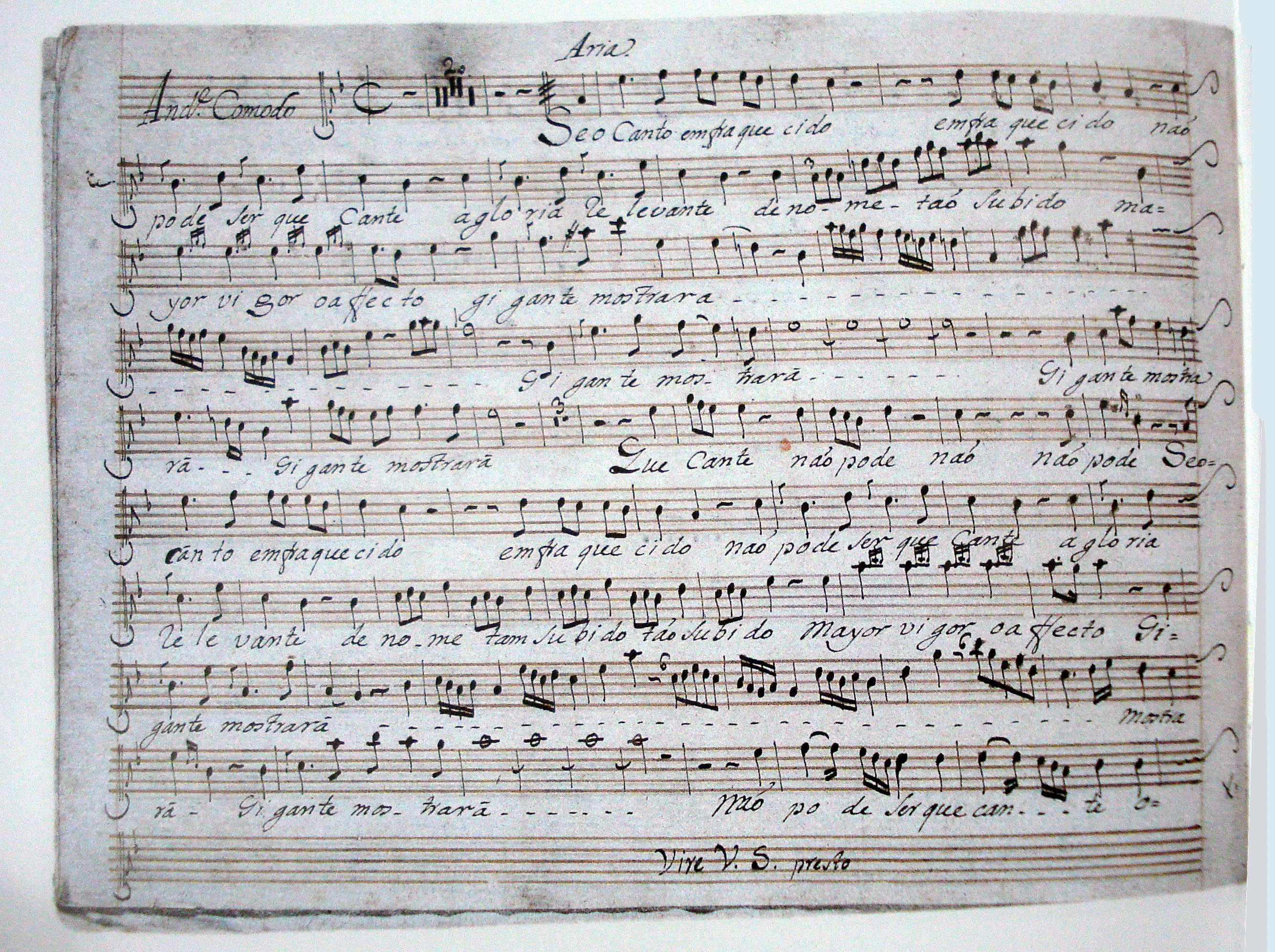
Première page de la partie vocale de l'aria de la cantate académique Heroe, egregio, douto, peregrino (1759).

Cependant, la musique profane a également connu un épanouissement riche et sophistiqué. En plus d'être présents dans de nombreuses situations domestiques, lors de festivités civiques, de cérémonies officielles, se mêlant à la musique populaire, les rapports mentionnent également la mise en scène d'opéras complets à Bahia et à Pernambuco dès la fin du XVIIe siècle, ainsi qu'au siècle suivant dans les théâtres de Rio (1767) et de São Paulo (1770), avec un répertoire essentiellement italien. On peut citer le Portugais António Teixeira, qui a mis en musique les satires d'António José da Silva, le Judeo (Juif), de grande diffusion et de succès, bien qu'écrites au Portugal,,. La plus ancienne partition vocale profane écrite au Brésil en portugais qui ait duré est Heroe, egregio, douto, peregrino ou Cantate Acadêmica, en fait un couple récitatif + aria d'un compositeur anonyme, qui en 1759 salua en musique élégante et expressive le dignitaire portugais José Mascarenhas (pt) et déplora les épreuves qu'il avait traversées dans ce pays. Sa paternité est parfois attribuée à Caetano de Melo de Jesus (pt), maître de chapelle à la Sé de Salvador,.

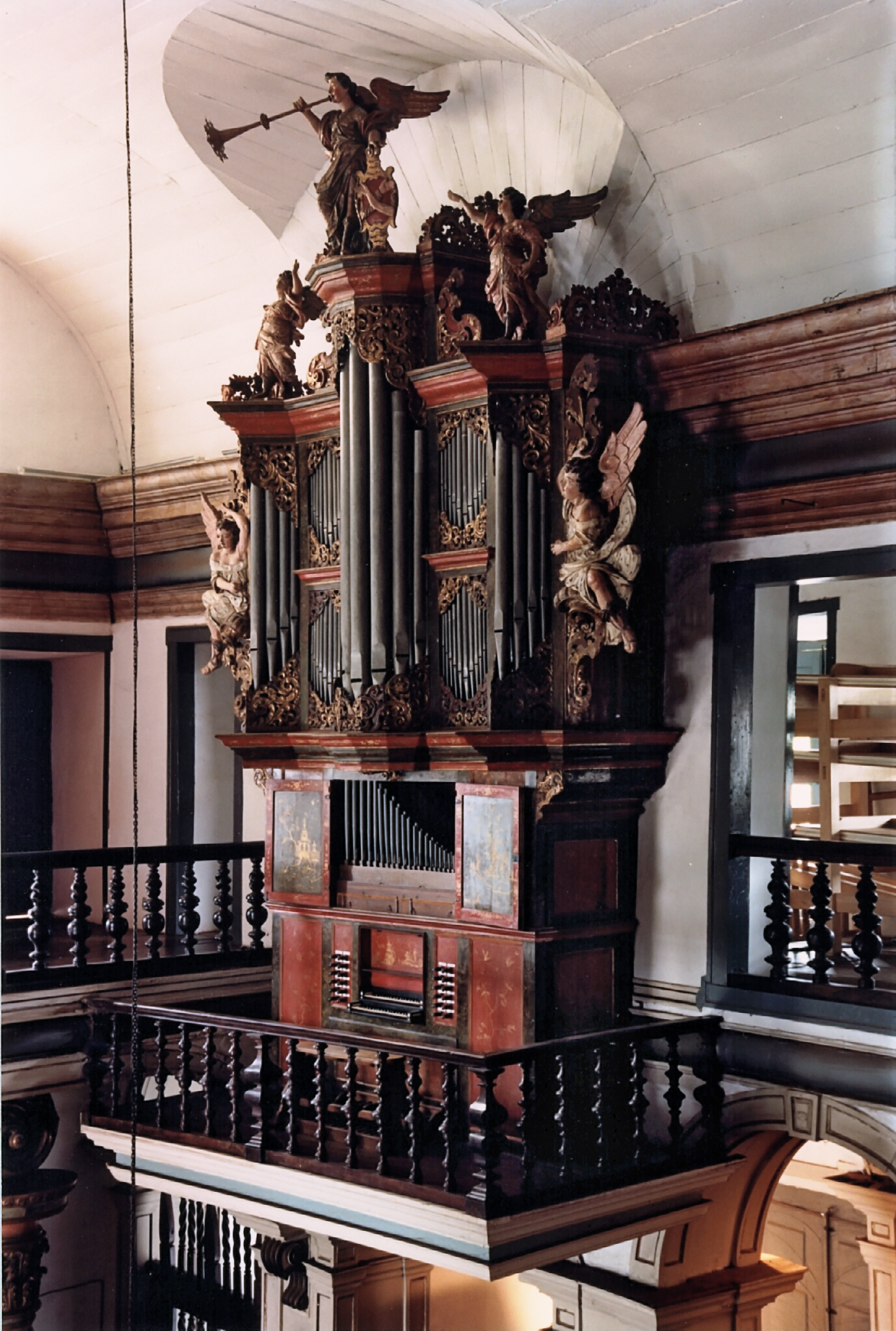
L'orgue de la cathédrale de Mariana, probablement construit par Johann Heinrich Hulenkampf à Lisbonne en 1723 et transféré au Brésil en 1753.

Il convient d'inclure la citation de certains autres noms importants. À São Luís, depuis 1629, on note la présence de Manuel da Motta Botelho comme maître de chapelle. Le frère Mauro das Chagas a travaillé un peu plus tôt à Salvador, et après lui sont venus José de Jesus Maria São Paio, le frère Félix, Manuel de Jesus Maria (pt), Eusébio de Matos (pt) et plusieurs autres, notamment João de Lima, premier théoricien musical du Nord-Est, polyphoniste, multi-instrumentiste et maître de chapelle de la Sé de Salvador entre 1680 et 1690, et assumant plus tard celle d'Olinda. L'une des principales figures de l'apogée musicale de Salvador est le frère Agostinho de Santa Mônica, très célèbre de son vivant, auteur de plus de 40 messes, certaines en style polychoral, et d'autres compositions,. Caetano de Melo de Jesus, déjà mentionné, était un autre grand personnage de la musique de la capitale bahianaise, auteur d'une Escola de Canto de Órgão (École de chant d'orgue, « chant d'orgue » étant compris comme chant polyphonique), en deux volumes, qui, bien que jamais publié, est aujourd'hui considéré comme l'un des plus remarquables traités de théorie de la musique écrits en langue portugaise de son temps. Il se distingue par son extension, sa couverture encyclopédique et son érudition « dans les différents domaines de la connaissance, qui, à partir de la base pédagogique du trivium et du quadrivium, embrasse virtuellement les connaissances philosophiques et humanistes disponibles à l'époque pour un maître de chapelle de cathédrale consommé », comme l'a déclaré la chercheuse Mariana de Freitas.
Les autres grands centres de l'époque, Recife, Belém et São Paulo, n'ont pu maintenir une activité constante qu'à partir du XVIIIe siècle. Malgré son retard relatif, la qualité de sa vie musicale atteint un niveau qui intéresse même les spécialistes du Portugal. Plusieurs de ses musiciens ont été mentionnés dans le Dicionário de Músicos Portugueses de José Mazza, parmi lesquels José Costinha, Luís de Jesus, José da Cruz (pt), Manoel da Cunha, Inácio Ribeiro Noia et Luís Álvares Pinto (pt). De nombreux historiens classent Amor mal correspondido, produit à Recife en 1780 par Luís Álvares Pinto, comme le premier drame monté publiquement au Brésil par un auteur indigène ; et bien que la pièce n'ait pas été destinée à être chantée (il y a cependant un chœur figuré par la musique), elle a une intrigue similaire au meilleur opéra sérieux de l'époque,,.
La production des membres de l'École des mines, active à partir du milieu du XVIIIe siècle, est beaucoup mieux documentée, mais elle ne peut plus être classée comme baroque, comme elle l'a longtemps été, car soit elle intègre déjà de nombreux traits néoclassiques, soit elle est entièrement classiciste. Parmi les compositeurs qui conservent un peu plus clairement les solutions formelles, les techniques et les sonorités du baroque, on trouve Lobo de Mesquita (pt), peut-être le plus grand de tous les mineurs et à qui l'on attribue la paternité d'environ trois cents œuvres, dont quarante ont survécu. L’Antífona de Nossa Senhora, le Tractus para o Sábado Santo et la Missa em si bemol, ainsi que plusieurs autres, sont bien connus. Il faut également citer Inácio Parreira Neves, Manoel Dias de Oliveira (pt) et Francisco Gomes da Rocha (pt), ce dernier étant l'auteur de deux cents pièces dont la très estimée Novena de Nossa Senhora do Pilar. Dans le même groupe esthétique, bien que non géographique, se trouvent André da Silva Gomes (pt), compositeur prolifique, auteur d'un Arte Explicada do Contraponto, et maître de chapelle de Sé de São Paulo, dont on connaît d'autres œuvres, et Damião Barbosa Araújo, de Bahia, dont il reste une collection appréciable de compositions.
Extrait musical
Surrexit Dominus Vere
Motet de la procession de la Résurrection (version instrumentale), par Manoel Dias de Oliveira Modèle:(n. d.).
Cette collection de musique coloniale, jusque récemment mal connue et sous-estimée, longtemps oubliée dans les archives paroissiales et les obscures collections privées, a reçu l'attention des musicologues et des interprètes depuis le travail de pionnier du musicologue germano-uruguayen Curt Lange (pt) au milieu du XXe siècle. Aujourd'hui, elle est relativement présente dans les concerts au Brésil et à l'étranger, et possède déjà une bonne discographie de groupes de musique de reconstruction historique. Les recherches récentes continuent d'enrichir les connaissances modernes dans un domaine où il y a encore beaucoup à sauver et à comprendre,,.

### Théâtre et festivités
Les premières manifestations théâtrales importantes au Brésil se produisent lors de la transition du maniérisme au baroque, en tant qu'instrument dans le travail de catéchèse des païens. Telles sont les pièces de José de Anchieta, le premier et le plus grand dramaturge du XVIe siècle au Brésil. Sa production s'inscrit dans la conception jésuite de la catéchèse scénique, systématisée par le père Francisco Lang (d) dans sa Dissertatio de actione scenica (1727). Pour formuler ses préceptes, Lang s'est basé sur la tradition théâtrale italienne, sur les anciens autos sacramentales de mystères médiévaux et sur les prescriptions des Exercices spirituels d'Ignace de Loyola, qui prévoyait la « composition du lieu » pour une meilleure efficacité de la méditation spirituelle. Dans le cas d'Anchieta, le théâtre de Gil Vicente était une autre référence importante,.

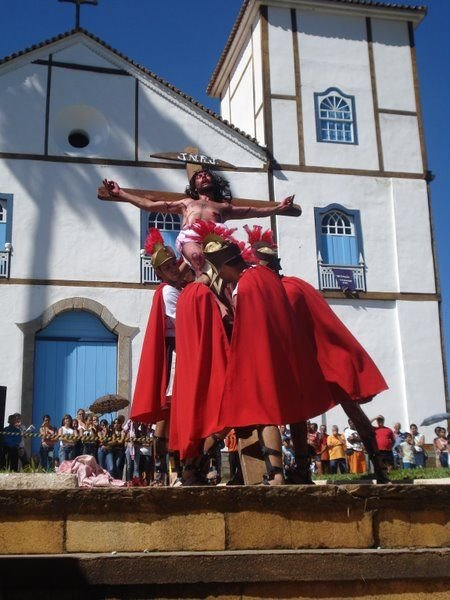
Représentation scénique moderne de la Via Crucis devant la Église mère de Nossa Senhora do Rosário, sur le modèle de l'ancienne pratique théâtrale baroque en plein air.

Les intrigues étaient en général tirées de la Bible et de l'hagiographie catholique, et l'histoire de la Passion du Christ le long de la Via Crucis était parmi les plus importantes. Les pièces d'Anchieta montrent déjà l'une des caractéristiques du théâtre religieux baroque qui subsistera tout au long des siècles suivants, le syncrétisme, avec des personnages issus de diverses périodes historiques et mêlés à des figures légendaires. Dans l’Auto de São Lourenço (pt), par exemple, apparaissent ensemble les empereurs romains Dèce et Valérien, des anges, les saints Sebastião et Laurent, une vieille femme, des enfants et des démons indigènes, et dans ce mélange, il est clair, comme l'a dit Karnal, que le but est de « relativiser le temps et l'espace en fonction du référentiel divin, qui est éternel et absolu. Devant Dieu, toutes les choses sont concomitantes et, malgré l'existence d'une histoire du salut, les vraies valeurs ne sont pas historiques ou linéaires ». Au XVIIe siècle, la forme du théâtre sacré se développe, les décors et les accessoires scéniques s'enrichissent, et le public cible n'est plus principalement l'Indien, mais l'ensemble de la population.
Au début, il n'y avait pas de théâtres, et le lieu de ces représentations était généralement en plein air, sur les places devant les églises, ou le long des processions, à l'aide de décors mobiles installés sur des chars qui les accompagnaient. Les processions comptaient notamment sur une participation populaire animée, dans un mouvement intégré entre acteurs et public. Souvent marionnettes ou images sacrées d'un genre particulier, les icônes de procession (pt), vêtues de costumes en tissu et dotées de membres articulés et mobiles, étaient manipulées de manière à interagir avec l'action qui se déroulait, où elles jouaient un rôle évocateur fondamental. C'est en ces occasions, comme l'a exprimé Sevcenko, que le baroque a révélé toute sa force agglutinante, son énergie extravagante et la puissance de son enchantement :

« Ensuite, toute la ville bouge. Les images défilent solennellement, reflétant les couleurs de leurs peintures, vernis, pierres et tissus luxueux, parmi les masses de bougies et les rouleaux de la brume parfumée exhalée par les turíbulos. La foule prend forme, organisée dans la hiérarchie de ses fonctions, de son éclat et de son statut social. Devant, les représentants du Roi et de l'Eglise avec leurs insignes et leurs costumes de gala, suivis par les militaires en armure, les confréries et les confréries avec leurs icônes et leurs bannières, et les esclaves regroupés sous l'effigie de la Sainte Miséricorde. Tous dans la même cadence, marqués par des chœurs polyphoniques et les cris de la foi, des cris, des acclamations, des larmes et des confessions spontanées de péchés et de vices inimaginables. [...]
La nuit, des mises en scène théâtrales, des récitations, des chants, des danses et des mascarades avaient lieu. Les chorégraphies formelles des menuets et des contradanças dans les salons se sont étendues aux mouriscas et aux lundus des vérandas et de là aux congos, aux batuques et aux cucumbis des cours et des chantiers. Les danses nocturnes étaient chargées de dissoudre les ségrégations hiérarchiques rigides longtemps ritualisées pendant la journée, en remettant les cartes au hasard des destins individuels. Dans le vertige des tourbillons et des grondements, chacun incarne l'axe autour duquel tourne le monde, se lançant dans les imprévus guidé seulement par la vérité profonde de la fantaisie. »

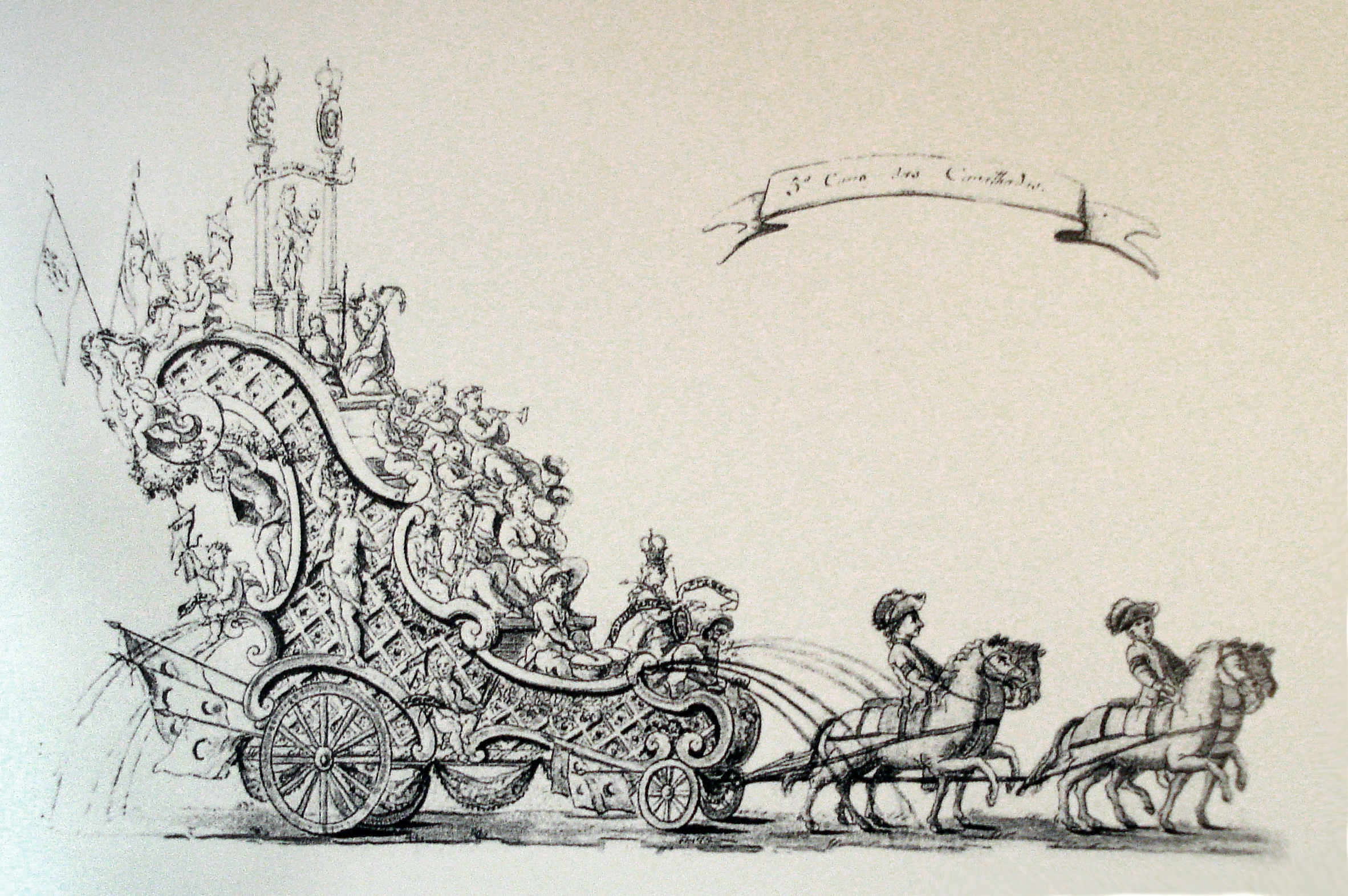
Antônio Francisco Soares, Charriot allégorique construit à Rio en 1786 pour les festivités locales commémoratives du mariage des Infants de Portugal.

En plus des représentations sacrées organisées par l'Église et les confréries, le théâtre était présent sur la scène officielle sous forme d'éloges aux autorités civiles et militaires et autres mises en scène cérémonielles, généralement avec des textes rhétoriques mêlés à des allégories classiques et des références bibliques. Mais le théâtre profane se présente aussi comme un divertissement spontané, que ce soit dans des espaces publics ou privés, où les marionnettes sont fréquemment utilisées et où l'improvisation est monnaie courante. Salvador a été la première scène de ce théâtre populaire ; bientôt d'autres centres ont également marqué son apparition, avec l'utilisation fréquente du portugais mélangé à l'espagnol et aux langues vernaculaires et indigènes. Bien que ce théâtre populaire excelle dans la spontanéité et ait un caractère éminemment folklorique, il utilise souvent des textes tout faits de Lisbonne, puisque la presse est interdite au Brésil. Ces textes, traduits et édités de façon obscure et amateur au Portugal, étaient généralement des adaptations très mal faites d'œuvres érudites célèbres, et étaient vendus à bas prix, comme la littérature de cordel. Comme elles étaient déjà adultérées et popularisées, elles se prêtaient à de nombreuses autres adaptations et improvisations selon les possibilités de chaque occasion,.
Le théâtre profane érudit ne commencera à s'épanouir qu'avec la stabilisation et l'enrichissement de la colonie, l'uniformisation de la norme linguistique et l'avancée de la colonisation vers l'intérieur. Dans cette phase, à partir du milieu du XVIIIe siècle, la construction de plusieurs salles de spectacle a commencé le long de la côte et dans certains centres de l'intérieur des terres, comme Ouro Preto et Mariana. Ils servaient principalement à la représentation de pièces musicales, d'opéras, de mélodrames et de comédies. Dans le même temps, le désir de professionnaliser le théâtre brésilien, jusqu'alors amateur et populaire, s'est fait jour, avec pour résultat que les théâtres itinérants ont cédé la place à la salle fixe. Le répertoire est encore essentiellement importé d'Europe, avec des œuvres de Molière, Goldoni, Corneille, Voltaire, mais quelques œuvres nationales apparaissent et les satires musicales d'António José da Silva, O Judeu (Le Juif), gagnent une énorme popularité. Malgré le grande succès du théâtre dans le Brésil baroque, les acteurs, parmi lesquels se trouvaient de nombreux mulâtres, étaient placés dans les classes inférieures de la société,.

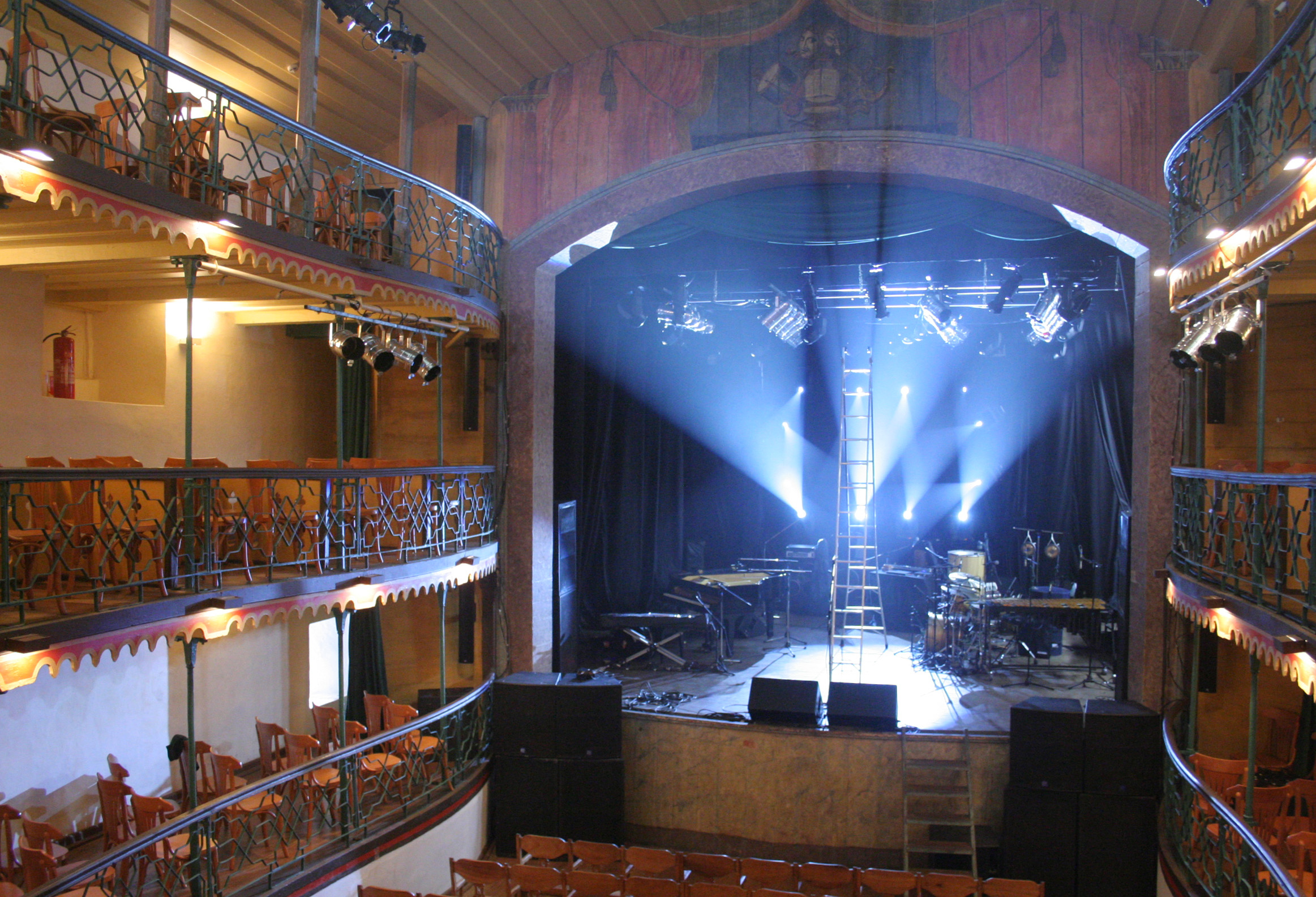
Le, qui date de 1770, est le plus ancien théâtre du continent américain.

Parmi les théâtres baroques du Brésil, le plus ancien encore debout est le théâtre municipal d'Ouro Preto (pt), datant de 1770, qui est également le plus ancien des Amériques encore en activité. À Sabará, un autre exemple (pt) important a survécu, le deuxième plus ancien encore en activité au Brésil. À Rio, il existe des archives de théâtres plus anciens, comme la Casa de Ópera do Padre Boaventura, probablement construite en 1747, qui n'a pas survécu. Pourtant, les témoignages décrivent la richesse de ses décors et de ses costumes, l'utilisation de marionnettes, et sa machinerie scénique complexe, un équipement essentiel pour créer les effets spéciaux si appréciés dans la mise en scène baroque. Le père Bonaventure lui-même dirigeait les spectacles. Un autre théâtre a été construit à Rio vers 1755, le Teatro de Manoel Luiz ; on y note l'activité d'un des premiers scénographes professionnels du Brésil, Francisco Muzzi, et un répertoire avec des pièces de Molière, Goldoni, Metastasio, Maffei, Alvarenga Peixoto et surtout les pièces du Juif. Elle a fonctionné jusqu'à l'arrivée de la famille royale portugaise au Brésil.
On considère que l'héritage scénique du baroque perdure jusqu'à nos jours dans des expressions populaires syncrétiques de longue et riche tradition qui survivent dans diverses régions du pays, telles que les litanies, les congados, les Folias de Reis (pt), et est même visible dans le carnaval moderne, une fête associée au calendrier religieux et l'une des expressions populaires contemporaines qui actualisent la scénographie luxuriante de l'apogée du théâtre et des festivals baroques,.

## Historiographie
Les spécificités de la culture baroque brésilienne, définissant des modèles non seulement dans les arts mais dans toute la vie sociale, ont été reconnues pour la première fois à travers l'activité de certaines des premières académies nationales, fondées à Bahia au XVIIIe siècle, comme celle des Oubliés (pt) et celle des Renaissants (pt), qui articulait un discours transfigurant la réalité locale, présentant le pays comme « le déploiement d'un prodige de gloire dans les trois royaumes de la nature, avec la consécration de l'homme qui avait catéchisé les indigènes, chassé les hérétiques et reçu la récompense du sucre, de l'or et d'autres richesses », comme le décrit Antonio Candido. Cependant, à partir de la fin du XVIIIe siècle, avec l'introduction des idées des Lumières, cette tradition a commencé à perdre de sa force, étant remplacée par l'esthétique néoclassique. Lorsque la cour portugaise est arrivée à Rio de Janeiro, elle est rapidement devenue le « style officiel » du royaume, un changement renforcé par la présence de la Mission artistique française. Depuis lors, d'autres écoles artistiques ont suivi, faisant oublier progressivement l'art du passé et détruisant ou réformant de nombreuses églises et autres monuments baroques selon les nouvelles modes en vigueur,. Un autre facteur de discrédit du baroque a été son association avec la longue domination portugaise, à un moment où, après avoir proclamé son indépendance, le nouvel empire a cherché à s'affirmer comme une nation autonome et progressiste.

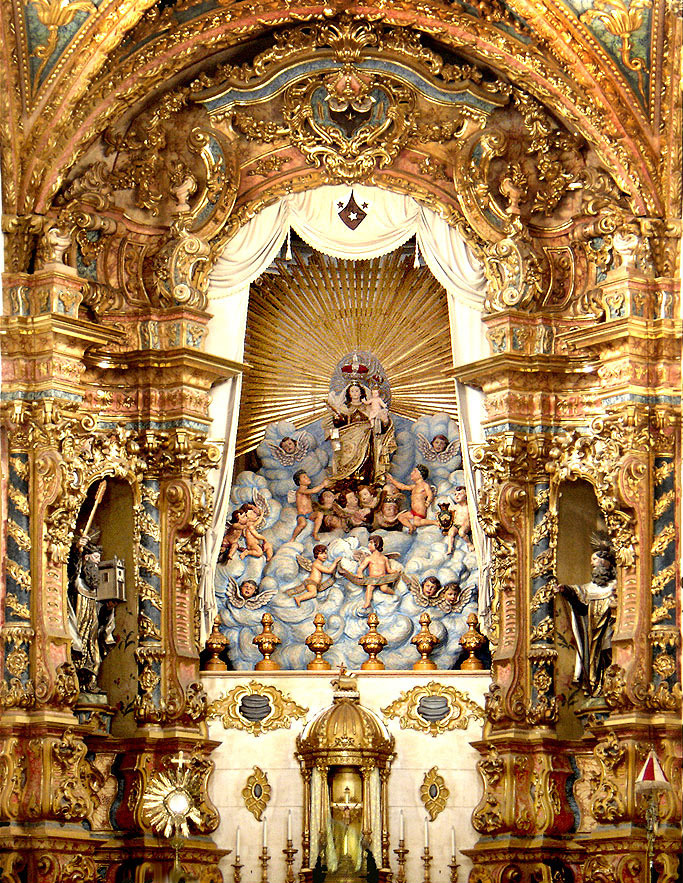
Détail du retable monumental de la basilique et convent de Notre-Dame-des-Carmes.

Bien que certains voyageurs étrangers du XIXe siècle comme Auguste de Saint-Hilaire et Richard Burton aient admiré les œuvres d'Aleijadinho, tout au long de ce siècle, l'opinion générale sur le style était celle du mépris, ce qui n'a pas empêché de nombreux artistes populaires, dont certains avec des œuvres de grande qualité, de continuer à pratiquer le baroque jusqu'à nos jours, surtout dans les régions de province,,. Une voix d'exception parmi les cercles illustrés du XIXe siècle est celle d'Manuel de Araújo Porto-Alegre qui fait l'éloge des artistes coloniaux de l'école Fluminense, les considérant comme dignes d'une place honorable dans l'histoire de l'art brésilien, mais la manifestation de Gonzaga Duque, l'un des critiques les plus influents de la fin du XIXe siècle, est typique :

« L'église des Jésuites est une preuve flagrante du mauvais goût et du manque d'intelligence qui ont présidé à la formation de leurs œuvres. Les monastères et les couvents ont été construits pendant la domination du style baroque, cette brutalité inventée par les fondateurs de l'Inquisition. La colonie n'avait ni palais ni temples somptueux. Tout était timidement de cette nature. »

Après de timides essais au début du XXe siècle, un sauvetage conséquent de ce patrimoine n'a commencé à avoir lieu qu'au début des années 1920, lorsque Mário de Andrade a mené les premières études sur l'architecture religieuse du Minas Gerais. Son article Arte Religiosa em Minas Gerais, publié dans la Revista do Brasil en 1920, est considéré comme un point de repère, identifiant déjà certaines spécificités de la version brésilienne du baroque et rejetant l'association de l'exotique et du pittoresque avec le légitimement natif. Quelques années plus tard, il étudie l'œuvre d'Aleijadinho, en soulignant également les aspects sociaux de la contribution des Noirs et des mulâtres à la construction d'un art qu'il qualifie de « véritablement national », ; à cette époque, le concept de baroque est mal délimité et fait l'objet de nombreux préjugés, même en Europe, et les contradictions et les inexactitudes sont visibles dans les textes d'Andrade et d'autres auteurs qui ont traité de ce thème à peu près à la même époque, comme Manuel Bandeira et Carlos Drummond de Andrade.

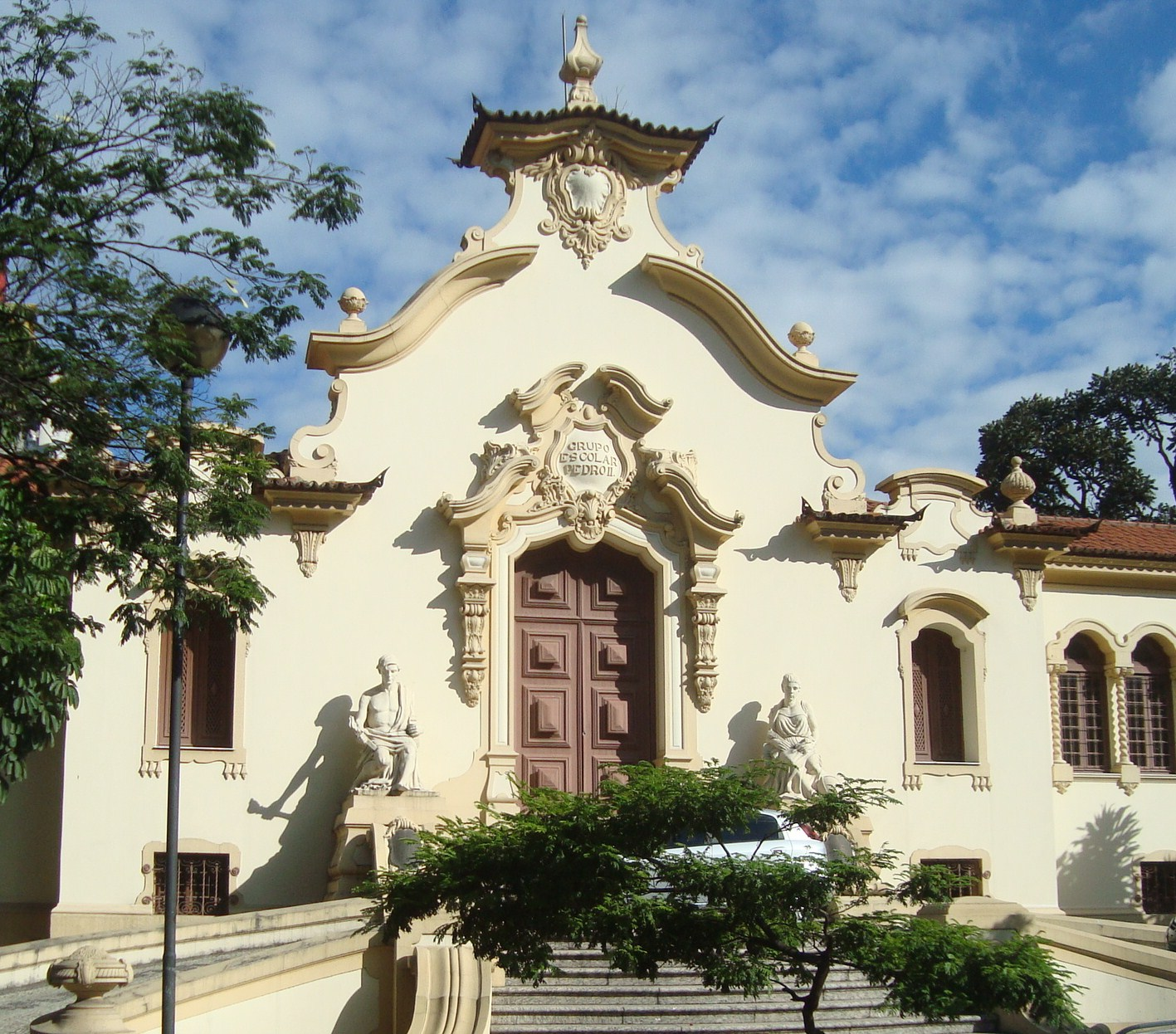
École publique Dom Pedro II, à Belo Horizonte, dans le style néocolonial.

À cette même époque, alors que d'autres intellectuels et fonctionnaires cherchaient à identifier les racines les plus « authentiques » de la culture brésilienne, programme qui a suscité un regain d'intérêt pour l'héritage baroque, une vogue dite coloniale (pt) est apparue dans l'architecture consacré à la restauration d'une architecture supposée plus sensée pour le Brésil et à la lutte contre les tendances d'internationalisation qui prédominaient à ce moment historique — comme l'éclectisme et l'art nouveau — selon un canon esthétique qui visait, selon les mots de Carlos Kessel, « la régénération de l'esprit de la nation, d'une société considérée comme en voie de décomposition ». Consacré dans les pavillons construits pour l'Exposition internationale du centenaire de l'Indépendance (pt), qui s'est tenue à Rio en 1922 sous les auspices du gouvernement fédéral, le néocolonial a connu son apogée dans les années 1930, devenant une sorte de symbole de la nationalité exprimé dans l'architecture et le style préféré dans de nombreux concours pour les bâtiments publics, les écoles et les églises dans plusieurs États. Pendant un certain temps, c'était le style obligatoire pour la construction des écoles publiques de la ville de Rio,,.
Une autre branche du même mouvement d'intérêt pour le passé artistique du Brésil a conduit un groupe d'universitaires associés au gouvernement fédéral, qui s'est engagé à mettre en œuvre une politique culturelle pour le Brésil, à créer en 1937 le Serviço do Patrimônio Histórico e Artístico Nacional (SPAHN, « Service du Patrimoine historique et artistique national »), prédécesseur de l'Institut national du patrimoine artistique et historique (IPHAN). Le chef du groupe, puis directeur de l'orphelin, Rodrigo Melo Franco, a cherché à délimiter le modernisme brésilien dans la littérature, les arts et la politique, notamment en récupérant le passé colonial : « Contre le passé récent, un saut en arrière, vers le passé plus « vrai », où l'on pourrait découvrir et même inventer une modernité « avant la lettre » ». Au cours de ses premières décennies d'existence, les activités du SPHAN se sont concentrées sur l'identification et la conservation d'une riche collection d'édifices religieux (529 objets protégés au cours des 30 premières années de l'agence), sur la compréhension de l'importance de l'héritage artistique du XVIIIe siècle et, en son sein, du phénomène baroque du Minas Gerais comme élément central. À cette époque, l'attention accordée aux monuments coloniaux a presque complètement supplanté celle accordée aux monuments de l'Empire et de la Première République. En plus de ces activités, l'orphelin a commencé à publier la revue Estudos Brasileiros et la Revista do Serviço do Patrimônio Histórico e Artístico Nacional, où le langage et la méthodologie impressionnistes des critiques des années précédentes ont fait place à des approches plus scientifiques. Dès lors, la question du baroque brésilien est devenue une présence régulière dans les débats universitaires du pays et a attiré l'attention des étrangers,,.

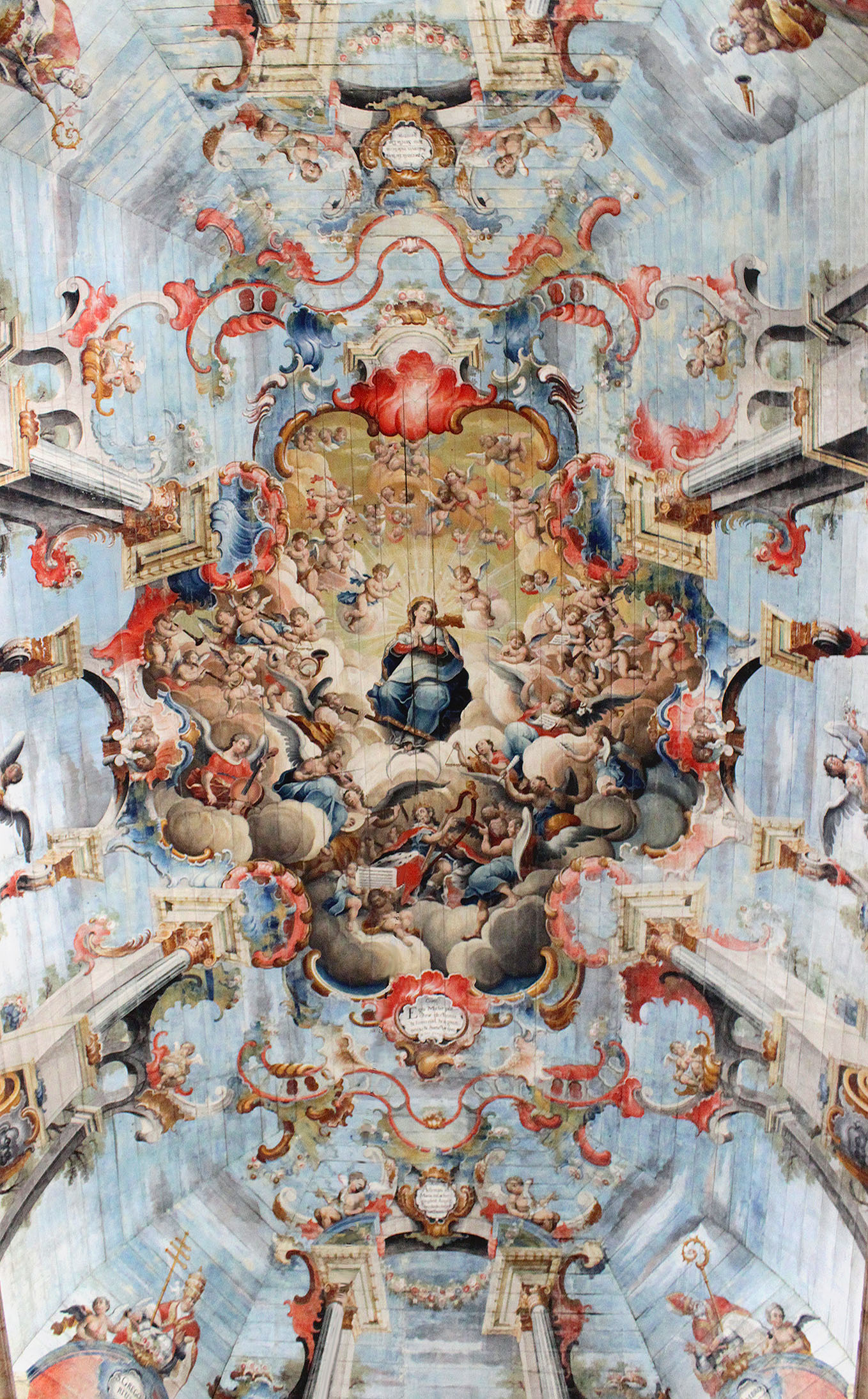
Mestre Ataíde, Notre-Dame entourée d'anges musiciens, sur le plafond de l'Église Saint-François-d'Assise d'Ouro Preto.

Le premier fut l'Américain Robert Chester Smith (pt), qui publia des articles à partir de 1939 et dont nous parlerons plus loin. Peu après, dans les années 1940, les études furent considérablement approfondies avec la contribution de deux autres théoriciens, l'Allemande Hannah Levy (pt) et le Français Roger Bastide. Levy, versée dans le baroque européen, a publié en 1941 dans la Revista do Sphan l'article « A propósito de três teorias sobre o Barroco » (« À propos de trois théories sur le Baroque »), qui est devenu une référence pour tous les chercheurs pour systématiser l'état de la discussion théorique au niveau international, comparer les travaux de Heinrich Wölfflin, Max Dvořák et Leo Ballet, qui représentaient les trois principaux courants d'étude de l'époque, et appliquer cette synthèse au cas brésilien. En même temps, Bastide s'est rendu à l'intérieur des terres pour rechercher des sources documentaires dans des archives anciennes et faire des enregistrements photographiques. Grâce à sa connaissance préalable du baroque européen et à d'autres données de ce type, il a pu établir une base sociologique pour le baroque national, défaire le lien traditionnel entre l'apogée économique du cycle de l'or et l'apogée artistique de Minas Gerais, distinguer les écoles régionales du Nord-Est et de Minas, et retracer leurs corrélations avec le modèle européen, et offrir des parallèles entre le baroque et la production moderne. Les cours qu'il a donnés à l'université de São Paulo ont attiré plusieurs étudiants qui sont devenus plus tard des chercheurs de renom, comme Antonio Candido, Lourival Gomes Machado (d), Décio de Almeida Prado (pt) et Gilda de Melo e Sousa (pt), qui ont reconnu que la contribution de Bastide les aidait à concentrer leurs propres études sur la réalité brésilienne, tout en les initiant à une méthodologie intellectuelle actualisée. En 1949, Lourival Machado profite de la base laissée par Mario, Lévy et Bastide pour ses onze articles publiés dans le journal O Estado de S. Paulo, qui constituent la première analyse des relations politiques et sociales de l'art colonial avec l'absolutisme portugais, et établissent également la légitimité de la présentation du baroque du Minas Gerais comme un exemple représentatif du baroque brésilien.
Selon Gomes Júnior, l'œuvre de Lourival Machado a été un autre tournant, et à partir de lui le baroque national a cessé d'être le sujet d'articles pour occuper des livres entiers. Il a écrit, avec Afrânio Coutinho (pt) et Otto Maria Carpeaux, dans les années 1940-1950, plusieurs ouvrages sur les aspects généraux et particuliers du baroque. Bastide a apporté une autre contribution importante en 1965 avec son livre Classique, Barroque et Rococo, publié en France, où il présente le baroque brésilien comme l'un des plus grands monuments du baroque international et Aleijadinho comme sa principale expression. Il faut également saluer le travail de Germain Bazin, conservateur en chef du Musée du Louvre, qui a apporté une contribution substantielle à deux livres devenus références : A Arquitetura Religiosa Barroca no Brasil (1956-1958) et O Aleijadinho e a Escultura Barroca no Brasil (1963), écrits dans la ligne interprétative officielle, étant également un collaborateur de Franco de Andrade, le fondateur d'Iphan. Beaucoup moins connus au Brésil, deux autres étrangers ont apporté une contribution importante à l'étude de l'art colonial brésilien et à sa reconnaissance à l'étranger : Robert Chester Smith, déjà cité, et John Bury. Le premier a été l'auteur le plus prolifique sur ce sujet. Il a visité le Brésil en 1937, où l'art colonial a fortement capté son intérêt, ce qui a donné lieu à des dizaines d'articles et à une importante collection de photographies de monuments nationaux, ainsi qu'au sauvetage de nombreux documents historiques,. Le second a également beaucoup écrit, mais sa production est encore moins connue des Brésiliens,. Néanmoins, Iphan, dans une édition récente, a reconnu qu'ils ont laissé des essais précieux et se consacre à leur réédition. D'importantes recherches ont également été menées par Angulo Iñiguez, Maurice Pianzola, João Miguel dos Santos Simões et Mario Buschiazzo. Le corpus de recherches de tous ces étrangers a défini une grande partie de ce qui a été compris comme le baroque brésilien,.

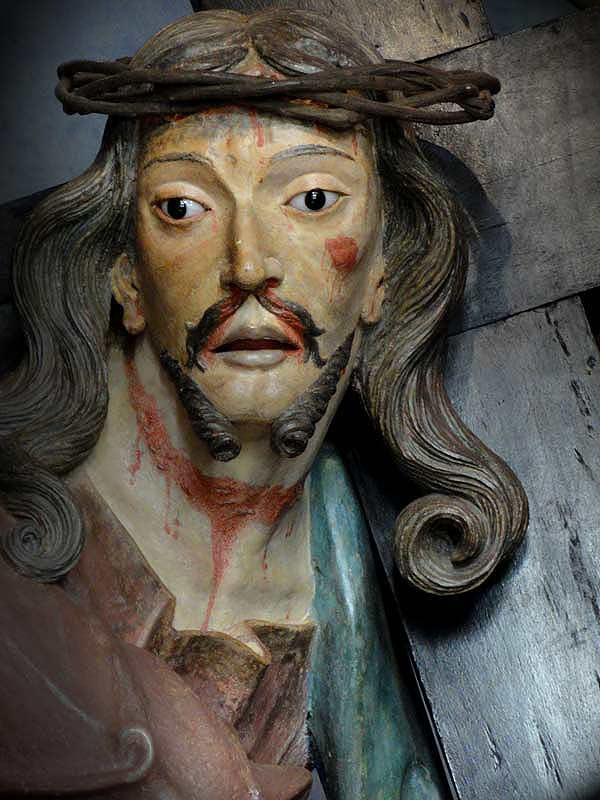
Aleijadinho, Cristo carregando a cruz, Sanctuaire de Bom Jesus de Matosinhos.

Le résultat de ces efforts est qu'au cours des années 1960-70, le baroque brésilien est devenu un sujet de grand intérêt pour les chercheurs nationaux et a été reconnu au-delà des frontières. Parmi les autres chercheurs éminents de cette époque, on peut citer Clarival do Prado Valladares (pt), Marieta Alves (pt), Carlos Ott (pt), Augusto Carlos da Silva Teles (pt), Mário Baratta (pt), Sylvio de Vasconcellos (pt), Eduardo Etzel (d) et Luís Saia (pt). Plus que de se répandre parmi les érudits, le baroque est tombé dans les mains des décorateurs d'intérieur, qui ont rempli les résidences d'objets historiques ou néo-baroques. Cet intérêt a même provoqué la perplexité d'Affonso Ávila (pt), qui écrivait en 1969 et se demandait pourquoi il y avait tant de curiosité et de passion pour le sujet à cette époque.
Depuis lors, le baroque brésilien est devenu un sujet du domaine public, faisant l'objet de travaux dans les écoles et de nombreux projets universitaires et communautaires et bénéficiant d'une large couverture médiatique,,,,,. Malgré toute cette activité, selon André Lemoine Neves, « la quantité de travail développée dans ce domaine est encore loin de la qualité des œuvres et de l'effort entrepris par ceux qui se sont aventurés dans ce domaine » et ajoute : « Il faut considérer que la grande majorité des travaux sur le sujet sont rattachés au « baroque minier », ce qui génère d'importantes lacunes dans l'étude de l'émergence et du développement du style dans d'autres régions du pays, conduisant à une vision partielle et trop restreinte d'un style, lui-même plongé dans la pluralité et les contradictions. ».
Les critiques plus récents ne travaillent plus sur la base d'une apologie quasi inconditionnelle du baroque brésilien comme le faisaient les premières générations de spécialistes, dans une phase où le style est apparu comme un élément agglutinant autour duquel une nouvelle identité nationale a été consolidée. Aujourd'hui déjà, des visions plus complètes se dessinent, qui cherchent à mettre en évidence aussi ses aspects les plus contradictoires afin de former un panorama plus réaliste de ce que le phénomène artistico-social du baroque brésilien a réellement représenté,. À titre d'exemple, João Adolfo Hansen dit que si le baroque

« a fusionné les modèles de la culture européenne avec les modèles africains, indigènes et orientaux, donnant lieu à la figuration parfois assez originale des valeurs locales, [...] la moindre reconstitution historique des pratiques représentatives de l'époque met en évidence la très forte censure, l'antisémitisme, les stéréotypes de purification du sang, la disqualification et le déshonneur du travail manuel, l'intolérance religieuse, la persécution des idées, etc. Elle prouve également que [...] la société coloniale a vécu l'histoire comme une figure providentielle de Dieu, qui y a participé comme fondement théologico-politique de l'union de l'Église et de l'État et comme réglementation juridique de l'esclavage. »

On dénonce également la poursuite de l'appropriation par l'État du processus culturel historique à des fins de propagande biaisée,, mais on ne nie pas l'énorme impact que le baroque a exercé sur la formation de la culture brésilienne, ni on ignore le précieux héritage artistique qu'il a laissé et qui a été en partie déclaré patrimoine mondial de l'Unesco,,. En même temps, pour de nombreux chercheurs, l'héritage baroque reste vivant dans la vie quotidienne des Brésiliens, exprimé sous diverses formes artistiques, sociales et folkloriques, définissant une manière d'être qui se confond avec la notion même de brésilianité,,,, comme l'a résumé Zuenir Ventura (pt),

« Le baroque ne l'était pas. Elle l'est toujours, elle est toujours présente dans presque toutes les manifestations de la culture brésilienne, de l'architecture à la peinture, de la nourriture à la mode, en passant par le football et le corps féminin. [...] Le baroque est la technique de composition que Villa-Lobos a utilisée pour créer ses neuf Bachianas. Le baroque est le cinéma de Glauber Rocha, c'est notre nature exubérante, c'est le football de Pelé et de tous ceux qui, dribblant la stupide rationalité des entraîneurs, préfèrent la courbe mystérieuse d'un coup de pied ou la splendeur d'une feinte. Après tout, le baroque est le style dans lequel, contrairement à la Renaissance, les règles et la préméditation comptent moins que l'improvisation. Quoi de plus baroque que Guga. »

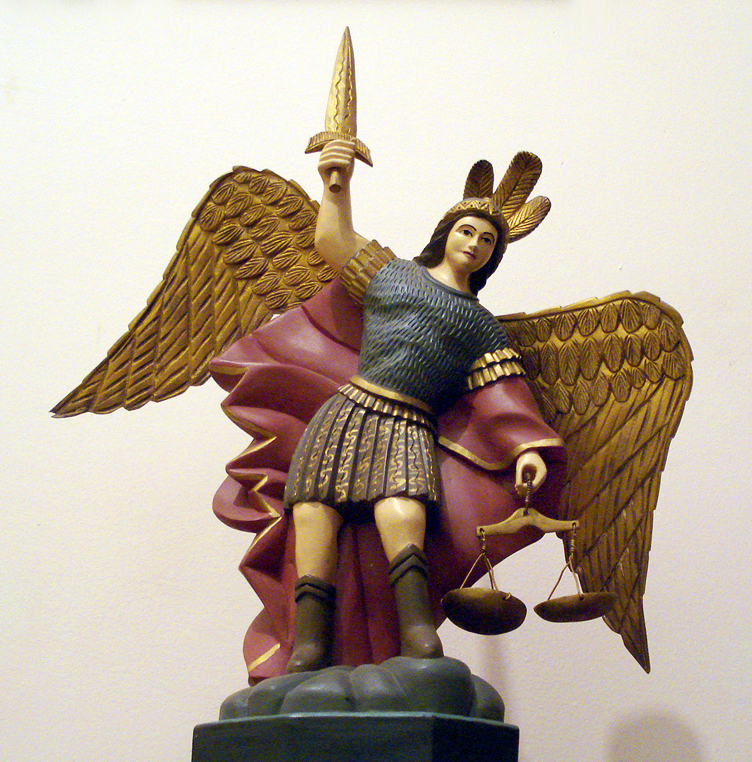
Artisan anonyme d'Olinda : São Miguel, une œuvre du XXIe siècle qui fait encore largement appel aux références baroques.

Au cours des dernières décennies, le baroque brésilien a été mis en valeur dans de grandes expositions. La pionnière, intitulée « Arte no Brasil : Uma História de Cinco Séculos », a été organisée en 1979 au Musée d'art de São Paulo, sous la direction de Pietro Maria Bardi. Elle a été suivie de « Tradição et Ruptura », montée en 1985 dans le cadre de la Biennale de São Paulo. En 1998, l'Espaço Cultural Fiesp a présenté « O Universo Mágico do Barroco Brasileiro », qui rassemble 364 œuvres importantes, dont beaucoup sont rarement vues par le public, car appartenant à des collections privées,. « La Mostra do Redescobrimento : Brasil + 500 », organisée entre 1999 et 2000 dans le cadre des commémorations des 500 ans de la découverte du Brésil et exposée au parc d'Ibirapuera de São Paulo, a consacré un grand espace au baroque et a envoyé des coupures de presse à São Luiz, Porto Alegre, Rio de Janeiro, Buenos Aires, Santiago, Lisbonne, Londres, Oxford, Paris, Bordeaux, New York et Washington, avec un grand public et une grande publicité, et aussi une certaine polémique sur les formes de présentation de ce patrimoine,,,. Toujours en 2000, l'importante exposition « Brasil Barroco - Entre Céu e Terra » a été montée au Petit Palais à Paris, qui a reçu des critiques élogieuses de la presse internationale et a été visitée par plus de 80 000 personnes. En 2001, le musée Guggenheim de New York a organisé la grande exposition « Brazil: Body and Soul », avec également une grande section sur l'art baroque, qui a reçu beaucoup d'éloges dans la presse mais a généré une grande controverse sur les choix de conservation et la façon dont les pièces ont été exposées,. En 2005, lors des célébrations de l'Année du Brésil en France, d'autres expositions sur ce thème ont été organisées au musée des Beaux-Arts de Rouen et au Palais Lascaris de Nice. Toutes ces expositions ont publié de grands catalogues avec des textes critiques, complétant ainsi une bibliographie croissante ces dernières années,. De nombreuses autres expositions de moindre envergure ont été organisées dans le pays et à l'étranger. Dans le même temps, l'importance du baroque brésilien est déjà reconnue à grande échelle au niveau international,,,,,.

## Conservation

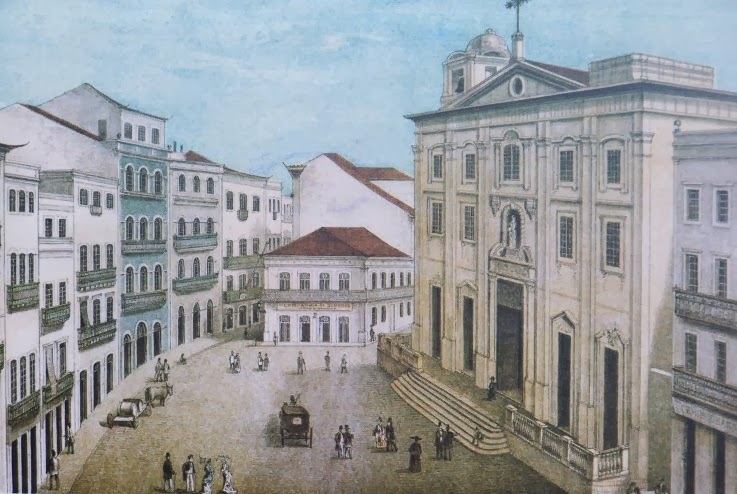
L'ancienne Place du Corpo Santo, où sont l'église du même nom et le rollo jurisdiccional, a été l'un des complexes coloniaux démolis pour la construction d'avenues.

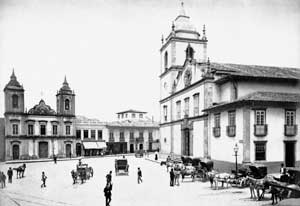
Place de la Sé de São Paulo, avec l'ancienne Sé (à droite) et São Pedro dos Clérigos (à gauche), démolie pour faire place à une urbanisation moderne.

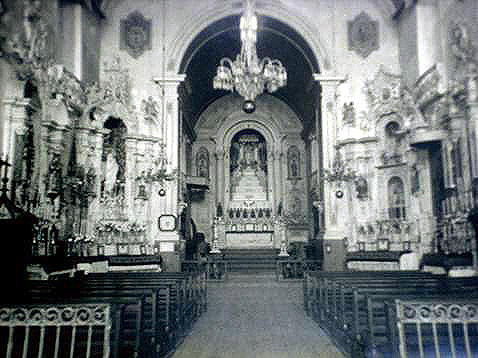
Intérieur de l', également remplacée par une construction moderne.

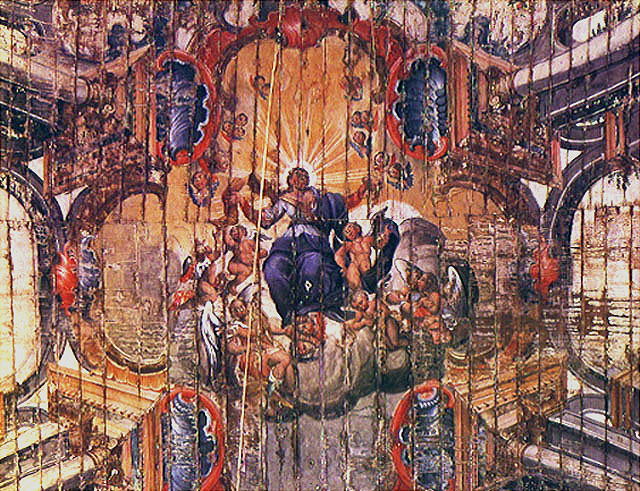
Mestre Ataíde, Assunção da Virgem, l'alignement du chœur de l'église Notre-Dame-du-Rosaire, Mariana, on l'on peut constater la précarité de l'état de conservation.

Malgré le prestige croissant qu'il a acquis depuis le début du XXe siècle, le baroque brésilien a encore besoin d'être mieux apprécié et protégé. Sa collection a déjà subi de graves pertes, principalement en raison de l'idée, répandue depuis le XIXe siècle, que le Brésil devait se moderniser ; par conséquent, l'ancien a dû céder au nouveau, et c'est ainsi que d'anciennes cathédrales et de riches églises, couvents, manoirs et maisons sont tombés, pour faire place à des avenues et des bâtiments modernes ; les façades et les décorations intérieures d'origine ont été défigurées ou refaites pour s'aligner sur les modes plus actuelles, les peintures et la statuaire ont été réformées ou détruites,,. Ceci est dû à un manque de conscience de leur valeur historique et culturelle. Toutefois, il faut se rappeler que, d'un point de vue historique, jusqu'au milieu du XXe siècle, cette valeur n'était pas encore largement reconnue et beaucoup ont longtemps considéré les bâtiments et les œuvres baroques comme laids, lourds et de mauvais goût, dans un contexte qui a déjà été expliqué dans la section précédente,,,,.
Lorsque les intellectuels et l'administration, notamment par l'intermédiaire de l'IPHAN, se sont tournés vers le baroque dans les années 1930, un mouvement plus large de préservation et de sensibilisation a été lancé, qui n'a cependant pas encore atteint tous ses objectifs et qui, à ce jour, évolue en termes de concepts, de pratiques et de résultats,,. À ce même moment historique, qui a déjà été appelé « la phase héroïque de l'IPAHN », un programme de restauration de plusieurs bâtiments baroques a commencé, certains d'entre eux ayant été largement altérés par des rénovations ultérieures, les rendant à leurs caractéristiques primitives, et en sauvant d'autres du processus d'abandon et de dégradation. De toute façon, depuis le XIXe siècle, de nombreux exemples considérés aujourd'hui comme très importants ont disparu, comme les églises de São Joaquim et de São Pedro dos Clérigos à Rio ; l'ancienne Sé, la basilique Notre-Dame-du-Mont-Carmel de São Paulo, celle de Nossa Senhora dos Remédios, celle de São Pedro dos Clérigos et l'église et le monastère de São Bento à São Paulo, l'église de Nossa Senhora da Barroquinha (pt), à Salvador, l'ancienne cathédrale de Cuiabá (pt), l'église du Corpo Santo, à Recife et l'ancienne église de Porto Alegre (pt) et l'église Notre-Dame-du-Rosaire à Porto Alegre (pt). La presse rapporte encore aujourd'hui des cas de destruction provoquée ou de dégradation passive de spécimens d'architecture, de statuaire, de peinture ou de sculpture,,,.
Les organismes officiels sont également très préoccupés par le vol et le trafic illicite de biens culturels. Au Brésil, ces crimes sont plus fréquents dans les décorations d'églises baroques, et beaucoup d'entre elles ont fait l'objet de vols de statues et d'argenterie, comme dans le Minas Gerais, où, en 2008, une centaine de pièces, pour la plupart d'art baroque, ont été volées en différents endroits. Le ministère public du Minas Gerais a déclaré qu'il y a un grand gang à l'œuvre, avec des connexions internationales. Selon le député, 635 pièces ont disparu des églises d'État au cours des dernières décennies. Selon une estimation non officielle, ce chiffre est cependant dix fois plus élevé. On estime que le commerce clandestin de biens culturels est la troisième activité la plus lucrative au monde. De plus, la sécurité des églises, où se trouve l'essentiel de la collection, est souvent précaire, ce qui facilite les pillages.
Des organismes fédéraux tels que l'IPHAN cherchent à déclarer des bâtiments patrimoine national afin d'exécuter des programmes de protection, parfois en partenariat avec des organismes internationaux tels que l'UNESCO ou la BID, qui finance le programme Monumenta (pt),. Les gouvernements des États et des municipalités investissent également dans les musées et restaurent les biens mobiliers et immobiliers ; l'initiative privée et les universités réalisent également des projets de recherche et de restauration, mais les ressources sont souvent rares et les mesures adoptées sont insuffisantes face au volume de la collection architecturale et artistique qui nécessite des mesures urgentes de conservation et de protection,,,,,,. Compte tenu de la grande proportion d'œuvres sacrées dans la collection du baroque brésilien, dont beaucoup sont encore en possession de l'Église, la publication en 1992 par le Saint-Siège de la Lettre circulaire no 121/90/18 adressée aux évêques et archevêques du monde entier a été importante : il y recommandait vivement de consacrer un soin particulier au patrimoine artistique de l'Église, en rejetant sa dispersion, les utilisations abusives et la pratique de rénovations ou d'altérations fallacieuses sans avis technique compétent — en reconnaissant qu'il y a eu beaucoup de pertes pour cette raison — et en évitant de confier son administration à des personnes sans connaissance spécifique de l'art et de l'importance sociale de ce patrimoine, en voyant dans l'art sacré un instrument privilégié pour l'Église afin de remplir sa mission spirituelle et culturelle.
D'autre part, le baroque, ainsi identifié au Brésil, est en partie dû à la croissance du tourisme culturel, un secteur en pleine expansion dans le monde entier et au Brésil également. On peut déjà constater une prise de conscience croissante de la population quant à l'importance artistique-culturelle et au potentiel d'exploitation économique de l'héritage baroque, à condition qu'il soit correctement conservé, même si de nombreux investissements dans ce secteur sont encore nécessaires,,,,,,,. Mais en fait, grâce à cette évolution, la population s'est déjà montrée, dans certains cas, capable de collaborer de manière précieuse et active aux décisions concernant le patrimoine de ses communautés. La sensibilisation est également encouragée en abordant la question dans les écoles et autres établissements d'enseignement, afin de renforcer le sens de la citoyenneté et les liens sociaux,,,,,. Selon José Carlos Carreiro, professeur à l'université de São Paulo, « récupérer la mémoire est essentiel pour qu'un peuple se perçoive comme sujet de sa propre histoire. Pour évoluer, l'homme a besoin de connaître ses racines ». Ces facteurs combinés peuvent offrir une perspective de meilleure préservation du patrimoine survivant pour l'avenir.